# クッキングパパの登場人物
クッキングパパの登場人物（クッキングパパのとうじょうじんぶつ）では、うえやまとちの漫画『クッキングパパ』および同作を原作とするテレビアニメ・テレビドラマに登場する人物について説明する。
上段に登場人物名、よみがな、カッコ内にアニメ放映時の声優およびドラマ版放映時の俳優、下段に人物の概要の順である。

## 荒岩とその家族
主人公である荒岩一味とその家族、および一味の親族。

### 荒岩家
福岡県福岡市東区花椎（実在の地名は香椎。テレビアニメ版では福岡市中央区桜坂3丁目。テレビドラマ版では周辺にヤフードームや福岡タワーが見える海沿いであった）に住む一家。長男まことは大学進学に伴い沖縄県在住後、就職に伴い大阪市在住、更に転職に伴い京都府在住。作品開始当初はアパート住まいだったが、第27巻COOK.268で2軒隣の一軒家に引っ越した。132巻で一軒家を新築することになった。立花山の近くの、一味の父親が気に入った場所である。愛車は三菱・デリカスターワゴン→日産・セレナ。また連載初期で、日産・ダットサンバネットコーチを借りている。他にも一味の通勤用として原付のスクーターもある（ホンダ・イブスマイル→ホンダ・リード→まことからプレゼントされたヤマハ・VOX）。
荒岩一味 - あらいわ かずみ（声：玄田哲章〈少年時代：山口勝平〉 演：山口智充）
本作の主人公。
連載開始時から登場。初登場時31歳で130巻現在40代中盤。金丸産業営業二課課長（第96巻COOK.924以降）。
プロ級の料理の腕を持つサラリーマン。ありとあらゆるジャンル・国籍の料理（菓子や酒・飲み物も含めた）に対し、深い知識とそれを作る腕前を持ち、人々に様々な料理を振る舞う。時にレシピを教えたり、料理作成を陰ながら手助けしたりもする。
作るだけでなく食べる方も大好きで、かなりの大食漢。味に対してもこだわりを持つが、それは初めて食べる料理を自身で再現するために分析しつつ味わうという感じで、時には周囲に迫力を感じさせるほど。他人に料理を振る舞われた時は、批評を求められた時以外はほぼ「うむ！ うまい！」と笑顔で食べ、批判や文句を口にすることは全くない。3人の家族と美味しいものを食べた時の人々の笑顔を何より愛する。プロの料理人を目指さなかったのも、虹子の笑顔を見るのが好きだったと語っている。
また虹子ほどではないが酒豪である。二日酔いになることはたまにあるが、酒乱になることは全くない。
第130巻現在における家族構成は、妻・虹子、長男・まこと、長女・みゆきの3名。また、ペットとして雑種犬のベイを飼っている。親族としては母・カツ代と義父・吉岡夫婦、7歳違いの妹・味知と義弟・根子田夫婦、その息子で甥の空吾と洋平がいる。他に久留米に祖父と祖母、味知夫婦の結婚式の回で北九州に従姉がいた事が語られている。
通称は「岩ちゃん」、虹子は「あなた」あるいは「かずさん（主に結婚前の回想シーンと結婚20周年のイタリア旅行の回）」、まこと・みゆきは「とうちゃん」、部下は｢主任｣→｢係長｣→｢課長｣（部下の一部とその家族（夢子、ユミなど）はさん付け）と役職名で呼ぶ。
一人称は普段は「オレ」、改まった席では「私」だが、初期はごくまれに「僕」であったことがある。
基本的に標準語で話す事が多いが、ドラマ版では博多弁を用いていた。99巻など中学時代や味知の幼少時のエピソードには博多弁で話す描写がある。
身長180cm、体重80kg（第1巻COOK.7時点）の堂々たる巨体の持ち主。体格相応に力が強く、町内会の相撲大会ではピンチヒッターながら大将を務めたり、社内の野球大会では特大のホームランを放ったりと、スポーツ方面でもそれを活かして活躍するが、反面走るのが非常に遅い。この一面はまことにも受け継がれており、小学校の徒競走の際、虹子に「まこと遅いもんね、誰かに似て…」と評されている。
トレードマークはカツ代譲りの巨大でしゃくれた下アゴ。それと併せて全体的な顔の印象は非常にいかつく、ヤクザすら一瞬怯ませるほど。幼い子供をあやそうとうっかり顔を近づけると火がついたように大泣きする描写もあり、本人も田中の長男・元輝が生まれて間もなく田中宅を訪れた際、自身の顔を見て怖がらない元輝を見て「普通、1歳位の子供は俺の顔見ると泣きだすんだがなあ」と夢子に語っている。田中の次男・結輝は特に、一味を怖がる素振りはないが、第117巻で大阪出張中の田中の代わりに一味が節分の鬼に扮した場面ではその容姿に大泣きする場面がある。
性格は至って真面目、几帳面、かつ厳格。面倒見がよくお人好しな人情家でもあり、人望は厚く友人も多い。
仕事には厳しく、職場ではしょっちゅう自社ビルが震えるほどに怒鳴りもするが、日常生活においては至って温和であり、家族に対して本気で怒ったり、手を上げたりしたことはほぼ皆無。作中で確認できる唯一の例外は、自分との約束を破って一人で海釣りに行ったまことの頭を拳で軽く小突いたこと（第39巻COOK.392）。アニメ版では声を荒らげて叱り、尻を叩いている。しかしその際も怒りっ放しではなく、その直後に彼の釣り上げたチヌを指して、「このチヌは立派だ。でかしたぞ！」と、きちんとフォローをしている。怒鳴りの対象である田中に対しても、後で家に食事に招いたり、釣りに連れ出したりなどで労いや励ましを送る良き上司である。
会議の席上では堂々たる姿勢で臨むが、仕事が絡まない場面（結婚式のスピーチなど）で人前に立つのを苦手とするなど、基本的には目立つことを嫌うはにかみ屋である。また、気まずくなるとわざとらしく咳払いして誤魔化す癖がある。アニメ版ではカツ代に「晴れがましい席で人前に立つと金縛りにあったかのように何も言えなくなってしまう」とまで言われ、小学・高校時代にそれで失敗した経験が語られた。当初は会社の人間には自分が料理をすることをひた隠しにし、料理を用意する度に「○○（別の人物）が作った」「買ってきた」「たまたま出来た」などと咳払いしながら誤魔化す事が定番となっており、外部の人間にも隠せる時は隠す事が多かった。これに関しては、作者が自ら語っているように、作品発表当時の御時世の「なぜ男が料理するのか?」という雰囲気を反映している。
しかし物語が進むにつれて徐々に周囲に発覚していき、けいこに迫られた際に虹子の後押しを受けてようやく公開を了承。その後の係長昇進を契機に周知され、昇進祝いパーティーでは一味が振る舞ってきた料理を皆がそれぞれ作って持ち寄る形で、それまでの感謝の気持ちを受けた（第51巻COOK.504）。ただしばれる前から「自分で釣った魚くらいさばけないとな」と刺身や、照り焼き、ムニエルを作ったこともある。
料理を始めたきっかけは、6歳で父を亡くし多忙な母に代わって学業の合間に味知の面倒を見る日々を送っていた小学6年生の時、出来合いの総菜を嫌って泣く味知を慰めるため、思いつきで余った食材を使い適当に具沢山の卵焼きをこしらえた事から（第4巻COOK.37）。この時の彼女の笑顔に触発され、以降毎日のように台所に立つうち、次第に料理にのめり込み腕を日々磨いていった。それが実を結び、博多大学（福岡大学がモデル）に進学する頃には既にプロ級の腕を持つに至り、あちこちで腕を振るった結果、それが現在まで語られる同校の「伝説」と化した。
妻・虹子とは大学在学中、当時新聞部副部長であった酒本に頼まれて出席した、博多女子大新聞部との会合で出会った（第43巻COOK.431）。たまたまその時、博多女子大側の料理当番をしていた彼女に代わってカレーを作り、会合終了後に酔い潰れた彼女を部屋まで送り届けたのが縁で交際を始め、金丸産業入社後初の給料日にプロポーズし（第47巻COOK.467）、そのまま結婚。後にまこと・みゆきの二児を授かった（第21巻COOK.204）。
主任となって部下を率い仕事と家事に没頭する日々を送り、連載中に主任から係長に（第51巻COOK.504）、さらに営業二課課長に（第96巻）昇進している。
極度の高所恐怖症、飛行機恐怖症という弱点を持ち、遠方への出張の際はわざわざ朝早くの電車や新幹線を利用してまで、飛行機に乗るのを避けようとする（第1巻COOK.9）。またIT機器の扱いも非常に苦手で、携帯電話も始めはメールすら打てなかったが、みゆきのために必死に習得（第84巻参照）し、みゆきからの初メールを大事にしている模様。現在は携帯どころかスマートフォンを持ち、パソコンすら自在に使いこなせるまでになっている。他にカラオケも苦手（初挑戦はみゆきに習った『となりのトトロ』主題歌）で、ファミコンを始めとするコンピュータゲームの類も、頭から否定するほどではないがあまり好きではないらしい（第4巻COOK.40）。
趣味は料理を始めとする家事全般、釣り、ギター、水泳。ギターは中学の時に、隣に住んでいたノブさんから古いギターを譲り受けて始めた（第34巻参照）。水泳は中学1年の時に自力で覚え、クラスマッチで優勝した経験もある。まことが水泳を始めてからは、毎年夏の終わりに親子で競争していた（劇中話）。まことが小学生のころは一味のほうが速かったが、まことが中学1年生の時に初めて敗北し、息子の成長を喜んだ。
好物は初期（第20巻前後）ではキノコ類で、手製の弁当には必ず入れるほど。けいこほどではないが、タケノコも春が感じられるので好きらしい。嫌いな食べ物・苦手な食べ物のある描写は今のところ見られない。
母のカツ代共々、この手の料理人キャラとしては珍しい喫煙者であるが、日常的に吸っているヘビースモーカーではなく、現在では、あくまで稀に思い出したように時々嗜む程度の喫煙しかしていない。
モデルは前作「大字・字・ばさら駐在所」の登場人物である「源さん」で、実在の人物である。しかし、「大字・字・ばさら駐在所」第3巻巻末に掲載された実在の本人の写真を見る限りトレードマークの顎はしゃくれておらず、作者独自の脚色であることがわかる。
一味の変装
大学時代からの友人であるテレビ局のディレクター・酒本康喜に担当番組への出演と番組内での調理を頼まれることがある。料理をしている事自体基本的に隠しているのと元々はにかみ屋なので自分自身が正体をテレビで暴露されるのを嫌ったからだとはいえ、毎度毎度わけのわからない変装をさせられるため、彼自身はこの「出演依頼」を大変迷惑がっているが、酒本に拝み倒され、周りの人間（主に虹子）にのせられた挙句、結局無理やり出演させられている。酒本が押しかけて来ただけでテレビ出演だと分かるようにもなってしまった。
変装の内容及び登場巻・話数は以下の通り。
デーモン・岩（第3巻COOK.27、第10巻COOK.98、第110巻COOK.1069、第164巻COOK.1599）
架空のロックシンガー。番組内での紹介に曰く、「博多のロックシンガー、料理の腕はプロ級」。
派手なヘアスタイルに革ジャン、サングラスと、普段の一味からは想像不可能なロッカー・スタイルに身を固めている。アニメ版では髪にメッシュまで入れられており、より一層派手な姿になっている。
担当する番組に出演予定の料理研究家に出演を急にキャンセルされ困り果てた酒本が、代役として呼び出した一味を部下のスタイリストに頼んで「本人とわからないようハデに」変装させた結果、誕生した姿。
あまりに意表を突いた変装内容であるためかこの変装の成功率はかなり高く、同僚や部下だけでなく初見では実の息子のまことですら見抜けなかった。田中に至っては、本人に面と向かって「まるでアホ」「主任をうんとガラ悪くした感じ」と酷評したほどであったが、虹子と夢子の両名にだけはさすがに一目で見破られていた。また、135巻では深夜に再放送されていたようで、頓田課長にもビデオを何度も見られて見破られた。アニメでは料理をしている事を隠していた時期ではあるが、まこととみゆきの他、東山常務にも見破られており、田中にも一時は怪しまれたほどである。また、みつぐがファンになっている。
自身は、第10巻COOK.98の時点でこの変装について「だんだん気に入ってきた」と述べていたが、第26巻COOK.255では「あのカッコウはもうごめんだぜ」と述べていることから、前記の台詞は彼なりの冗談であろうと推測される。
現在は会社の社員にはほぼ周知されている。その後、素顔でMHK「きょうのお料理」に出演することになり、司会の後藤田（後藤繁栄がモデル）と料理をしている。稀にテレビ関係なくデーモンに変装するシーンも近年では見られ、更には、上記のようにかつては容姿を酷評した田中が、暴走気味なノリを見せる場面もありながら「デーモンブラザーズ」と称して共演することもあったが、第164巻で、同様の依頼を受けた一味が田中との共演に違和感を感じていた矢先、帰省中のまことが都合のつかない田中のピンチヒッターを引き受ける形で「デーモン・岩ジュニア」として「親子共演」している。
コロッケ大王（第26巻COOK.255）
架空の人物。番組内での紹介に曰く「正体不明、おいしいコロッケあるところどこにでも現れる」
アラビア風の衣装に爪先の反り返った靴、顎ヒゲを蓄え頭にはターバンを巻き、だめおしとして額にコロッケのマークを貼り付けるという、極めてうさんくさい姿をしている。
花椎商店街にあるコロッケ専門店「久保商店」を紹介する番組を制作するため、その一環として一味の出演を決めた酒本が彼の配役として考案した姿。
一味は番組の台本を読んでこの変装の内容を知りデーモン岩以上の拒否反応を示したが、例によって周りに押し切られ、結局これを承諾した。
収録日は会社の勤務日であり、やむなく社の昼休みに出演した一味は、変装の付けヒゲを付けたままの姿で社に戻ってしまい、田中を始め部下・同僚にそのことで散々笑われる羽目になった。
荒岩虹子 - あらいわ にじこ（声：勝生真沙子 演：富田靖子）
一味の妻。旧姓は不明。連載開始時から登場。
第130巻現在、年齢は40代中盤。ニチフク新聞文化部副部長（第129巻COOK.1259以降）。
メガネを外すとほとんど何も見えないほどの極度の近視（本人曰く「両目とも0.01」）で、小学校高学年の頃から度の強い眼鏡をかけている（第4巻COOK.38においてメガネを壊してしまった際は、そのために会社で大騒動を巻き起こしている）。連載開始当初は瓶底メガネで瞳はメガネを外した時以外は見えなかったが、上述の壊した回から徐々にメガネ越しでも瞳が描かれるようになった。メガネを外すと美人で、田中が一瞬一味の妻である事を忘れて惚れており（第9巻COOK.83）、アニメではメガネが壊れて裸眼で数日過ごした際には周囲の話題になったほどである。40を超えてからは自分の胸を差して「ぺったんこだから…」と呟き嘆くシーンもあるが、実際にはそんなこともなく、プロポーションはかなり良い。
大学時代はポニーテールであったが、結婚後しばらくしてひっつめ髪へと髪型を変えた。
学生時代卒業旅行に行ったあと、感動のあまり一味相手に語りつくした挙句声が出なくなり、耳鼻咽喉科に行ってしばらく筆談で生活したこともあった。
ファッションについては家庭内ではそれなりにバリエーションがあるのだが、通勤・就業時はスーツの上下にチェックのブラウスというスタイルのみで通している。
運転免許は所有しているが普段は全く運転せず、仕事でも家庭でも他人任せであるが、いわゆるペーパードライバーではなく、まことの運転免許教習中の駐車練習のため、20年ぶりに会社の駐車場まで自家用車を運転し、駐車の際の模範運転を彼に見せていた。
4、5歳の頃に熊本県の山中の祖父母に預けられ野性的な生活を送っており、男性記者も怯むような辺境・秘境でも平気で取材に赴く行動力を持つ。また知的好奇心に富み、何にでも関心を持ち文化・芸術全般に造詣が深く、常にプロの記者としての目を持って物事を見る。正しく新聞記者の鑑のような人物であり、深井文化部長を始め、同僚・部下の信頼も厚いバリバリのキャリアウーマンである。
その反面、家事は何をやらせても一切だめで、そのひどさたるや両親には完全にサジを投げられ、カツ代には「気持ちいいくらい何ひとつできんね」と大笑いされる（第103巻COOK.998）ほどであった。しかし一味が自分が料理をする事を隠していた頃は、一味の料理の数々は虹子が作ったという事になっていた為（あるいは周囲が勝手にそう思い込む為）、周囲の人間には料理の達人と思われていた。本人も多少焦りつつもそれを受け入れていたが、アニメ版ではあまりにも平然と嘘を吐く一味に困惑の表情を見せるシーンもあった。料理以外の家事も当初は全て一味に任せきりだったが、みゆきを授かった頃からは徐々にそれが改善され、現在ではごく普通に家事をこなせるまでになっている。ただそれ以前から、苦手ながらも料理に関してはちょっとした思い付きや偶然などで、美味しいものを作り上げることがたまにあり、その際のセンスのよさは一味にも感心されている。また、料理の腕前の酷さは、一味と知り合うきっかけにもなった学生時代のエピソードでも描かれ、カレー調理を任された時にジャガイモの皮を剥かずそのままカットし、友人たちから呆れられ、偶然居合わせた一味が隠し味を用いるなどして作り直したが、その際も一味はあくまでも虹子が作ったもののように、参加者に振る舞っていた。
夫と子供以外の親族は両親が健在。上述の祖父母は祖母が早くに亡くなり、祖父も127巻COOK.1235で死去。
夫と子供たちへの愛情は誰にも負けず、明るい性格から誰からも愛されている。連載当初は一味から電話が来ると、その直前までキビキビ仕事をしていても急に甘ったるい雰囲気になって周囲をズッコケさせ、会話後は受話器に何度もキスをしていた（一味の方は、電話口で半ば呆れていた）。
煙草は吸わないが無類の酒好きであり異常に強い。田中とサシで酒を飲みまくった際、彼女だけがまだまだ飲めるような顔をしており、酔い潰れ気味の田中に対して「意外に弱いのね」と述べ、一味に「お前が強いの」と突っ込まれるほどの作中きっての大酒豪である。初期は泥酔して帰宅することも多かったがその後改善。妊娠すると逆に酒の匂いで気分が悪くなり、作中で一味はそれでみゆきの妊娠を知った（まことの時も同様のことがあったため）。
趣味に関して作中では特に語られてはいないが、子供の頃からスポーツ万能。特にテニスは、高校時代はテニス部キャプテンも務めた腕の持ち主であり、長いブランクにも拘らず未だにその腕は衰えておらず、金丸産業のテニス大会ではそれを活かして大活躍した（第29巻COOK.285）。釣りも一味やまこと同様に好きなようで、取材で男女群島へ出かけた際にはイシダイを釣り上げている（第1巻COOK.5）。
好物は松茸とウニ。一味の料理を食べることが何よりも楽しみである。
好き嫌いは全くと言って良いほどないが、唯一レバーだけは苦手。みゆきを身ごもっている際に、においに敏感になる時期であるだけに余計に苦手になってしまったが、一味がバーで出た料理を再現した「レバーのパテ」によって克服した（第18巻COOK.173）。また乳糖不耐症で、牛乳はプリンなどに調理しないと摂れない。
明るいムードメーカーのように描かれていることが多いが、少し生真面目すぎて悩むときはとことん悩み（特に記者として、社会人として今の日本文化や世相を憂う時が多い）、他のことに手がつかなくなる（上の空になる）のが珠に瑕。産後うつの経験もあり、幼少時のまことを2階から突き落とそうとした心情に陥ったこともある（第54巻COOK.532）。
荒岩まこと（荒岩誠） - あらいわ まこと（声：高山みなみ 演：花岡拓未）
一味と虹子の長男。4月25日生まれのB型。
1巻では「荒岩誠」表記であるが、その後は「荒岩まこと」表記。運転免許証では「荒岩まこと」である。作者が欄外に書くコメント、表紙裏の作者のコメントの文章でも「まこと」である。
連載開始当初は小学2年生だったが、両親の愛情を受けてまっすぐに成長。「行きたい学部がある」と沖縄県の琉国大学に第96巻で進学し、第140巻で卒業。専攻学科は最後まで明かされなかった。大学卒業後は大阪市の農人橋交差点近くにある大規模ビルに入るイベント会社「花浪企画」に就職。多忙な日々の中で順調に業務をこなし、社会人として成長していた。しかし、さなえとのデートで訪れた京都市のイタリア料理店「イル ゴットーネ」の料理に衝撃を受け、オーナーシェフの笹山に直談判。花浪企画を退職し、厨房に入る事を目標にホールスタッフとして就職する（COOK.1501）。「家族や周りの人の笑顔を見たかったがため」にプロの料理人を目指さなかった一味とは正反対に、「訪れるお客さんの笑顔を見るため」にプロの料理人を目指す道を歩み始めた。アニメ版では最後まで小学生のままである（アニメ終盤のエピソードでは原作では中学生になっているものもある）。
一人称は幼少期は常に「ボク」であったが、中学3年くらいから「オレ」が大部分である。
言葉遣いは標準語で、話し方もおとなしい方だが、一味に向かって「○○にしような」や「だぜ！」など、たまに生意気とも取れる物言いをすることもある。九州弁はほとんど使わないが、東京に行ってさなえと会うとつい出てしまう。沖縄方言が出ることもある。
料理上手で何事にも頼りになる父・一味を尊敬しており、小学生の頃から一味と共に台所に立つことも多かった。元々の料理センスも悪くない上に持ち前の器用さで上達も早く、現在ではかなりの腕前である。それでも父の料理を憧れ・目標と考えているようで、「とうちゃんの料理にはかなわない」「やっぱりとうちゃんの料理は最高だ」等、度々口にしている。
大学生活時代は寮に住んでいて、先輩達から料理番を任されていた。またひょんなことから沖縄の居酒屋「まかい」で調理担当のアルバイトとして雇われ、日々腕を振るっていた。就職後の家は大阪市の難波の千日前道具屋筋商店街で中華鍋など生活用品一式を大量に購入して持って帰るところにあるワンルームマンションで一人暮らし、家の近くにスーパー玉出がある。
性格は真面目、積極的で、人見知りもせず常に前向きで明るい。他人には親切で、世話好き。年の離れた妹・みゆきとは非常に仲が良く、風呂に入れたり、食事やおやつを作ったりと、共働きの両親に代わってよく面倒を見ている。一緒にサイクリングに出かけたり、ゲームで対戦したりと、2人で遊ぶ事も多い。また親思いであり、就職してから母の日に難波の髙島屋でプレゼントを買って贈ったり、父の日にはわざわざ福岡に帰ってオムレツを作っている。
アニメではまこと視点の展開も多く、子供の視点から物語を追うもう一人の主人公のような位置付けとなっており、ナレーションや次回予告も担当している。当初は純真な子供として描かれていたが、みゆきが誕生してからは兄としての自覚が芽生えた為か精神的な成長が見られ、みつぐや田中の奇行に手厳しいツッコミを入れる場面も見受けられるようになった。また、田中を「田中兄ちゃん」と呼んで原作以上に慕っており、田中が味知と結婚すると思いこんだり、自分のアパートの二階に引っ越してくると聞いた時には大喜びしていたほどで、田中が手痛い失恋をした際には相手側の女性を批難する事もあった。
学業成績はごく普通。一味似のがっちり型の体格のため力は強いが、父親と同じく足は遅い。背丈は母・虹子を追い抜いた。大学生のまことが描かれたイラストでは背丈は一味とそう変わらない。一味が沖縄に行ったときには、まことのTシャツの大きさが合っていた。
顔立ちが整った好青年である上に性格的にも女心を擽るためか、本人が全く意識せずとも惚れられてしまう非常にモテるタイプであり、現在の彼女であるさなえは勿論、あゆみやえつ子にもかなり熱烈な想いを寄せられている。初対面の女性にも好印象を持たれることが多く、虹子とのデート（117巻COOK.1139）前の待ち合わせ時で女性から誘われたり、その直後に向かった先のカフェの女性店長にも褒められて店員の目がハートになっていたりするほど。違う店で偶然鉢合わせした末田にも「イケメン」と言われている。
スポーツ方面では一味の影響からか水泳が得意で、水泳教室にも小学校から通い、中学・高校でも水泳部に入っていた。中学3年で県大会に進出し、5位という成績を残した。また、それでは別に、中学生まで少年サッカーチーム（ポジションはフォワード）と子供会の相撲に参加していた。
趣味は料理、釣り、ギター。
本人は基本的に一途であり、小学3年の頃から学校のマドンナ・吉永さなえと互いに好きあって、現在も継続中（さなえが初恋であるため失恋を知らず、本人もそれを認めている）。高校生の時に大濠公園でキスをしようとしてさなえに拒絶され、ケンカ状態になるものの、みつぐやえつ子の助言で仲直りしている（第92巻参照）。大学入学後にはさなえとキスをしているような描写が見られるため、仲は順調に進展しているようで、第171巻で年明けに帰省した際、両親、みゆきの前で指輪を披露、結婚の約束をし、みつぐ、えつ子からも祝福を受けている。
その一方でえつ子からも好かれており、中学3年時に告白されたが、その時点でえつ子はまことを諦めていた。しかし海水浴に行った際、えつ子がナンパされそうになったとき「オレの連れなんで」といって男を追っ払ったまことにときめいてしまう描写があり、えつ子側はまだ恋慕を割り切ることができていない。
好物はエビフライ、肉団子、ピカタ、辛子明太子、ハム、チーズ。父・一味と同様に好き嫌いはないようで、何でもよく食べる（本人曰く「とうちゃんの料理がおいしいから」とのこと）。また酒は結構強いほうで、よく飲酒する。
一味の教育の影響か、他人に比べて流行りものには晩生。携帯電話を初めて入手したのは第92巻時点と、同級生のみつぐ・ヒロユキ・オサムなどに比べて非常に遅かった。自宅にゲーム機があるのを確認出来るのも中学時代に自分のお年玉で買った時（第48巻COOK.470）が最初である。
愛車は沖縄で購入したヤマハ・ジョグアプリオ→カツ代・吉岡に買ってもらったホンダ・モンキー。
荒岩みゆき - あらいわ みゆき（声：高山みなみ 演：櫻井詩月）
一味と虹子の長女。美しい雪の日に生まれたことから命名された。
第17巻で虹子の妊娠が判明、しかし高齢出産であることから帝王切開による出産で誕生した（第21巻COOK.204）。第140巻現在は中学1年生で、小学6年生のとき他の女の子に比べ遅かったが初潮を迎えた（第114巻COOK.1102）。
母に似て賑やかでワイルドな性格。感動すると「うきゃー」と叫ぶ（虹子も若いころは叫んでいた）。テレビゲームや女の子向けの遊びは好まず、ヒーローもののテレビ番組や相撲を好むという、多分にボーイッシュな部分がある。しかし女の子としての魅力がないわけではなく、作中何人かの男の子に異性として意識され、想いを寄せられていることがうかがえるシーンがある。
鈍足な父や兄とは違って俊足を誇り、ソフトボール大会に出場した際は、それを活かして大活躍した。またウインタースポーツは商店街の面々やまことと一緒にスキーに行っていたこともあり得意。スノーボードも得意である。第140巻では中学生になり、バドミントン部と美術部に入部する。
基本的にズボンを着用し、保育園の卒園式（第63巻COOK.613）や小学校の入学式（第63巻COOK.615）、音楽祭（第107巻COOK.1034）などを除いてスカートをはいたことがない。髪型は外ハネのショートカットで、男の子に間違われたこともある（第75巻COOK.730）。
兄のまこととは10歳もの年齢差があるが、兄妹仲はとても良い。ほとんど標準語の兄と違いところどころに九州弁がみられる。
わらび保育園に生後半年のころから預けられ6歳まで通った。保育園の頃は泥遊びと絵が大好きで、特に人の顔を描いてプレゼントすることを喜びとしていた。小学校の授業では、図工のスケッチが終わらず夢中でスケッチを続けて、次の国語に授業に突入したこと（第64巻COOK.626）や道草をして給食の時間に学校へ到着した（第72巻COOK.707）ことなどがある。
アニメ版では生後間も無く作中で1年の歳月が流れるため、原作のような乳児時代のエピソードはほぼ皆無。以降も目立った成長は無く、最後まで無邪気な赤子、幼児として描かれている。赤子らしい無邪気さと純真無垢さがほとんどのエピソードでクローズアップされており、場を和ませたり登場人物の心を解きほぐす事が多く、主役のエピソードも多数描かれたりと、家族の温かさを象徴する存在としての役割が強調されていた。また、髪型は原作と違ってタマネギのように逆立つ形になっており、ボーイッシュさはほぼ無くスカートを日常的に履くなど、原作とは外見、キャラクター性共に大きく異なる。
好物はタマネギで、牛丼では牛肉よりもこちらを好んで食べるほど（第36巻COOK.359）。母・虹子と同じくレバーが苦手で、一味の「レバーのパテ」すら敬遠してしまったが、田中と花田の考案した「トリレバーグ」だけは喜んで食べていた（第42巻COOK.420）。また、田中がハロウィンのパーティで使ったカボチャのマスクで脅かしたため、一時期カボチャが食べられなかった（第65巻COOK.636）。
また一味やまこととは違い、料理は虹子譲りなのかあまり上手くはないことが多かった（一部例外もあり、「白身魚のシャカシャカ焼き」などは皆に好評だった）が、独創的な発想から料理を作る事が多い。95巻ではもんじゃ焼きに缶コーヒーや甘栗、ゴーヤ、洋ナシ、無花果、アロエジャムなどを混ぜたりもしたが、96巻では大学入試を控えたまことに「キンカングミ」を作り、最近では魚料理やまことの得意だったという大根の入ったカレーを作るなど（第135巻）腕前は上達している。138巻では、腰を痛めたカツ代に代わり、アドバイスを受けながら、ゆべしを作っている。
ベイ（声：冬馬由美）
荒岩家の忠実な飼い犬。小型の雑種だが賢い。第30巻COOK.294で初登場。
田中がベイサイドプレイス博多埠頭で見つけてきたことから名づけた。当初は肉まんをくれた田中に付きまとっていたのだが、アパート暮らしの田中は飼えず、いくら追い払っても離れなかった為にやむを得ず蹴とばした（アニメでは犬の真似をして吠えて追い払った）ことで田中と離れた。直後に一味が「家族で犬を飼おう」と考えている事を知った田中は、この犬を荒岩家で飼ってもらうおうと探すも見つからず途方に暮れていたが、たまたままことが自宅に連れて帰っていた為、そのまま荒岩家の一員となった。田中も一応飼い主ということになっている。
アニメでは田中に追い払われた後は、まことが連れ帰るまでもなく自ら荒岩家にやってきた。原作と違ってこの時点では荒岩家はまだアパートに住んでいた為に飼えず、吉岡家に引き取られる形となった。一応、荒岩家が一軒家に引っ越す際には引き取る事になっていたが、次第に吉岡も愛着が湧き、いつしか吉岡家の一員として定着していた。しかし平屋への引越しの時にみゆきが前のアパートに帰りたがってぐずるのを見兼ねた吉岡が譲り、改めて荒岩家で飼われることになる。

### 吉岡家
福岡市城南区箱崎（実際の箱崎は東区にある）に住む、一味の実家。愛車はミニクーパー。
吉岡（荒岩）カツ代 - よしおか（あらいわ）カツよ（声：くじら 演：中尾ミエ）
一味・味知の母、吉岡の妻。未婚時代の旧姓は不明。第4巻COOK.36で初登場。
一味・味知は「母さん（嬶（かか）さん）」、一味は後に「お袋」、虹子は「おかあさん」、まこと・みゆき・空吾は「おばあちゃん」か「ばあちゃん」、吉岡は「カツ代さん」と呼ぶ。
吉岡病院（アニメでは市立中央病院）で30年以上に渡って勤め上げたベテラン賄い婦（第82巻COOK.799の時点では、既に同職を引退している）。そのため料理も並大抵の腕前ではなく、年季を入れて磨かれている。第121巻で「古希を迎える」といわれていることから、夫婦ともに70歳程度とみられる。
二人の子供を残して夫が交通事故死した後、負けん気の強い彼女は朝から晩までがむしゃらに働き、何とか子供たちを育て上げた（第4巻に詳細）。
顔つき・体格ともに一味と酷似しており、初対面時にティートには「ソックリだ」と爆笑され（第9巻COOK.82）、頓田には一味の女装姿と誤解され「そんな趣味があったのか」とまで言われた。あごが大きいことに加え、歯も丈夫で、虫歯になったことは1度しかない（夫・吉岡に歯科医院を紹介されたが、歯科医師の態度が気に入らず、医院で暴れた）。
性格は短気かつ横柄で口が悪く、他人に対して敬語を使うことはほとんどない。そうかといって不人情というわけではなく、むしろ善良でお人好しな性格を持ち、何だかんだと言いつつも他人への助力は惜しまない（この辺りの性格は、正しく息子の一味に受け継がれている）。また、象が歩いているのを怖がったりする、微笑ましい面もある。
孫達にはやたらと甘い反面、一味や味知には厳しいが、時としてそっけない口調で適切にアドバイスするなど親子仲は良好。
一味の腕を鍛えるために、彼の作ったものに対しては、たとえそれがどんなに旨かろうとストレートに「旨い」とは言わず、「まあまあだね」「マシなものが作れるようになった」程度に留めることに決めている（第58巻COOK.567）。ただし、自身では決して認めないものの、内心ではその料理の腕もさることながら、家事一切をほぼ肩代わりしてくれた一味を高く評価し感謝もしており、吉岡にそれを指摘された際には明らかにうろたえていた（表面にこそ出さなかったが、一度だけ思わず「うまい」と思ってしまった事もある（第11巻COOK.110）。アニメでは吉岡に「カツ代さんがまあまあと言うなら最高ってこと」と言い添えられたことがある）。
第11巻COOK.104において、勤務先の吉岡院長に見初められ再婚していたことが発覚したのだが、再婚したことを恥ずかしがり、一味一家が家に訪ねるまで再婚のことを告げようとせず、通名を旧姓の「荒岩カツ代」で通すなど公にしなかった（しかし歯科医院に行ったときは「吉岡さん」と呼ばれていることから、本名は吉岡カツ代である）。アニメでは最終回で改めて式を挙げている。
家の庭には梅の木があり、その実を使って毎年梅干しを漬ける（第9巻COOK.82）
パチンコが好きでやたらにうまく、景品を孫への土産にすることも多い。劇中ではほぼ常勝であったが、夫のセリフによると稀に負ける事もあるらしく、第92巻COOK.883においてついに初の大敗を喫した様子が描かれている。更にパチンコ中、大当たりの最中に腰を痛め、知人の知らせで夫が駆けつける事もあった。
また、タバコが好きで、のべつ吸いっ放しのヘビースモーカーである（銘柄は「エコー」一本槍）。
吉岡の勧めで釣りを始めたところはまってしまい、今では家族を巻き込んで釣りを楽しんでいる（第19巻COOK.191）。
好物は梅干し、ラッキョウ、堅パン。
一味やまことは血を受け継がなかったのか、お世辞にも足は速くないが、女学校時代は虹子の書いたコラムを見て訪ねてきた親友・セツとの会話で、授業の合間の休み時間に彼女と二人で走るなど、俊足だった描写がある。親友・セツが死去したときは、普段の気の強い性格が変わり、うつ状態になってしまったが、夫の作った烏骨鶏料理で元気を取り戻している。セツと女学校時代に石原裕次郎の映画を一緒に見てから裕次郎にほれ込んでいた。
吉岡 - よしおか（声：八奈見乗児）
カツ代の夫にして、一味・味知の義理の父親。名前は不明。第11巻COOK.104で初登場。
カツ代からは当初は「吉岡さん」、「あんた」、一味からは「おやじさん（おやっさん）」「お義父さん」と呼ばれている。一人称は「僕」もしくは「私」。
自ら開業した吉岡病院の院長で、若い頃から医学一筋の自称「医学バカ」。人生の大部分を医学につぎ込んで長らく独身を通し、財産も医学書に全て費やしてきたが、ある日、院長室の掃除をしに来たカツ代に恋し、半ば強引にカツ代の家に転がり込んだ。
カツ代に比べるとかなり小柄に描かれている。
部屋の掃除や片付けは苦手であり、毎回カツ代にどやされる。多分に学者肌なところを残しており、一つのことにのめりこむと他の事はまるで見えなくなってしまうタイプである。
「医は仁術」を体現したかのような人格者であり、誰に対しても敬語を使い、人当たりは丁寧を極め、笑顔を絶やさず、滅多なことでは怒らない。名古屋市で学会に参加する途中で道路で女性が倒れた際に、子供をあやしながら応急処置し、救急病院の医師に礼を言われている。また、食事が制限される患者への配慮から、好物であるにも拘らず、香りの強い物は休日の前夜以外決して食べない。医療に対する彼のこの真摯さが、交際に対して乗り気でなかったカツ代の心を結果的に動かした（第88巻COOK.852）。
一方で、バレンタインチョコをカツ代に催促したり、アニメでは部屋を占領するくらいのクリスマスツリー用のもみの木をわざわざ取り寄せるなど、ロマンチストな一面がある。特にアニメでは孫たち、特にみゆきと空吾を非常に可愛がっており、みゆきの育てた枝豆を勝手に収穫した田中に激しい怒りを見せるなど子供好きな性格がうかがえるシーンが多く見られる他、子供向けのショーにはしゃぐなど自身も相当に子供っぽい一面があるように描かれている。
カツ代に釣りの魅力を教えた張本人（第19巻COOK.191）だが、釣りのことでカツ代に怒鳴られ、大喧嘩をしたこともある。パチンコは彼女とは違い、どちらかと言えば嫌いな方で、彼女との付き合いでたしなむ程度。また囲碁の心得もあり、一味とたまに一局打つのを楽しみにしている。
シャンパンが好き。初期はパイプタバコを好んでいた。また、141巻では複数のレコード盤を所蔵、カメラの修理の帰路、オーディオセットを購入、亡き父から譲られたタンゴのレコードをカツ代と鑑賞しているが、これは中学生の頃に父が聞いていたものを無断で鑑賞し、ある日、不注意からレコード盤に傷をつけてしまい、父に叱責された後に譲られたもの。そういった経緯から鑑賞中にノイズが入る。また、船舶免許を取得し、カツ代、まこと、みつぐを連れ、真鯛を釣りに出かけている。

### 根子田家
東京都のJR中央線沿線に住む一味の妹一家。京成電鉄に乗車するシーンもあるので、引っ越した可能性もある。
根子田（荒岩）味知 - ねこた みち（声：大坪純子）
一味の妹。第4巻COOK.37で初登場。
短大卒業後に東京へ移り住み、コピーライター・エッセイストをしている。エッセイを出版したときの名義は「猫田味知」（第82巻COOK.801）。
生後すぐに父を亡くし、母・カツ代が子供を食べさせるために一日中働き詰めの中、成長期の大半を兄・一味と共に過ごし、半分は彼に育てられたようなもの。出来合い惣菜が続いた食事を嫌がるようになり、困り果てた一味が初めて作った料理（卵焼き）を喜んで食べ、結果として彼を料理にのめり込ませるきっかけを作った張本人。
初登場時は高太郎という恋人がいたが、真剣かつ本気で「結婚しよう」と言われたにも関わらずその気になれず、程なく別れてしまった。その後、カメラマンの根子田敏夫と付き合って同棲しているうちに妊娠してしまい、事実を一味やカツ代に告げた後結婚（第25巻COOK.244）し、空吾と洋平の母となる。甥のまことは呼び捨てだが、姪のみゆきには「ちゃん付け」で呼ぶ。
カツ代や一味には顔も体型も全く似ておらず、なかなか可愛らしい顔をしている（カツ代曰く、口元は父親似）。一方で気の強い性格は母であるカツ代譲りで、夫と時折けんかになる時はほぼ一方的に味知のほうが怒り、文句を言うほど。
好物はスコッチエッグなど挽肉料理や豚の角煮。
子供の頃、金魚すくいで得た金魚の世話をおろそかにし、祖母（カツ代の母）任せにして「行った時だけ可愛がる」ことを続けた末に死なせた経験があり、その反省から、洋平が金魚すくいをしたがってもさせなかったが、経緯を聞いた夫に促され、最後には許している。
根子田敏男（兼介） - ねこた としお（けんすけ）（声：古谷徹）
味知の夫。第6巻COOK.62で初登場。第7巻COOK.71で初めて下の名前が明らかになった時は「根子田兼介」という名前だった。
苗字と猫に似た風貌から自他とも「ネコちゃん」と呼んでいる。非常にノリがよい、荒岩一家のムードメーカー。
風景や料理写真を扱うプロカメラマンだが、本当は植物の写真を好む。アニメではアクロバティックな動きで写真撮影をする事もあった。
生粋の関西人で、出身地は不明だが大阪弁で話す。のほほんとした性格であるが、大胆な面もある。一人称は「わい」、「わて」、「わし」ではなく「僕」である。
仕事関連の人間や友人は揃いも揃って曲者ばかりで、結婚式の折、味知の親族を破談寸前まで激怒させたほど（一味が寝過ごした為にミートローフを作るのが遅れ、修羅場寸前の所で到着した事が幸いして回避された）。
髪は物凄いくせ毛で、カツ代との初対面前に虹子がカットしたが大苦戦する。虹子曰く「まことのようにはいかんわ」。
初期はメガネを掛けていたが、第11巻COOK.104からは掛けなくなった。
好物はたこ焼き。
根子田空吾 - ねこた くうご（声：冬馬由美）
味知と敏夫の長男。第26巻COOK.259で誕生。
敏夫は「孫悟空」、敏夫の父は「太平洋」、カツ代は「優（ゆう）」と名づけようとしたが、味知が孫悟空をアレンジした名前をつけた。
従姉のみゆきと仲がよく、福岡に来たときはみゆきと一緒に行動することが多い。父譲りの糸目と爆発したかのような派手な髪型がトレードマーク。
アニメではみゆき同様、最後まで無邪気な赤子として描かれている。
根子田洋平 - ねこた ようへい
味知と敏夫の次男。第76巻COOK.744で初登場。
名前はかつて祖父（敏夫の父）が考案した「太平洋」をアレンジしたもの。

## 田中とその家族
一味の部下である田中一・夢子夫妻と二人の親族。家族仲はよく、夫・一がデジタル一眼レフカメラを買ったときは、妻・夢子が一・元輝・結輝の親子3人でパスタを食べている姿を撮影して、懸賞に写真を投稿し、グランプリに輝き、SL人吉とくま川鉄道で熊本県の湯前町に旅行している。また、一・二郎・三郎が集まったときは、深夜ながら悪乗りしてギターを弾きながら大声でスピッツのロビンソンを歌い、顰蹙を買っていた。

### 田中家
福岡市地下鉄沿線のマンションに住む一家。
田中一 - たなか はじめ（声：飛田展男 演：上山竜司）
金丸産業営業二課係長。糟屋郡新宮町出身。大学卒業後に金丸産業入社。営業二課で一味の部下である。5月12日生まれで、第1巻では25歳。2006年4月（第96巻COOK.924）に係長へと出世。
自称、“荒岩班の若頭”。課員のリーダー格でのりがよく、軽々しい点がありながらも人望も備えている。砕けた言葉遣いを用いており、改まった場でも「～っスね」と言ったり、一人称は常に「オレ」である。
明るいキャラクターの営業の人気者で、仕事の失敗も全て笑い飛ばす技の持ち主。「落ち込んでいる時でも田中の姿を見れば元気になる」と評されるほど。面倒見がよく、初対面の相手でも共に酒を酌み交わせばすぐに友達になれるほど明るいところは、（恋人の対象になるほどではないものの）女性から好感を抱かれることも多い。だが、同僚がミスをした時「俺の特技を真似しないでくれよ」と言うような自虐的な面もあり、また、過去の失恋時には荒れたり酷く落ち込む事もあった。独身時代は遅刻、仕事の失敗、借金の常習犯であり、それでいて勤務態度も良くなかったため、毎日のように一味の怒号を浴びていた。ドジでそそっかしい面も強く、三日間の東京出張を転勤と早とちりして荒岩班に送別会を開かせてしまった事もある（翌日に早とちりが発覚して非常に気まずくなった）。
二階級昇進後も偉ぶるそぶりはなく、後輩たちとも相変わらず友達感覚で接している。しかしいざという時は後輩（後述の江口が多い）のフォローや尻ぬぐいを自発的にすることもあり、独身時代と比べると仕事に対する力量・姿勢・責任はかなり良くなっている。その一方で、一味たちの主催する中年の会「哀中の会」にもしっかり入会を果たした。なお、二階級昇進を推してくれたのは田中のことを常日頃イジっていた先輩のけいこだった。
通常は呼び捨てか「田中君」「田中さん」と呼ばれるが、虹子やみゆきには「田中ちゃん」、まことからは「田中のお兄ちゃん（アニメでは「田中兄ちゃん」）」、彼が成長して以降は「田中さん」と呼ばれている。アニメ版ではさなえに「田中のおじさま」と呼ばれている。
会社では、後に妻となる木村夢子の一年後輩だったが、夢子が高卒入社に対して田中は大卒であるため、田中の入社は夢子が19歳、田中は（大学に現役入学なら）22歳の時であったと考えられ、夢子より3歳年上となる。
しかし、田中は遅刻・欠勤・二日酔いの連続であり、部屋の掃除もできないダメ人間ぶりであることから、明らかに夢子が年上に感じられる場面がいくつもある。また結婚するまで、お互いを「木村先輩（アニメでは夢子先輩）」「田中君」と呼び合い、ほとんどの場面で夢子に対して敬語を使っているなど、後輩としての分をわきまえていた（会社を離れるとタメ口になったりもする）。
会社にいるときなどは基本的には標準語及び関東方言で話すことが多いが、所々で博多弁が入ることもある。特に怒ると博多弁が出やすく（出ない場合もある）、ヨーロッパ出張時にはティートに怒ってベニス中に博多弁を響かせた。
高校は博多にある福岡県立新原高校で、西鉄宮地岳線で通学していた。高校時代に応援団室に出入りしていた描写がある。大卒だが「○×大学出」としか言っておらずどこの大学かは不明。中学時代は特に語られていないがアニメ版では「中学一年の時に卓球部に入っていた」と言っている。
入社初日に遅刻、大食いで大酒のみ。つきたての餅が食べられないぐらいで涙を噴水のように出して泣くぐらい食い意地が張っている。沢村が結婚式をするときに用意した礼服が着られないとダイエットしている。好き嫌いを口にすることもなく、何でもうまそうに食べるが、まことが帰省した際に作ったヤギを使った料理には、幼児の描いたヤギの絵が頭に浮かび、違和感を覚えて敬遠している。カツ丼やステーキなど、ボリュームがあり食べごたえのある料理を好むようで、特にカツ丼は会社近くの定食屋・喜多で「スペシャル大盛り」をペロリと平らげ、「カツ丼は下品な方が良い」と味にもこだわりがある様子（上品に味付けしたものより、本来のカツ丼が良いという意味）。岡山市に出張したときタクシーの運転手からドミグラスソースカツ丼を紹介されたときは多少悩みながらも、いざ食べれば新しい発見をしたように一味に相談している。とんかつ好きと周囲は認識し、新潟県出張の際一味から新潟市のとんかつ太郎を紹介された。ただし一方でレバーが苦手と発言したこともある（食べられないわけではない）。
スポーツはあまり堪能な方ではなく、運動関連の行事ではほとんど活躍した試しが無い。ティートに誘われて熊本までのサイクリングに挑戦した際には、まことに心配されるほどに疲弊しつつなんとかクリアした）。キルキルとチェの来日の際には、良い所を見せようと調子に乗り過ぎてギックリ腰を起こしてしまった事もある。
連載初期には盲腸を患い、吉岡病院に入院した事がある。また、激辛料理を食べながら冷えたビールを飲むことが好きで、痔になっている。更に、暴飲暴食が元で尿管結石になっている。
博多中洲の大抵の店は制覇して顔が利く。
初恋は高校時代、宮地岳線の電車で見かけた、現在新宮町でスナックを経営している当時の電車の乗客であった（原作のみ。アニメでは中学時代に既に失恋を経験している）。自称「フラれの田中」というほど失恋回数は数知れず、作中でも度々失恋のエピソードが描かれていた。自分から好きになった女性のほとんどが「彼氏あり」で諦めるというパターンが多いが、逆にキルキルやシンディに密かに好意を寄せられていたこともある。
アニメ版ではトラブルメーカー、コメディリリーフとしての側面が更に強くなっている。原作に輪を掛けて結婚願望が強く、相手の酔った勢いの冗談を真に受けて結婚の準備を始めたり、東山常務の娘や味知、ヒロシの姉など、周囲の女性と見境なく交際を考えたり、ユミが梅田の浮気を疑っていた際にはその証拠を掴んで自分がユミと結ばれようと画策する素振りすら見せていた。また、梅田や山永の結婚の際には酷いショックを受けており、前者は原作以上に激怒して頑なに結婚式への参加を拒否（司会者として参加したのは原作と同じ）し、後者に関しても本気で落ち込んでいた。
借金してまで没頭するほどパチンコが生きがいであり、高校生の頃から後輩の吉村を引き連れてパチンコ店へ通っていた（第49巻COOK.483）。何度も破産寸前となった上に同僚からは借金漬けであった。千香とのお見合いでも何かスポーツを嗜むのかという質問にも「パチンコを少々」と答えたほど。そのあまりの廃人ぶりから堪忍袋の尾が切れた一味に「本当のカスになっちまうぞ」と怒鳴られた挙句、体が吹き飛ぶほどの勢いでキャベツを投げつけられた事もある（そのキャベツは二郎と共に調理して食べた、第26巻COOK.261）。結婚後も一度夢子から頼まれた元輝の誕生日プレゼント用のお金をパチンコにつぎ込んだ事がある（第60巻COOK.588）。
これらのダメ人間ぶりな様子を常に心配していた先輩の木村夢子と徐々に接近、夢子のアパートでの火事から夢子を助けたこともあって結婚に至った。その後に3人の男の子を授かり、仕事に邁進する日々を送る。
福岡市内の実家にはパチンコ好きな父としっかり者の母がいる。兄弟は弟が2人（後述）おり、いずれも実家を離れて独立している。父・弟2人とも性格は似ており、連載初期に見合いをする回で父親を見たけいこは「田中君、絶対父親似ね」と夢子と話している。父親はかつて失業時に仕事探しもせずパチンコに入り浸って家庭崩壊寸前までに陥った事すらあるが、一が作った味噌汁飯が切っ掛けで再び働くようになった。また、一が少年時代に子犬を拾ってきた際には死後に墓を作るまで面倒を見たり、「夢子と結婚する」と勇三に毅然と言い放った一を「言うようになったじゃねえか」と評するなど、良き父親の側面も持っている。
料理はカレーライス・焼き飯・焼きそば・おでん・ロールキャベツくらいしかできなかったが、結婚後に急速に上達した。カレーに関しては小学生時代のキャンプで作って以来の得意料理であり、32巻では弟の二郎と彼女のはるみと手伝いに来た夢子の為に、「スペシャルミソカレー」を振舞ったり、96巻では「鹿肉カレー」を同僚たちに振舞ったりもしている。一味の昇進祝いパーティーに持参した料理は第31巻COOK.305のトルコライス。けいこに明かされるまで一味が料理をする事にもほとんど気付いておらず「料理をする事もある」程度にしか思っていなかった。また、上記の、一味の変装に便乗して「デーモン弟」として、共演する場面がある一方、第161巻では家族の前で「デーモンパパ」と名乗り、夕飯を振る舞ったり、息子の大学進学でやや気落ちするけいこを元気づけようと「ジャイケルマクソン」と単独で、コスチュームなどを変え、夢子のアドバイスなどを受けながら「ワカタケ煮」をけいこ夫婦に振る舞っている。
愛車は日産･アベニール。初代中期型で登場人物が所有する愛車の中でもかなりの年数が経つが2021年現在でも一味を助手席に乗せて移動に使っている。
田中夢子 - たなか ゆめこ（声：冬馬由美 演：加藤夏希）
田中一の妻。旧姓：木村。通称は「夢ちゃん」。
鹿児島県出身。荒岩の元部下で、地元高校卒業後に金丸産業入社。営業二課で一味の部下であった。会社では後に夫となる田中一の一年先輩だった（夢子が高卒入社、田中は大卒である）。
当初は妻がいることを知っていながら一味に好意を抱いており、ひょんなことから一味が「男でありながら料理をする」ことを知ってしまうが、一味を気遣って秘密にする（第1巻COOK.6）。彼女は男が料理をすることには偏見がなく、料理をする一味を「素敵」だと感じ、ますます思いを深め、一味が会社で料理をするときは積極的に協力していた。
初期は一味に対して赤面したり目にハートマークを浮かべるほどで、他にも「虹子がいる時は彼女に対して素っ気なく知らんふりを決め込む」「虹子不在の際に荒岩家に遊びに行こうかと冗談を言う」「けいこの結婚式の際にいけないと思いつつも一味と自分の結婚する様を妄想する」など不倫願望に近いものがあった（けいこにも一度冗談交じりに指摘されている）。他にも一味と二人で弁当を食べる際に「こうしてるとまるで夫婦みたいですね」と言ったり、一味の頬にキスをする、残業の一味に寿司を差し入れに行くなど直接一味にアプローチを掛ける事も度々見受けられ、小悪魔的な一面が見られた。新人の梅田が秘密を知る（第20巻COOK.198）までは社内唯一の秘密共有者であった。その事もあって特に一味に接近する機会が多く、一味も夢子に親身に接していた為に前述の傾向がエスカレートしていた時期もあった。が、当然一味には夢子に「大切な部下」以上の感情は無く、夢子自身も時が経つごとにそれを自覚して弁えるようになり、後述するように田中との距離を徐々に縮めていく。
独身時代は結婚を急かす両親から度々お見合いを持ちかけられる事に辟易しており、31巻では地元鹿児島のホテルで県庁職員とのお見合いをしたが、偶然その場に居合せた田中によって破談となる。その後、田中と徐々に接近し結婚（第38巻COOK.378）、退社した（同巻COOK.381）。結婚後は一との間に2人の息子を授かる。第149巻では、第三子を妊娠したことを夫が一味に報告、第154巻で三男洋輝を出産する。
料理は母親や祖母から受け継いで得意で、一味が皆に秘密で料理していた頃からよく手伝っている（会社の面々への体裁上は一味が夢子を手伝う形を取っていた）。専業主婦となった後も、自分の家や一味の家で料理を振舞ったりもしている。一味の昇進祝いパーティーに持参した料理は第6巻COOK.57のさつま揚げ。
酔っ払う描写はほとんど無いが、実は笑い上戸で泥酔すると普段からは想像もできないほどハイテンションになる（第37巻COOK.365）。
鹿児島出身ではあるが基本的には標準語。両親は鹿児島弁で話すため知らないわけではなく、彼女の回想では「かごんま（鹿児島）の味がする」との記述がある（第6巻COOK.57）。
髪型は髪の毛を後ろ手に縛ったロングヘアーだが、一時的に変えた機会は数度ある。一度目は退社後の妊娠発覚時で出産時に荒れるからという理由で一時的にセミロングヘアにしていた（第42巻COOK.412）。二度目はショートカット（第82巻COOK.796）で、いずれも虹子や一からは好評。
田中元輝 - たなか げんき
一・夢子の長男。第46巻COOK.454で誕生が描かれた。「とにかく元気で輝いていてほしい」願いから一によって名付けられた。
保育園までは一人称は「ボク」だったが、小学校からは「オレ」。107巻から1年生。第168巻で荒岩家に新年の挨拶に家族で訪れた際、中学入学を控えていると虹子が夢子に語っている。
かなり我儘な性格で、早くから夢子を振り回すわんぱく坊主。同級生のコウイチがライバルである。
ピーマンが嫌いで、箸の先からピーマンだけをこぼしたり、無理に食べさせると吐き出す（対象はピーマン以外の野菜だったが、2歳頃にも同様の行為をする描写があった）。好きなものは父・一が作ったカレー。
学芸会の浦島太郎の遊戯でタコ役を演じさせられて不満だったが、一に説得されてきちんと演技した。
赤色の色鉛筆をよく使い、緑色は弱々しいと言っていたが、一に黒崎駅に連れて行かれ、緑色の筑豊電気鉄道5000形電車に乗って緑が好きになった。
博多祇園山笠の追い山を早起きして見てから、山笠に関わるのが夢である。
田中結輝 - たなか ゆうき
一・夢子の次男。第97巻COOK.929にて誕生。「いろんな人々と仲良く楽しく和気あいあいと生きてほしい」思いから夢子によって名付けられた。
節分の際、鬼に変装した一味を見て泣いていた。
元輝に輪をかけた我侭でわんぱくな性格で、SL人吉乗車時は窓際から席を代わろうとしない（そのせいで元輝が不機嫌な顔をしたときは舌を出している）、旅行先で元輝の菓子を取る、湯前町名物の蜂料理でいたずらをするなど、たびたび元輝と喧嘩している。
田中洋輝 - たなか ひろき
一・夢子の三男。第154巻にて誕生。

### 一・夢子の親族
木村達也 - きむら たつや（声：松本保典）
夢子の弟。第35巻COOK.342にて初登場。
東京の大手商社、目高商事に勤務している。
ロマンチスト気味の姉に対し、どちらかと言えばリアリスチックな性格。自他共に認める「まじめ人間」ではあるが、実は結構ノリやすい。普段は標準語で話すが、興奮すると鹿児島弁が出る。
登場当初はかなり重度のシスコンであり、姉の幸せを願うあまりに田中を目の敵にし、取っ組み合いの喧嘩までしたものだが、田中流の「接待」を受けてからはすっかり丸め込まれ（第35巻COOK.350〜352）、以降は仲良く付き合っている。彼の登場により、田中と夢子の関係が急進展する。
大学時代は相撲部でキャプテンを務め、恵まれた体格と併せて相応の強さを持っているが、特に目立った成績は残していないらしい。一味やまこと、田中らが町内会で相撲をする時には、その経験を活かして彼らを指導している。
高校時代の同期生・河合美代子とは、東京で再会したことがきっかけで関係を深め（第75巻COOK.735〜737）、後に結婚（第113巻COOK.1091）。第167巻では1歳になる長女　愛を連れ、田中家を訪れている。
アニメではさなえの父の後輩であり、東京に居た頃のさなえとも親交があった。博多に来た際にえつ子に惚れられた事もある。
好物はチキン南蛮。一味と知り合うきっかけを作った料理でもある（第35巻COOK.350）。
木村美代子 - きむら みよこ
木村達也の妻であり、夢子の義妹でもある。旧姓：河合（かわい）。フルネームは結婚式の回の父親のセリフで初めて登場した。
高校時代に同級生だった達也を追いかけ、東京で偶然を装って再会を果たした。
達也がよく通う喫茶店に勤めていたが、サービスとしてカレーを大盛りにするなど好意を示していた。
高校時代は、達也を見つけても話しかけるどころか同じ空間に一緒にいるだけで舞い上がるような、内気な性格であった。しかし、達也が話しかけやすく、また好意を持つだろうという理由で、わざと男勝りな振りを演じていた。それが転じて、現在の活発な性格につながっている。
高校時代は応援団に所属し、達也がサラリーマンになってスポーツをしていない状況を見てスポーツをさせようとした。また、下記のように、義兄の一や夫、親族の鉄義も敵わないほどの酒豪であったが、長女、愛を授かってからは義姉の夢子曰く「授乳中のため」断酒している。
家族は父親・ひとしと母親の他、幼少時から高校時代までの回想シーンのみの登場だが、ゆかというおてんばな妹がいる。
田中二郎 - たなか じろう（声：菊池英博）
田中一の上の弟。第17巻COOK.162より登場。一とは概ね6歳違い。
最初は美大を目指しており、友人のセリフによると志望校ではなかったようだが一浪の末、博多大学に合格（一味の後輩にあたる）。大学卒業後は東京のデパート「ニセタン」に勤務し、婦人服売り場の責任者として多忙な日々を送っている。
髪型を除いては、外見から性格に至るまで兄とほとんど変わらないキャラクターを持つ（アニメでは名前が判明する前からまこととみつぐに田中の弟ではないかと疑われていた）。髪を後ろで縛っていた事もあった。
高校時代からの彼女・はるみとは正式に結婚した模様。
彼女との交際のきっかけとなったカレーパン（一味がレシピを書いた）を作って以来、料理を趣味としており、劇中でもたまにその腕や知識を披露する。大学時代には文化祭の露店で出す料理のアイデアを求めて荒岩家を訪れ、博多大学の「伝説の荒岩」が兄の上司であった事を知った（当時はまだ一味が料理をする事は会社では秘密だったため、一には内緒にするように言っていた）。
田中三郎 - たなか さぶろう（声：石井邦和）
田中の下の弟。第30巻COOK.292より登場。一とは概ね10歳違い。
最初の登場では、中学3年生で高校受験を間近に控えており、級友たちと太宰府天満宮へ合格祈願をしに（目当ては梅ヶ枝餅）行く予定だったが階段から足を滑らせ、捻挫している。
高校時代には進路は「俺は農業をする。兄ちゃん達みたいなサラリーマンにはならない」と主張しており、言葉通り農業大学へ進学し、農業の研究に勤しんでいる。特にらっきょうの研究に力を入れており、日々研究室に泊まり込みで没頭している。さらなるらっきょう研究のため、原産国の中国に留学し、すでに留学を終えて、現在は筑紫大学在籍中。福岡市南区の西鉄天神大牟田線・大橋駅近くでひとり暮らしをしていたが、現在は天子と同棲している。
福辺天子（後述）は大学の同じ研究室の後輩で、ひょんなことから恋仲になった。交際当初から田中家では公認の仲だったが、天子の両親には2人で出演したローカル番組を偶然見られるまでは交際は秘密にしていたため、激怒した天子の父に交際を拒絶されるが、天子の実家の前で長時間正座し、許しを請うた（第120巻）。
兄弟内でもっともいい体格を持つ。外見的には高校時代までは長兄の一、次兄の二郎に似ていたが、現在では全く似ていない。外見的にはだらしのないタイプで、無精髭も生やしており決して格好いいとは言えない。そのため、天子がローカルタレントとしてスカウトを受けた際、タレント事務所の社長は三郎について「あなたはこれからの人だ、彼（三郎）とはしばし、別れたほうがいいかも――ですね」と、言われてしまっている（博多どんたくにて、天子に「彼です」と紹介されてステージに上がっていたため、事務所の社長も覚えていた）。しかし、「天子は三郎がいて初めて輝く人」だと現場で思い知ってからは「そういう仕事もあるかもしれない」と思い直し、三郎もローカルタレントとしてセットで出演させるようになった。
受験で忙しい時期にゲームをしたり、第113巻では実験を放り出してパチンコに行ったり、天子とのデートには軽トラを使用したり、ビーカーでハイボールを飲んだり、映画鑑賞中でも鼾を掻くなど（周囲の観客は煙たがっていた）いい加減な所は兄弟譲り。その一方で大学の運動会で飴食い競争をした勢いでキスをしたりするなど、人前でイチャついたりする大胆な面もある。また、高校時代に夢子にバレンタインチョコを貰った際にはその空き箱に1万円を貯めて出産祝いに送るなど義理堅い一面もある。
似た部分があるせいか、兄弟仲も良い。夢子が第一子を妊娠した頃や、高校の運動会後など、未成年ながら飲酒（前者は失恋のショックによる自棄酒）をする事もあった。
田中勇三 - たなか ゆうぞう（声：辻親八）
田中一の親戚。第36巻で初登場。しっかり者で頑固な性格で、下記の一族間における立場からも、一はこの親戚を「しゃーしぃ（うるさい）人」と感じており敬遠しがちになっている。
親族内では世話役的な位置にいて、一族間における様々な雑事の調整を自ら請け負っている。一の母から、いつまでもフラフラしている息子のために縁談の口を探してくれるよう、頼まれていたため、一が夢子を結婚相手として連れてきた際にトラブルとなった。
一族の世話役であるために責任感が強く世間体等も非常に気にするようで、初対面で夢子の個人情報を本人からデリカシーも無く根掘り葉掘り聞きだそうとしたり、一に「結婚というのは一族の繋がり。お前ひとりの考えでできるものではない。田中家の嫁に迎えるなら『ちゃんとした人』を迎えねばならない」という（時代錯誤な）苦言を呈し、他ならぬ一に激怒される。その事もあり最初は一と夢子の結婚を大反対していた（一族の世話役としての自分のメンツを潰されたため）のだが、最終的には一の両親のとりなしや夢子本人の気立てのよさを認めた事で、結婚式までに和解。現在はいい親戚づきあいをしているようである。
アニメでは一が子供の頃に最も懐いていた親戚であったとされ、「結婚の相談は最初に自分にして欲しかった」という本音を吐露する。最終的には一味の人柄に免じ、一味が仲人を務める事を条件に一と夢子の結婚を認める。
鉄義 - てつよし
夢子の親族で元教師。木村家の親戚の中では一番の酒豪で、作中では相手と飲み比べをし、飲み方を採点する教師らしい癖がある。当初は夢子の親族の手前で遠慮していた一は酷評されたが、その一言が切っ掛けで遠慮をやめ、いつも通りに飲んだ事で最終的に満点を付けられた。河合には飲み負けている。

## 金丸産業
福岡県福岡市天神4丁目に本社を置く商社。現社長の父が昭和30年代初頭に「金丸商会」として設立した。東京、大阪、長崎、大分、熊本、小倉に支社を置くほか、自社工場も持っており、機械から玩具、食品まで幅広く扱っている模様である。同族企業であり、現在でもレクリエーション活動が盛んな家族的企業である。田中曰く、将来有望な社員は一度必ず東京支社へ派遣されることになっている、とのことである（当の田中は一度も転勤を経験していない）。社名の読みは原作では「かねまる」なのがアニメでは「かなまる」に替えられていたが、途中から原作通り「かねまる」になった。営業成績が特に良い社員は【金丸賞】（金一封）が授与される。夢子が結輝を妊娠した事を知った田中が、いつも以上に（周りから不思議がられるほど）仕事を頑張った結果、受賞した。

### 営業二課
荒岩一味・田中一・森山みつぐについては、それぞれ荒岩家・田中家・まことの幼なじみの節を参照。
広田けいこ - ひろた けいこ（声：石桃子 演：森下悠里）
金丸産業営業二課主任。北九州市小倉南区出身。皆から「けいこちゃん」で呼ばれ、苗字で呼ばれることは少ない。アニメ版では田中に「けいこ先輩」と呼ばれている。旧姓は不明。結婚後の苗字は「広田」。丸い頭とショートカットが特徴で、高校時代はバスケットボール部だったが、身長はかなり低い。仕事はてきぱきと手際よくこなし、明るい性格で同僚の信頼も厚い。また、夢子のよき友人。一味が料理をする事を会社の人間に（荒岩夫妻の了承の上で）打ち明けた。一味の昇進祝いパーティーに持参した料理は第2巻COOK.23の鯉こく。
実力を買われ、一味の後任として51巻で営業主任となった。ただ、この時期は相当忙しかったため肉体的にも精神的にも追い詰められており、長い付き合いのある取引先に重大なミスをして一味と共に平謝りする羽目になったり、家に仕事を持ちこまざるを得ず家事が疎かになり、家庭内不和を招きかけたりもしている。
当初は自分が係長に昇進する予定だったが、仕事と家事がともに多忙で両立は困難だと辞退し、後輩の田中を係長に推薦している。このことから、田中のことを常日頃イジってはいるものの、少なからず仕事面で信頼している。
家族は長崎県出身で友人とベンチャー企業を経営する夫・信男。息子・まさしは中学校で剣道部所属。父親は故人となった模様で他の親族は作中、義理の両親と母が自宅を訪ねた際と、小倉に帰省した際に登場しただけだが、兄弟姉妹、甥、姪が複数いる。母親は無愛想で、しゃれっ気も無いが、漬物を漬けたり石臼を使って団子を作るなどが得意。けいこと一緒に蟹をよく買いに行く。
当初は団地住まいだったが、夫婦で頭金を貯めて2階の窓から海が見える建て売り住宅を25年ローンで購入し、引っ越した（第15巻COOK.147）。
好物はタケノコ。
第80巻巻末の次巻紹介のページでのみ、名前が「恵子」となっている。第12巻COOK.117では、自身のセリフで名前が「ケイコ」の表記となっている。アニメ版の声の出演では「けい子」となっている。
荒岩一味と同様、前作「大字・字・ばさら駐在所」のヒロイン・萩野目けいこがモデルになっている。
職場やプライベートでも基本的には標準語で話すが、たまに博多弁が出る事がある。
ピーマン炒めが食べられないと演技をして、田中にピーマンを食べさせた（友情出演）。
制服の胸元に両脇から両手をつっこむのがクセで、職場のシーンではときおりそのポーズでの描写が見られる。
梅田よしお - うめだ よしお（声：山口勝平 演：中村俊太）
営業二課で一味の部下。第3巻から登場。福岡県出身。大学卒業後に金丸産業に入社。通常は呼び捨てか「梅田君」だが、けいこはたまに「梅ちゃん」と呼ぶ。入社から東京転勤まで田中が教育指導にあたる。
当初は極度のマザコンと偏食に荒岩班は戸惑ったが、その後に改善。偏食の原因は後の本人の分析によると、家ではいつも豪勢な食事を出されており、その中から気が向いたものだけを食べていたせいだろうとの事。入社半年で大学時代からの恋人・荒木ユミと結婚し、再び周囲の者を戸惑わせる（第6巻COOK.59）。
風邪に対する抵抗力は並外れており（第7巻COOK.65）、その点で得をして社内での評価を上げたこともある。営業としての腕前は順調に成長していき、次第に活躍の場を増やしていく。一度、東京支社へ転勤（第13巻COOK.127）、再び博多に戻り営業二課に配属され（第20巻COOK.196）、入社当初とは別人になっている。また、荒岩家が平屋に引っ越すまでは同じアパートに住んでいた縁もあってユミから一味の正体を知らされ、夢子に続き秘密を共有する（第20巻COOK.198）。
一人称は常に「俺」を使う田中と違って「僕」である。
基本的には温厚な性格で、田中などにからかわれるようなことを言われても滅多に怒らないが、木島という同期とは元々ソリが合わず、あまりにもいい加減な対応ぶりに、一度フロア中に響くほどの大声で「何てか〜っ！（何だと〜っ！）」と博多弁で怒りをあらわにしたことがある（第66巻COOK.642）。その後田中にフォローを入れられ一応仲直りしたが、あまり近づきなくないのは変わらないようである。好物はおきゅうと（第13巻COOK.127）、卵料理。一味の昇進祝いパーティーに持参した料理もおきゅうとである。
妻のユミとはいまだに恋人気分で、子供はいない。ユミと一緒に家庭菜園も楽しんでいる。菜園では夫婦ともたまに裸足で農作業をし、野菜と触れ合うことを大切にしている。
原作版では田中とほぼ同身長でやや太めには描かれているが、アニメ版では背も低く、小太りなキャラクターになっている（田中曰く「アンパンみたいな顔」）。初登場時は原作に輪をかけたマザコンぶりが描かれ、結婚後も事ある毎に「愛妻のユミちゃんが」と口にしたり情けない姿を見せる事が多く、原作よりもバカップルぶりとヘタレぶりが強調されている。原作と違って東京支社への転勤も無い。
工藤恵 - くどう めぐみ（声：小林優子 演：麻生真友子）
第13巻から登場。福岡県春日市出身。旧姓：種ヶ島（たねがしま）。通常は「種ヶ島ちゃん」と呼ばれる。九州大学経済学部を首席で卒業したエリートであり、梅田の東京転勤によって営業二課に配属される。梅田と同じく、田中が教育指導にあたった。要領が良く、早くから期待をされていた新人であった。ただし、慢心からの思い込みでやった仕事で一味に誤りを指摘され、徹夜で修正に当たったこともある。
アイドル的な容姿を持っており、田中も興奮する他、中年管理職も心を奪われつい甘い言葉をかけてしまうほど。その美貌から一度会社絡みのミスコンテストにエントリーされた事があり、水着審査にも臨んだが落選している。しかし見た目とは裏腹に強気であり、柔道初段でもある。むやみに近寄って来る男には容赦なく投げを見舞うこともあり、作中ではティートやヤクザが餌食になって投げ飛ばされた（本人も意識しないままつい体が動いてしまうらしい）。母親は幼少時「近所の男の子とケンカして泣かした事がある」というエピソードを工藤の家族の前で披露しており、昔から強気で男勝りな面があったことがうかがえる。格闘技観戦が趣味で、特にプロレスが大好きであり、メキシコのプロレスラー「サルサマスク」（声：真砂勝美）の大ファン（サルサマスク側からも名前や顔を覚えられているほど熱心）である。酒豪でもあり、酒の強さでは田中も敵わない（第22巻COOK.219）。登場当初はやや控えめな振る舞いだったが、結婚と出産を経て以降はけいこと近しいテンションの表情を見せる場面が多く描かれている。
通勤途中の電車の中でよく一緒になる男性に淡い恋心を抱いた事もあったが、彼に恋人がいる事を知って失恋。その後は内心落ち込みつつも平常心を装っていたが、一味が作ったモツ鍋で元気を取り戻した（第18巻COOK.177）。一味の昇進祝いパーティーでもこのモツ鍋を持参している。
夢子が退職したあとは、穴を埋めるべく中堅となって荒岩班を支えていた。2009年4月より、それまでの営業補佐から外回りの営業を担当している（作中では配置転換から1ヵ月とある）（第110巻COOK.1060）。
田中のことをひそかに好いていたりもしたが、後輩の工藤と恋愛関係になる。長らく交際が続いたが、第124巻COOK.1198にて妊娠が判明したため、彼と入籍し正式に結婚し、第127巻冒頭で結婚式を挙げる。その後は第129巻で工藤の立会いのもと、双子の長男の六平と長女の月子を出産している。
西日本鉄道天神大牟田線・春日原駅近くの両親の家で同居していたが、雑餉隈駅近くの1DKに引越し、結婚後は工藤三平と家族で福岡市内のマンションに住んでいる。
家族は春日市に在住する両親と、東京都中野区に住みテレビ局に勤務する姉・いずみ。他に、鹿児島に亡くなった祖父がいた。姉は長らく種ヶ島のセリフで存在が語られていた程度だったが、123巻で初めて劇中に登場。性格は妹とは反対でかなりキツめであり、工藤の容姿を見た当初は工藤の住んでいたマンションを訪ね、義理の弟になることに難色を示し、「もっとイケメンがいい」などと結婚を反対する描写があったが、種ヶ島はそれを工藤から聴かされると「反対なら、わざわざ訪ねない」と工藤にフォローする言葉をかけている。種ヶ島の妊娠が判明してからは関係は修復した模様で、義理の姉妹である工藤の姉、妹と意気投合している。
娘の一人であるいずみが早くから家を出てしまったせいか、父親は恵に対してやや過保護ぎみなところがあり、30近くになった恵が「もっとしっかりしたいから」「パパやママに甘えてズルズル過ごしたくない」と実家を出て近く（電車で一駅か二駅先）で一人暮らしをしたいと訴えた時、不機嫌になって「寝る！」と話を打ち切り、その後1週間も話題にすることを避けていたほどだった。最終的にはやむなく認めたが、心中は「（恵は）いっぱい甘えればいいじゃないか、どこにも行くな――」と割り切れていない様子であった。そのこともあって夫となる工藤を（容姿や性格から）不信がっていた時期があり、無理やりウイスキーを大量に飲ませて醜態をさらさせようとしたり、工藤から、恵の妊娠を知らされる前に、それを察したように、大量に唐辛子を入れたパスタを食べさせて試していた。紆余曲折の末に工藤の誠実さを認め、一緒に宇美八幡宮に参るなど関係は修復され、時々、妻と孫の子守に工藤宅を訪れている。
また、サルサマスクも夫の容姿を見て不安がり、プロレスの試合企画で対戦相手に工藤を指名、リングに上がるよう促すと「私が勝ったら、貴方の妻と子供たちは私が世話する」と発言して工藤を煽る。工藤も負けじと様々な手を使ってでも勝ちに拘り、結果として工藤が勝利を収めると「卑怯な手を使うんだな」としながらも、試合後のきんしゃい屋での打ち上げで祝福している（138巻）。
原作では黒髪だが、アニメでは茶髪である。
江口徹 - えぐち とおる
第58巻から登場。大分県中津市出身。工藤の転勤によって営業二課に配属された。通称は「エグッチ」「エグッチー」。
大学時代はスケボーやスノボーに明け暮れ、友人と2人で九州一周の自転車旅行をするなど、遊びまわっていたようである。田中も、独身時代も含め、時々勤務中にパチンコ屋に立ち寄ったり、海岸沿いで飲酒したり、一味に依頼された休日出勤をすっぽかす描写が見られたが、地元のスキー場を特集したローカル番組を見て、翌朝「風邪を引いた」と欠勤の連絡を入れ、スノーボードに出掛けたこともある。
実家が農家のため、一味や同僚などに農産物をよく提供する。農業を営む父は力強いうえに寛大で、少々コンプレックスを抱く（第65巻参照）。
入社時からミスが多く、勤務態度も悪いが、社長に小倉駅8番線のかしわうどんを勧めたことで評価が上がる（第59巻COOK.577）。
性格が似ているためか田中にとってはよき後輩。たびたび家に呼んでは可愛がっている。直接貸す描写はなかったが、金欠になり金を借りに来たり、田中同様パチンコに興じ、無一文になる描写もある。
田中に第二子が出来たという事を自分だけ知らされてなかった（女子社員と梅田は夢子から直接聴いていた）。が、田中宅でお祝いの「砂肝焼きそば」を作った。
食べ物の好き嫌いは特に描かれていないが唯一、ピーマンが苦手と、136巻では冷えたピーマンを食す田中の隣で話している。また一時期、味覚障害に陥った事もある。
先輩である田中から（田中の金丸賞受賞祝い飲み会の予約日付を1日間違え、2日連続で飲み会をしてしまった際には）「おまえの大ポカにはオレも負けた。もっ脱帽だぜ」と、「大ポカ」会長の称号を田中から譲り受けた（第95巻COOK.913）。
同期の青木ルリ子に片思いしており、かなりあからさまなアプローチをかけ続けるもずっとはぐらかされ、ついには思い余って告白したが、あっさりと振られてしまった。しかしルリ子の相手である原口には嫉妬することもなく、結婚式のときはハンバーグを差し入れている。
ルリ子に振られた後、虹子の新聞社の後輩である末田と出会い接近、相思相愛となり、第157巻時点で江口のアパートに一緒に住んでいて、些細なことで喧嘩をしている。また、第110巻COOK.1065において、車に轢かれそうになったところを救われた事から、部下の甲賀へも気持ちが傾いていたこともある。
妹は福岡にある女子大に通うミチル。先述の父親はミチルだけは家から放したくなかったらしく、徹に「（家を出させて）いいのか父ちゃん？」と聴かれた時には「しかたないじゃろうが」と苦虫を噛み潰した表情で、チッと舌打ちしていた（当のミチルは横で、満面の笑みで舌を出していた）。
いつまで経ってもティートに名前を覚えてもらえない、作中唯一の人物。
甲賀麻沙子 - こうが あさこ
第110巻COOK.1061にて初登場。愛称は「甲賀ちゃん」。
登場人物には珍しい強いパーマをかけた頭髪と、黒目がちな目（東山常務の孫娘・さやかと共通）が特徴。
大学までソフトボールに明け暮れており、ソフトボール大会ではその経験を活かしてピッチャーを務め、初登場にして大いに目立っていたが、翌年の同大会ではベテランチームに通用せず、特に一味には長打を浴びた（第140巻COOK.1368）。得意球はチェンジアップ。
第110巻COOK.1065において営業第二課に配属され、正式に一味の部下となった。指導社員は江口。
基本的には大人しい性格で、滅多なことでは我を強く主張することはない。ただし江口に対してはほのかな好意を抱いているらしく、江口のことになると大胆な言動や行動に出ることもある。

### 役員
金丸会長
金丸産業創業者。80歳を超えていると自称する。無類の蕎麦好きで、大平とともに蕎麦屋を開業する。口癖は「ホッホー」。
金丸正一
金丸産業社長。会長の息子。無類のうどん好きで、出かけるとうどんを必ず食べる。めぼしいうどん屋は制覇して新しいうどんを求めていた頃に一味と偶然うどん屋で同席し、それを切っ掛けに一味によってうどん作りを伝授される。以来、社の役員を呼んでは自作のうどんを振る舞うようになり、32巻の頃には自宅敷地内に「うどん庵」を建設して家族に腕を振るうのが楽しみになっていた。また少年時代に食べた「カツカレー丼」を一味とともに作る。後に一味と江口徹を指名して山陽新幹線と瀬戸大橋で香川県に行き、讃岐うどんを一緒に食べるなどしている。また、カーマニアでもある。
東山徹思 - ひがしやま てつし（声：増岡弘 演：陣内孝則）
金丸産業常務取締役。自他共に認める「金丸産業一のグルメ」。
かつては一味の弁当を食べることが楽しみであり、自分の取り寄せた料理と弁当を半ば強制的に交換させていた（アニメでは交換しようとして何かしらの事情で失敗するのが定番になっているが弁当を手に入れる事に成功したときは用心して早弁する事もある）。その弁当は虹子が作った愛妻弁当だと思い込んでいたため、虹子を料理の天才と崇めていた。実際、東山が虹子を尋ねると、偶然にも虹子が料理に成功してしまうため、その傾向は拍車がかかっていった。アニメではみつぐと荒岩家の料理について少し話す機会があったが、事情を知らないみつぐとは話が噛み合わなかった。一味の昇進祝いパーティーには居合わせていないが、「また荒岩君の奥さんの料理が食べたい」と口にした際に大平によって「実は一味が作っていた」ことを知らされる（第51巻）。
料理の腕はいまいちだが気の合う妻と、嫁いだ二人の娘（第43巻COOK.428）がいる。他には美保の夫・高信と孫のさやかが八王子市に住んでいる。
好物は鯛料理、うなぎ料理など割合高級料理が多い。しかしそれは立場上取引先の接待が多く、仕事で食べ続けるうちに好物にせざるを得なくなった面もある。そのような料理があまりに連日出てきてしまい、時折嫌気が差す事も。食べる事への意欲自体は強く、出先で望みの料理を探すためだけに一味達の会議に同席したり（第18巻COOK.180）、強引な理由をつけて一味の韓国出張に途中参加する（第21巻COOK.209）など、職権濫用に近い行為に出た事すらある。
グルメと称されるだけあって嘗てはお勧めの料理を紹介する事もあったが、大抵は相手に何かしらの事情がある所為で好評は得られず、作中で「金丸産業一のグルメ」の手腕が功を奏した事はほぼ無い。ただし会社のビジネスと食を結びつけることには強く、韓国食材や粟国の塩、それに博多のレストランに依頼されたニューヨークでの食事情調査などといった業務はすべて東山の発案によるものである。
料理は全くしたことがなかったが、腰を痛めた妻を慰めるために一味に習ってムサカを作って（第42巻COOK.416）以来興味を覚えたらしく、後に老人料理教室にも参加している。料理教室参加の寸前、偶然食事に来ていた蕎麦屋で田島と同席、田島の口と態度の悪さに当初は険悪な関係にあったが、一緒に料理を作ることで関係は修復された（第64巻COOK.632）。
20～30代の頃は当時新設された東京支社の営業マンであり、東京市場開拓に尽力していた（回想によると、この頃から既に頭髪が薄かった）。また、子供の頃は地元のガキ大将で、近所の子供たちを率いて腕白の限りを尽くしていたという。
漫画版・アニメ版では小柄でひげを蓄え、ハゲ頭という体型で描かれており、太りすぎを気にする場面も幾度か描かれたが、ドラマ版では比較的スリムな陣内が演じたためキャラクター設定に違いがある。

### 社員
青木
金丸産業営業部長。初登場は第58巻COOK.569で51歳。娘の結婚によりストレスを感じて暴飲暴食や遊びに興じるといった点があり、妻は寂しい気持ちになった。野菜をとらず、肥満・高血圧など成人病の傾向がある。
後に登場した青木ルリ子とは無関係。
中山
金丸産業総務部長。初登場は第61巻COOK.597で52歳。18歳年下の若い妻がおり、性別は不明だが第143巻で子供が生まれた事を「哀中の会」で荒岩らの前で報告している。おとなしい性格でまじめである。入社時は工場で勤めており、昇進してから工場などの変化を見るにつれ、自分の老化を感じて、大平に「哀中の会」に招待される。スッポン料理や山芋料理を出されたり、韓国冷麺の製造機を設計製造した。西鉄天神大牟田線沿線在住。
頓田光 - とんだ ひかる
金丸産業営業一課長。初登場は第47巻COOK.464で東京支社より異動。非常に優秀な営業マンで、彼が出向してから東京支社の売り上げは2倍にもなったらしい。「頓田スマイル」という社内では有名な技（完璧な営業スマイル）を持ち、営業成績はトップである。苦しい時ほどよく食べることや笑顔をモットーとし「ギスギス仕事をしてはいかん」という、ポジティブな考えの持ち主。部下をその気にさせる声の掛け方や用い方も上手で、一味も「さすがは頓田さん、一課の雰囲気がガラリと変わったな」とその手腕を認めている。
一味の入社時の教育担当であり、厳しくも的確な指導を行ない一味を鍛え上げた。一味にとっては目標とすべき先輩の一人である。一味に笑顔を練習させたが、家族や取引先など周囲から気味悪がれるほどのニヤケ顔だったため、「人間、向き不向きがある」と元に戻すよう諭している。
大平の後輩でもあり、優秀な姿にあこがれていた。しかし後述の通り以前は仕事一筋だったため、大平が家族のために東京転勤の話を蹴ったことが理解できなかった（現在では理解している）。
結婚しており、息子は勉・学の2人がいる。仕事に一途で営業成績を重視するあまり家庭を省みない生き方をしてきた（ただし「子供や女房が可愛くて、頑張って働いて、出世して給料を上げることこそそのまま家族のためになると思っていた」とのことで、彼なりに家族を想っていた結果である）ことと、単身赴任が長かったため、妻に「もう貴方に振り回されるのはたくさんです」と言われてしまい、家庭不和で離婚の危機もあった（第48巻COOK.474）が、一味や田中が家庭を大切にする主義であることから徐々に考え方を改め、自ら東京に赴いて一味に習った担々麺を家族に振る舞い、そこから家族仲を修復させていった（第48巻COOK.476）。今は家族すべてが東京を離れ福岡で生活するようになり、現在はよき父親である。担々麺は「十八番」を自称しており、一味の昇進祝いパーティーにも持参した。
単刀直入を好む性格のようで、営業二課の女性陣を「哀中の会」に招待した際、前で説明していた荻野を遮り、「これから出す料理を食べて元気になってくれ」と一言で終わらせた。
長男の勉は東京の大学に入学し、二男の学は第113巻COOK.1099では高校受験を控えていた。
荻野かずよし - おぎの かずよし
金丸産業営業一課係長。長崎県出身。第15巻COOK.143で初登場。初登場時～第34巻での登場時は営業二課係長。
学生時代より陸上をしており、現在も毎朝走り込むほどの元気の持ち主。社内のマラソン大会などではいつも活躍している。
また歌がうまく、接待の席などでもカラオケでその喉を披露し、好評を博している。
妻との間に長女・晶がいる。娘も学生時代は父同様に陸上に打ち込んでいた。晶が結婚するときは芦屋雁之助の娘よを熱唱した。第168巻で初孫が生まれたことを「哀中の会」で報告している。
好物はドリア（本来は色々混ざっている飯ものは好まないらしいが、幼少期の晶に一口食べさせられて以来好きになった）。趣味は競馬。娘の為に一味からキムチドリアを習って作った事があり（第34巻COOK.338）、一味の昇進祝いパーティーにも持参している。
西鉄の特急電車で通勤している。
先の割れた顎に加えて、いつも笑っているような表情をしているのが特徴。これは彼の母親から受け継いだものらしく、彼の姉も同様の表情をしている（第73巻COOK.715）。
溝口敏子 - みぞぐち としこ
金丸産業総務課主任。一味と同期で入社した。旧姓：池田。第17巻COOK.161で初登場。
備品関係にとてもシビアで、言葉遣いも厳しいため社内では嫌われ役となっているが、素顔はとても心優しい女性である。
一味は彼女の誕生日を覚えており、毎年プレゼントを贈っている。
一味の幼馴染みの溝口達也と10年ほど入籍せずに同棲していたが、第135巻COOK.1317にて荒岩夫婦の誘いで大ファンである青木まさるのバイオリンコンサートに招かれ、楽屋を訪ねた際に「晴れて入籍した」と話している。
中川ミチル - なかがわ ミチル
営業一課の社員。甲賀・八角とは同期で第110巻COOK.1061で初登場。キザでかなりの格好つけ、かつプレイボーイである。それなりにイケメンであり、女性の友達が多いため自分ではモテると思っているが、「自慢話で主導権を握ろうとする」癖があり、女性のほうからは内心嫌がられていることも多い（たまに食事などを奢ってくれるからか、縁を完全には切らない模様）。そのせいか恋愛関係までいくことはまずなく、たまに付き合ってもすぐに破局してしまうことが多い。包容力のある女性が特にタイプらしく、人妻に恋をしてしまったこともあるが、本人はどちらかというと子供っぽさを残す純朴なタイプであるため、性格的な相性が悪いのも響いている模様。
男性に対しても「無意識に余計な一言（けなし）を言ってしまう」タイプであり、ソフトボール大会のとき、フライキャッチをミスした八角に「しっかりしろよ。キミのせいで今年の新入社員はドジばかりだと思われたらたまらないからな」と言葉をかけ、八角のやる気を奪ってあわや途中退場させかけた（田中や営業二課の女性陣が説得したため、なんとか帰るのは辞めた）。
見栄っ張りでほら吹きなところもあり、「外国人の友達も多い」とほらを吹いた際、ポルチーニの料理法を知っている人が自分の近くにいないのに知識があるように振舞ったため、ティートに泣きついて教えを乞う羽目になった。キルキルに才能を見いだされ、一緒に仕事をしたことにより営業マンとしてのステップを上り、社会人として過ごすうちに性格も多少改善された。その後、能古島で一緒に遊んでいる。
八角知也 - はっかく ともや
営業三課の社員。甲賀・中川とは同期で第110巻COOK.1061で初登場。好き嫌いが多く、作中に登場するだけでも、辛い物、刺身、エビ、キュウリ、酒が苦手である。多少暗い性格。普段は昼休みでもパソコンの前でコンビニ弁当を食べており、休日でも自炊はしない。
コミュニケーションが苦手で、社内会議でも声が小さく発言が聞き取れないほど。だが、資料作りは得意なようで、会議資料を見て田中が良くできていると感心していた。
諸星大吉
工場勤務。スポーツ大会で活躍している。飯に七味唐辛子をかけて食べるほど辛いもの好き。ソフトボールの日はみつぐに喧嘩を売って七味唐辛子入りのビールを飲ませる。

### 小倉支社
沢村
第78巻COOK.758で初登場。小倉支社勤務（係長）で田中の同期。大食漢で、アワビの丸焼きなど食事には金に糸目をつけない生活だった。その後、血糖値や血圧の点から食生活を変え、やせたが、田中にやせた姿を見られたくない様子だった。長く独身だったようだが、田中に婚約者を紹介し、「減量したら、式を挙げる」と一緒になる旨を伝えた。婚約者のアイデアもあり徐々に減量し、第129巻では挙式目前で田中に招待状を手渡している。なお、フルネームは作中出てこないが、婚約者は「タカちゃん」と呼んでいる。
工藤三平 - くどう さんぺい（声：桜井敏治）
金丸産業博多本社営業二課→金丸産業東京支社→金丸産業小倉支社勤務。第39巻COOK.383より登場。
短大を卒業した後金丸産業に入社。最初は工場へ配属されていたが、入社から半年目に田中との結婚を機に夢子が退社したことから、その穴埋め人員として営業二課へ異動になった。
指導社員は梅田。当初はボーっとしてはっきりしない言動に周囲を戸惑わせてばかりいたのだが、趣味を同じくする一味と意気投合。職場にも次第に溶け込めるようになっていく。
東京支社へ転勤後は、島田直属の部下となり、彼の厳しくも温かい指導の元、営業マンとして着実に成長を遂げている。
長い顔とまん丸の鼻が特徴。中学校時代のニックネームは「牛」だった。痩せ型で背は高い（最低でも田中・梅田よりは高い）。第96巻COOK.922からは短い顎鬚をたくわえたが、程なく剃った。しかしまたひげを伸ばした時期がある。
性格は気弱で優柔不断。それが普段の態度にも表れており、さらに口下手な上吃音癖まで持っているため、一見したところとても頼りなく見える。しかし仕事自体は真面目に丁寧にやっており、彼を理解して評価する上司や同僚もいる。営業の仕事に打ち込んでいるうちに、性格的弱点の改善が顕著に見られるようになった。酒を飲むと性格と態度が急変、口数が多くなり、普段からは想像できないような行動を取る。酒絡みでなくとも、時々衝動に駆られて普段からは想像できない行動をとることがある。過去の一例として、カラオケが苦手な一味をつれて「カラアゲクラブ」（コロッケ倶楽部をもじったもの）という店で自分の苦手なカラオケの練習をしたり、渋谷駅で東急東横線から山手線に乗り換えるはずが、会社をサボって京王電鉄井の頭線に乗り、井の頭公園やいせや総本店に行くなどした後、会社に謝ったことなどがある。顔に似合わずロマンチストなようで、時々ドサクサ紛れにキザったらしい台詞を吐く癖がある。
営業二課配属当初から種ヶ島恵に片思いをしていたが、東京への転勤辺りから次第に接近し、やがて恋人同士になった。長らく長距離恋愛を続けていたが、第124巻COOK.1198にて彼女の妊娠が判明したため、彼女と入籍し正式に結婚し、第127巻冒頭で一味らに祝福され、挙式、129巻では出産に立会い、その後、上司の島田、足立に見送られ、帰郷、家事・育児に勤み、小倉支社へ転勤する形で「職場復帰」を間近に控えている（138巻）。
家族は姉二人と妹一人に挟まれた4人兄弟の長男。3姉妹はいずれも独身・酒好き・彼氏には無縁（たまにデートはするらしいのだがすぐ破局し、三平に八つ当たりする）で、家事や三平の子供達の世話はサボってばかりである。兄弟唯一の男性ではあるのだが、女性上位の雰囲気の強い工藤家の環境と、頼まれると嫌と言えない彼の性格のため、実家にいる間は姉や妹に家事一切を押し付けられ、さながら奴隷の如くコキ使われていた。その経験から家事の手際は異様に良い。三平が種ヶ島と結婚後は、同じ独身である種ヶ島の姉と友人関係となっている。
両親は父親の転勤で、母親が転勤先の熊本（第124巻では大分）についていったと本人が囁いているシーンに一コマだけ登場するが、母親は工藤や姉妹と似ている部分は少ないが、父親は面長で髪の色以外は工藤とほとんど変わらない。124巻で、種ヶ島の両親、姉と食事をする回で初めて一家で揃って登場した。また、長男・六平は似ていないが、長女・月子は面長で鼻が丸いところが似ている。また、作者オリジナルの設定として、134巻では福岡ソフトバンクホークスの工藤公康監督が「親戚のオジ」として登場する。
当初は実家住まいで東京に転勤した際は中目黒に住んでいたが、帰郷後は妻の恵と二人の子供と福岡市内のマンションに住み、北九州市に山陽新幹線で通勤している。
料理を趣味としており、中でも味噌造りが得意。その出来は一味も驚嘆するほど（第40巻COOK.395）。一味の昇進祝いパーティーには料理ではなく味噌のみを持参した。
見た目とは裏腹に学生時代は剣道部に所属していて、それなりに実力はあった模様。前述のヤクザとの喧嘩の際は、「チェストーッ！」の掛け声と共にその経験を活かした強烈な手刀を繰り出し、種ヶ島とともに相手を叩きのめしている（第47巻COOK.461）。
愛車はホンダ・モンキー。ヘルメット装着時は、顔の長さからかヘルメットから顔の下半分が露出している。

### 東京支社
連載初期の頃は一味が東京出張の度に博多土産を持って行くため、博多出身の社員達には非常に受けがよく、一味の出張は心待ちにされていた（この際に東京のラーメンを貶す台詞があったため、原作では作者が欄外で弁解している。アニメではそのまま）。
島田 - しまだ
金丸産業東京支社係長で、工藤の直属上司。名前は不明。第58巻COOK.575より登場。
南武線・小田急電鉄小田原線登戸駅近くに在住。
仕事に対しては非常に厳しい反面、面倒見が大変良い。総じて優秀だが、周囲とのコミュニケーションが今一つ苦手で、言動も多少きつめ。そのため厳しさばかりが目立つ結果となり、支社では浮いた存在だった。
しかし、第59巻COOK.582において、工藤の機転で背中を押され、部下の結婚祝で料理を振る舞ったことで周囲の評価が一変、以降問題なく周囲に溶け込めるようになった。
趣味は料理で、週末には食事の支度を全て自分で行う。同じ社内にいる料理好きとして、一味のことを噂で知っており、彼が東京支社に出張でやってきた際は、感激の言葉を発し、ガッチリと固い握手を交わしている（第64巻COOK.623）。
金丸産業の社員にしては珍しい関東圏育ちで、趣味の延長で東京の料理店には非常に詳しい。しかし、いわゆる流行りものの情報には疎い。
部下の工藤にけんちん汁を振舞った事もある（工藤とともに支社の屋上で飲食している）。
就業中は、その厳しさを表す意図もあってか、彼の目は眼鏡のレンズの反射光に隠されて見えなくなっている。眼鏡を外すと瞳の大きい優しい顔立ちをしており、自宅に招かれた工藤曰く、眼鏡を外してエプロンを付けた印象は「（一味）そっくり…」とのこと。
笑顔を絶やさない優しくかわいらしい妻がいる。愛妻弁当派であり、見られるのが恥ずかしいため昼食は常に一人で食べている。
足立 - あだち
金丸産業東京支社にいる女性社員。初登場は第69巻COOK.671。
山永 - やまなが（声：土師孝也）
金丸産業東京支社勤務。第1巻COOK.9が初登場。主に連載初期に登場する。
一味とは同期入社で仲も良く、一味の東京出張時などにはよく一緒に飲みに行く。博多に来た際に見合いして結納を済ませ、秋に結婚すると一味に語っていた。
アニメ版では田中に「独身の星」と呼ばれており、「山永が独身なのだから自分はまだまだ大丈夫」と安心させていたが、結婚の報告をした事で田中を本気で落ち込ませた（山永自身は田中を気遣って本人にはすぐに知らせないようにしていたが、結局人伝で伝わった）。

### 大阪支社
村上 - むらかみ（声：千葉繁）
金丸産業大阪支社勤務。第5巻COOK.52に登場。
無類のタコ焼き好きでいつもタコ焼きを持ち歩いており、コーヒーや酒のお供に食べたり朝食にしたりするほど。東山常務を遠回しにタコ焼きに似た顔呼ばわりした事で激怒させている（原作では口調まで荒々しくなった）。原作では出っ歯が特徴的な姿だが、アニメ版ではタコに似たような顔で全くデザインが変わっている。原作と違って登場回の料理であるタコ焼きグラタンはアニメでは村上が帰った後でまこと達が作ったため、村上が口にする事は無かった。また、下の名前が「はちろう」である事が明かされているが、台詞の上で語られたのみであるため漢字表記は不明。

### 元社員
田中（木村）夢子については田中家の節を参照。
メガネさん - 本名不明（声：鈴木清信）
元・金丸産業営業二課勤務。作中では苗字すら明かされず、冗談なのか本気なのか田中も「本名は謎」と江口に紹介している。一味より一年先輩だったが、出世は一味のほうが早かった。しかし、それにこだわることもなく、荒岩班のムードメーカーとして班員をまとめ、一味も信頼を寄せていた。比較的スリムな体型で、一味ほどではないがあごがやや出ている。完璧な釣りキチで、その腕前は一流、竿をたれれば必ず獲物がかかる（ただし作中2度まったく釣れなかったことがあった）。釣った魚は自分でさばく主義で、魚料理は得意。学生結婚した愛妻との間に一男、正治（まさはる）（声：松井菜桜子）がいる。宗像郡玄海町（現：宗像市）にある妻の実家が養豚場を営み、継いでくれと頼まれたため金丸産業を退職（第20巻COOK.199）。現在は養豚業に精を出す傍ら、時折一味たちを釣りに誘っている。会社勤めの頃は釣り好きのあまり、息子の誕生日の約束を自らすっぽかしてしまった事があったほど（第12巻COOK.118）。
好物は牛丼で妻も同様であり、「牛丼夫婦」を自称していたほど。息子の誕生日をすっぽかした件で一味に牛丼を振舞われて以来、妻とやりあってマスターしたらしく一味の昇進祝いパーティーにも持参していた。
口癖は「はっはー」。息子の正治は原作では台詞らしい台詞も無いが、アニメでは生意気な性格になっている。
吉田はるみ - よしだ はるみ
宮崎県出身。元・金丸産業営業二課勤務。通称は「吉田ちゃん」。連載当初から姿は確認されているが、名前がついたのは第32巻COOK.312から。
田中ほどではないが、彼女も恋愛のエピソードがそれなりに描かれている。しかし実らずに悲しい別れで終わり、その度においしい料理に慰められて元気を出すパターンが多かった。最終的には「父親が病気で倒れたため看病し、地元でお見合いをする」という理由で10年目に退職（第71巻参照）した。しかしこれは半分は方便（お見合いについては嘘）で、実際は「英夫という彼氏と6年間付き合った末に失恋し、そのことが1年間経っても忘れられず、博多にいることが辛くなった」ことが一番の原因であった。
自分では「そんなに仕事できないし…」と自虐ぎみの謙遜をしていたが、細かくメモを取るのが得意で仕事はかなり出来る方であり、二課の誰もがその手腕を認めていたため別れを惜しまない人はいなかった。一味も「控えめであったが、しっかり支えてくれた。この時期に貴重なベテランの戦力に去られるのは辛いが…」と、送迎会の挨拶で素直な感想を述べている。
痩せるために自分だけ昼食を杏仁豆腐で済ませたりと、容姿に多少のコンプレックスを抱いている様子で、その際に一味にこんにゃくで作った冷麺を振舞われ（第32巻COOK.321）、一味の昇進祝いパーティーでは自ら作って持参した。性格的にも陰がある面を持ち「小さい頃からそんなに愛されずに育った、両親も上の兄や下の妹ばかり可愛がっていた」と、夢子に心境を告白するシーンもある。
現在は宮崎市内の「ホイホイ弁当」で働きつつ、宮崎在住の男性と結婚し男の子を授かっている。また95巻では久々に荒岩宅を訪れ、元同僚らと再会している。
種ヶ島のよき友人である。愛車は日産・マーチ。
大平 - おおひら（声：徳弘夏生 演：佐戸井けん太）
元・金丸産業営業二課課長。連載初期にはほんの少しだけ事なかれ主義的な一面が見られたが、基本的には温和な性格で仕事も出来、一味をはじめ部下の厚い信頼を受けていた。
東京の大学を卒業後、金丸産業に入社、博多本社勤務となった。かつては同期で最初に課長に出世したほどの優秀な社員であり、社内のエリートコースに乗れる逸材として将来を嘱望されていた。しかし愛妻である幸子の出産直前に持ち掛けられた東京への栄転話を「子供を博多で育てたい」との思いから蹴り、その後も転勤の話を全て断り続けた結果、出世コースから転落し役職はついに課長止まりとなってしまった。しかし本人は、それについて「後悔していない」と、当時の部下である頓田に語っている（第66巻COOK.645）。
スポーツ好きの一面もあり、ボウリングやテニスは得意で、特にボウリングはマイボール、マイシューズを所持するほど本格派の腕前を持っていた（第11巻COOK.103）。しかし40代後半頃から体力の低下に悩まされており、マラソンは苦手。また、健康面も優れない時期があり、ヨーロッパ出張には行くことが出来なかった（田中が代役として行った）。
結婚して10年を経てようやく授かった長男・かずおは、高校時代に精神面で多少不安定な時期もあった（第28巻COOK.281）が、熊本の大学に進学、就職を果たして現在は福岡の会社に勤める社会人である。
ひょんなことから金丸産業創業者の会長と出会って意気投合し（第65巻COOK.639）、定年退職後、共に蕎麦屋「金丸」を開き、現在はその共同経営者兼料理人として、妻と共に働いている。
好物は学生時代に愛したオムライスで、バイトの給料が入るなりすぐに食べに行ったほど（第2巻COOK.24）。しかし家族を持った後は気恥ずかしさからなかなか食べる事が出来ずにいた。そのため、自ら作る事にしたものの失敗し、一味に作り方を教わってようやく食べる事ができた。一味の昇進祝いパーティーでもオムライスを持参した。
かなり長いあごが特徴。特技は電卓の早打ち。社内で誰にも負けたことがなく、かつては「電卓の大平」と異名をとった（第63巻COOK.619）。
原口ルリ子 - はらぐち ルリこ
第65巻COOK.633で初登場。北九州市出身。旧姓・青木。「ルリちゃん」で呼ばれることも多い。そのアイドル的な容姿で荒岩班男子の心を奪っている。
小学校3年の時に列車を乗り間違えて親とはぐれてしまい、同じ列車に乗っていた一味に世話になった。13年後、金丸産業に入社したことから偶然上司・部下の関係になる。
江口とは同期で、当初は別部署に配属されていたが、吉田の退社によって営業二課に移動。
仲間に気に入られるために色々と努力するが、そのために金欠になってしまうことも（第71巻参照）。
95巻では金丸賞を受賞した田中をお祝いするため、一味の家で一味と共にスープカレーなどを作る（前日に同行していた江口が店の予約日を間違えたため、急遽一味宅でパーティー開催となった）。またピザが嫌いだったが今では好きになった。
江口宅の隣に住んでいた原口光輔と付き合い、めでたく結婚後寿退社（第109巻COOK.1053）。現在は数少ない食材でアイデア料理を振る舞うなど、レパートリーが増えている。
弟は小学校の頃からバイオリンを習って、ヨーロッパ留学経験のあるバイオリニストの青木まさる。
車の運転は非常に荒く、同乗したことのある江口をはじめ、人からはそのようによく言われる。
小山（声：柿沼紫乃）
初期に登場した営業一課（後に販売）元社員。地味で引っ込み思案な自分とは対照的に明るく皆に好かれる田中に想いを寄せていた。田中への思いを夢子に告げた後、夢子のアドバイスと一味の協力で手作りチョコをプレゼントした（第2巻COOK.19）。目が小さく、眼鏡を掛けており、髪も左右に束ねてはいるが全体像はけいこに似た髪型。アニメでは髪が長くなっており、目も大きく眼鏡も掛けていないなどと、地味と自負していた原作に比べて華やかに変わっている。
以後は登場せず、販売へ配置転換、結婚退職したが、第108巻COOK.1049「キューブなタコ焼き」の回で久々（作者の欄外コメントによれば22年振り）に登場、営業帰りで休憩中の田中と再会。一人息子・さとしがいる。夫の容姿は一味と酷似している。

### 取引先
竹田 - たけだ（声：徳弘夏生）
一味の会社の取引先である、三星産業の元課長（定年退職）。主に連載初期に登場。愛称は「竹ちゃん」。
第1巻で登場した際には横浜からの単身赴任で福岡支社に10年近く勤務していたが、後に横浜に戻る。長男・一彦のほか、数人の子供がいる。単身赴任中、一味に家に招待された際に「まるごと・ザ・カレー」を食べて以来（第1巻COOK.3）料理に興味を持った模様で、一味に習った茶碗蒸しやハンバーグを家族や友人に振舞った事も。一味の昇進祝いパーティーでもまるごと・ザ・カレーを持参した。三星産業の王丸（おうまる）支社長と一緒に歩いているところを妻に見られ、不倫と勘違いされたことがある（第11巻COOK.107）。
第84巻COOK.816で再登場した時は、一味に「けいこがあこがれの女性であった」と告白。けいこを食事に連れて行って料理を振る舞った。
第97巻COOK.938では、結婚記念日をきっかけに妻を伴って福岡県を再訪。一味、田中、メガネさん、ティートと共にK市山中の川でタカハヤ釣りに興じ、その場で一味が作ったタカハヤ料理を味わった。
ティート・チョッタ（声：大林隆之介）
イタリアのロメオ・アルフ社から日本に派遣されたイタリア人。第2巻で初登場。初期の台詞は、片仮名＋漢字の外国人口調的表記だったが、第42巻（COOK.414）辺りからは長い日本生活で堪能になったのか普通の表記に。
当初は誰にも止められないほどの無類の女好きで、登場の度に誰彼構わず女性にセクハラ行為を働いて悲鳴を上げさせていたが、所帯を持つようになってからは落ち着いてきた。一時期は夢子に気を寄せていた時期があり、ジョールジャーの来日で修羅場に陥った時ですら「2人とも真剣に愛している」と諦めようとしなかったほど。他にもけいこや虹子に抱き着こうとした事もあるが、どちらも殴られて躱された。しかし作中唯一の例外として、きんしゃい屋のママは苦手としている。一味と田中に連れられきんしゃい屋を訪れた際、ママが一目惚れし交際を迫られたのだが、必死に逃げつつ「イタリアに婚約者がいるから」と拒否した。
スパゲティを始めとして料理に対する造詣が深く、一味と非常に気が合う。荒岩一家とは家族ぐるみの付き合いで、結婚20周年のイタリア旅行の際には虹子の依頼で帰国のスケジュールと合致したためイタリアを案内していた。一味の昇進祝いパーティーに持参した料理は第9巻COOK.87のタンシチュー。
女好きと日本への長期派遣によって、恋人ジョールジャーとは何度も険悪になったが、後に結婚して一女・マリアをもうける。
筋金入りの親日家で、日本的なものがなんでも大好き。そのため日本家屋にわざわざ住んでいる。しかし梅干しや納豆は受け付けないらしく大嫌いである。一方で漬物は好物。
冷房や扇風機が苦手であるため、夏場の自宅では汗だくの酷い姿になってしまう。
愛車はアルファロメオ・156。
フェデリコ・ポリーニ
ロメオ・アルフ社の社長。禿頭で厳めしい表情の初老男性。第14巻COOK.137初登場で、ティートの通訳でイタリアを訪れた荒岩や田中と商談を行った。
第18巻（COOK.174）で来日した際は、日本の夏の蒸し暑さに苛立っていたが、田中が場の空気を忘れて鳴らした紙鉄砲が気にかかる。怒るどころか他の折り紙にも関心を持って田中に教わり、また荒岩の作った和菓子も気に入ってごきげんで帰って行った。第153巻で再登場、きんしゃい屋で荒岩提案の抹茶料理のもてなしを受けている。
末森 - すえもり
ファード商事の営業マン。仕事も素早く、見かけも二枚目で非常に女性に人気がある。
自分からアプローチをしなくても女性の方から寄って来るタイプで、彼が来社すると大抵の若い女性はそわそわし、うっとりしてしまう。一味のフロアの女性陣も例外ではなく、唯一彼に甘い顔をしないのは一味を密かに思っていた夢子のみで、結婚済みのけいこですら自分から飲み物を差し入れにいくほど。贈り物を貰うことも珍しくなく、作中では手編みのマフラーを貰った際「やれやれ、（この冬は）これで三人目か」と呟いているシーンもある。
しかし見た目とは裏腹に部屋は異常に乱雑で筋金入りの無精者（本人曰く「ボクは全てを仕事に注いでいたい、恋人もいらない、部屋を片付ける時間ももったいない」）。また、レストランでわざわざ納豆を注文したり、回転寿司では納豆巻きばかりを頼むほどの大の納豆好きで、「食事を用意するのが面倒くさい」という理由から普段は自分で培養した納豆を常に食している。
ティートとは仲が悪く、「スパゲティ野郎」「納豆野郎」と互いに罵り合っているが、虹子の妊娠祝いには共に駆けつけたりティートの結婚祝いにも呼ばれていたりと何だかんだで付き合いは多い。酒の強さはティートと同程度。第16巻COOK.156、及びCOOK.157に登場。以降も第17巻COOK.167などでさり気なく姿を見せる事があった。
第145巻COOK.1419にて久々の出演。ファード商事の福岡支社に戻ってきたようだが、結婚して髪がだいぶ薄くなったことを気にもせず、ニコニコと幸せそうに話し、相変わらずの「イケメン」ぶりを披露する。
キルキル
三明（サムミョン）物産に勤める韓国人女性。本名はソン・キルスク（宋吉淑）で、キルキルは自分で名乗ったニックネーム。第21巻で初登場。
多数の言語に精通しており、日本語も堪能。朝鮮料理を案内することが多い。自分のマフラーを踏んで派手に転ぶなど、そそっかしい所のあるムードメーカーで、初対面時には田中に「いい友達になれそう」と好印象を抱かれる。行動を共にするうちに田中に好意を抱くがそれは告げずに、去り際にペアの腕時計を渡した（韓国を徹底調査して「ペアの腕時計を婚約者や恋人に贈る」風習があることを知っていた一味は、その真の意味に気が付いていた）。田中も後で意味を知らされるが、その時には既に二人とも伴侶がいたため、敢えて「壊れたから捨てた」と嘘をついた（本当は大事にしまっていた）。一味達の韓国出張後も度々日本を訪れており、田中と夢子と共に宮崎シーガイアに行った事もある。後に同僚のキム・ヨンジュン（金英俊）と結婚。見た目も淑やかになったが内面は変わっておらず、田中達との再会時にはまた派手に転んでいる（第45巻COOK.450）。6歳になる息子がいる(第129巻)。
アニメでは韓国編は「一味達が韓国出張に行ってきた」と軽く語られるのみで、キルキルは回想の中に登場。田中にFAXでケジャンの作り方を教える点は同じだが、ニックネームも出ず、本名通り「ソン」としか呼ばれなかった。
大川 - おおかわ
ある取引先の先輩。一味に対しても丁寧な言葉で話す。料理を好むことはお互いの秘密にしていた。定年退職後は病気をしていたが、虹子のテニスの会で久しぶりにテニスの実力を発揮した。

## ニチフク新聞社
福岡県を地盤とする地方紙。
荒岩虹子については荒岩家の節を参照。
深井治 - ふかい おさむ（声：加藤正之（第7話）→水鳥鉄夫（第26話 - 第82話））
虹子の直属の上司。第2巻で初登場。ニチフク新聞社文化部長。虹子に期待し、ときに支えてくれる頼もしい上司。
浮羽町の政さんの家の隣に別荘を持つ。虹子がメガネをかけていないときに、深井と同じような形のメガネをかけていた部下の「村山ちゃん」と間違えられたことがある（第4巻COOK.38）。
家族は妻と息子・娘。娘のルミ子が高校受験で志望校に落ちた際には、15歳の誕生日にクレープシュゼットを作って励ますという、家族思いの一面を持つ（第49巻COOK.481）。
土井 - どい（声：鹿島灘之）
カメラマン。第4巻COOK.38で初登場。嘗ては虹子の取材に必ずと言っていいほど同行しており、虹子に「土井ちゃん」と呼ばれていた。北海道へ取材に出かけたとき、フィルムが側溝に落ちた際には躊躇なく側溝に飛び込み、泥塗れになりながら探すほど撮影の仕事への熱意は強い。
撮影した写真が、西日本フォト・フェスティバルでグランプリを授賞した経歴を持つ（第38巻COOK.380）。
アニメでは後期から登場で、それ以前には連載初期のイシダイの回（第1巻COOK.5）に登場した山岸（声：真殿光昭）が土井のポジションのカメラマンとして引き続き登場した事があった（初期にも土井に似たカメラマンが登場した事があったが、担当声優は山岸と同じだった）。
末田 - すえだ
ニチフク新聞社員。第46巻COOK.459より登場。通称は「スウちゃん」。高校卒業後、就職したもののすぐリストラされ、幾つかのアルバイトをしたのちパチプロになっていたが、老人料理教室の生徒に後押しされ、虹子が自分の新聞社に紹介することで、新聞社員になる（第75巻COOK.728）。仕事の呑み込みが早く、戦力として大事にされている。一人暮らしを始めてからは料理が面倒くさくなりずっとしていなかったが、一味が栗のコロッケを教えてから料理を楽しく感じるようになり、再度嗜むようになった。
酒好きな上にかなりの酒豪。江口と二人きりで飲み明かした時は、江口が二日酔いで吐いてしまう傍らで平気な顔をしており、その上で「また飲もう」とお銚子と猪口を手に取っていたほど。
江口徹と相思相愛であり、時々一緒に行動する。しかし彼女の両親、特に父親はまだ江口を認めていなかったが、150巻で実家を再訪問した際、口には出さなかったものの許しを請うている。
愛車は三菱・eKクラッシィ。
土屋圭介 - つちや けいすけ
虹子の後輩。第64巻COOK.629初登場。虹子が取材に行くときは大抵運転をしている。マホという彼女がいるが、同僚の女性・楓に好まれており、3人でいつも行動する。情報をじかに体で感じる虹子とは逆で、資料などから調査する役である。愛車は三菱・パジェロミニ。
ナオ
島原半島取材のほか、虹子と2人でくじゅうにドライブしたりする。あっけらかんとした虹子の性格がうらやましく思えている。愛車は三菱・トッポBJ。

## まことの友人

### まことの幼なじみ
森山みつぐ - もりやま みつぐ（声：頓宮恭子（第1話 - 第48話） → 丸山裕子（第49話 - 第152話））
まこととは小学校から中学の同級生で親友、中学時は仲良し5人組の一人。第1巻COOK.3から登場。ぼさぼさの髪とたらこ唇が特徴で、あまり格好良いタイプではない。身勝手で大雑把な性格でいい加減な行動が目立つ。小学生の頃は連日遅刻、極度の偏食で、特に魚は大嫌いだった。原作では博多弁で話すがアニメでは標準語及び関東方言で話すことの方が多い(アニメ版のみつぐが博多弁で話す時は家の中のみである)。一人称は基本的には「俺」だが、たまに「僕」と言うこともある。えつ子からは基本的には「みつぐ君」と君付けだが、たまに「みつぐ」と呼び捨てで呼んだこともある。少年時代はよくわがままを言っては母親を困らせていた。みつぐの行動がすぎ母は疲れきって風邪を引いてしまうのにみつぐはあそびにでかけたりまことの家によく家出したりする。特にアニメ版では影響されやすく思い込みの激しいトラブルメーカーとしての一面が強調されており、原作よりも出番が増えている事で騒動の元になる事もしばしばあった。12月24日生まれである所為で、クリスマス・イヴと一纏めにされて誕生日を祝ってもらえないことが悩みである（第6巻COOK.60）。大雑把な性格ゆえに泣き虫な妹のちはるをしょっちゅう泣かせてしまうが、いざとなると家族思いの一面を見せる。
常にまことと共に遊び、まことの影響で魚嫌いも克服、釣りを趣味とするようになった。サッカーチーム（ポジションはフォワード）や子供会の相撲にも参加し、まことより先に水泳教室に通い、教室の大会では平泳ぎ50mで1位になった経験がある。中学校でも水泳部だったが実力は伴わなかった。まことと別の公立高校に入り、やはり水泳部に入ったが、まことがいないと泳ぐ気がしない、と自ら退部した（第75巻参照）。
第18巻頃から小原えつ子に片思いし、一応はうまく行っているが、あまりえつ子の方は積極的ではない（えつ子は元々まことに恋慕しており、そのことが今も後を引いている。時々お互い冷たかったり不機嫌になる）。とはいえ、時を経るにつれてお互いにその関係を楽しんでいる節があり、また、みつぐの方はえつ子に誠実な想いを捧げ続けている。小学生の頃は「大学なんか行く気がしない」と発言していたが現在は地元の大学を卒業。大学時代は酒豪の「みゆ」という先輩に車をぶつけられたが手当てをしたことで少し仲良くなり、えつ子に冷やかされて立腹している。みゆが卒業する際失恋したときはヤケ酒に付き合っており、甘えられて抱き付かれ少しときめいている。
二輪免許を所有している。酒はあまり強いほうでなく、飲酒すると口数が増える。バーでマティーニを格好つけて飲んだ時は倒れた。焼酎が一番好き。大学生の時は後ろ髪を短いポニーテールにしていた。不器用なためか料理はあまり得意ではなかったが、まこと達と一緒に料理をする内に上達していき、他人に料理を振る舞うことも増えた。特に就職して以降は「カレーの天才」を自称するようになり、カレー料理を作る事が増えた。
大学で酔いつぶれ吉岡の車に寝そべっていたところ、カツ代に介抱され、筑前大島に連れて行かれて釣りの弟子にされ、以降はカツ代のことを「師匠」と呼ぶようになる。
第138巻COOK.1344時点では福岡市内の大学に通う4年生で、就職に際しては父親の勤める会社への入社も薦められていたが乗り気ではなかった模様。その後、福岡市内のバーで「ビッグな男になる」とほらを吹いたのを又聞きした金丸産業の東山常務に随分と気に入られたことで金丸産業に就職した。金丸産業では七味唐辛子入りのビールを飲んでソフトボールで活躍した。就職後は田中や中川につき合わされ、ノリがよく人気だが、連休を過ぎて五月病になった。就職してからも実家に住んでいる。
家族は、顔がそっくりな会社員の父親（声：小形満）と小うるさい母親（声：向殿あさみ）、妹・ちはるの4人暮らしで就職してからも実家で暮らしている。両親は学生時代に知り合ったようである。
前作「大字・字・ばさら駐在所」にも同じ容姿の「みつぐ」という子供が登場している。
森山ちはる - もりやま ちはる（声：冬馬由美）
みつぐの妹。とうもろこしが好物。幼少期はみつぐの身勝手でよく泣いていたが、高校で剣道部に所属するほど逞しく成長し、みつぐも「ボコボコにされる」と稽古相手になる事を拒否するなど立場は逆転している。第157巻では大学生になっている。
アニメでは当初は生後間もない赤子だったが、番組後期には物心が付いてバスで幼稚園に通う程度には成長していた。また、最初期のみ兄譲りのたらこ唇だった。
小原えつ子 - こはら えつこ（声：矢島晶子）
小学校から中学の同級生。第1巻COOK.3から登場。まことからは「えっちゃん」と呼ばれている。但しみつぐは「えつ子」と呼び捨てで呼ばれている。小学校の頃から明るい性格でクラスの人気者で、まことに恋慕していた。しかし、まことはさなえに夢中だったので胸のうちに秘め、自分に好意を持っていたみつぐと次第に仲良くなる。だが、やはりまことを好きなことは変わらず、その後もたびたび物憂い気な表情や様子を見せている。とうとう、中学3年の夏に思いをぶちまけてしまった。
その後、みつぐともまこととも別の付属女子高校へ推薦で入学した。まことがさなえと喧嘩したことをみつぐから聞いたえつ子は、偶然西鉄バスの車窓から橋本と仲良くするまことを見て荒岩家に行き、さなえに侘びるよう呼びつける（第92巻参照）。その際、まことに「さなえちゃんへの想いはそんな程度のものだったの？あたしはさなえちゃんが相手だからこそ身を引いたのよ」と言っている。その後エスカレーター式に大学へ進学。現在も友情は続いている。
みつぐとは時折喧嘩（お互いに原因がある）をしながらもいい関係を築いているのだが、まことと海水浴に行った際はまことの言葉でときめいてしまうなどやはり割り切ることができず、恋慕の心は未だに残っている。自分でもそれなりに想いをふっきろうとしているようで、大学卒業前に4人でパーティーを行った直後、車の中で2人きりになった時みつぐにキスを求めていたが、その際にもみつぐに気づかれないように涙を流していた。
家族は、印刷工場を経営する背の小さな父親と、働き者で背の高い母親、弟つとむ（声：今橋かつよ）の4人暮らし。両親は同年代の友達の親に比べると年配。
アニメではしっかり者の反面やや口うるさい一面も多く描かれており、大雑把な上に奇行の多いみつぐとは喧嘩が絶えなかったり、つとむとも争いがあった。さらにアニメではそのつとむ自身はやや後から登場したり「小原印刷所」という社名も「こはら〜」ではなく「おはら〜」であった。
両親想いで、常に多忙な両親に代わって、6年生の頃から料理をするようになり、毎日の料理で腕は急速に上がった。その一方で高校時代はコンビニでアルバイト、大学ではもつ料理店でアルバイトなどして家庭を支えている。大学卒業後は両親の会社に就職した。酒は結構強い。
愛車はスズキ・ハスラー。
吉永さなえ - よしなが さなえ（声：かないみか）
小学校から高校の同級生であり、恋人。第3巻から登場。小学3年生のとき、自転車で転んで倒れているところをまことに助けられ、擦り傷の手当てをしてもらったことが馴れ初め。一味譲りの機転の利く動きと暖かさを持つまことに心を寄せ、ラブレターで告白する。クラスでも可愛い子として名高く、転んだときにも目に涙をためて「ちょっと転んだだけだから」と、小学生にないおしとやかさと色気を漂よわせる少女である。
上記のラブレターの件の後、花見でえつ子と戯れるまことを目撃してショックを受け、そのまま切ない表情で去って行き、それきりかと思われたが（アニメではまことがさなえを花見の輪に加えた事で、そのような気まずい事態にはならなかった）、父親の転勤のために東京へ引っ越すことを告げに荒岩家を訪れる（第4巻COOK.42）。その際にまことが空港まで追いかけて「フルーツ春巻き」を届けた事で親密になり、転居後は文通での遠距離恋愛？を続け、長期休みの度に福岡や東京で再会していたが、再度転勤によって福岡に戻る（第26巻COOK.257）。
その後中学校を経て、まことと同じ公立高校へ進学する。周囲が上品な環境のためかかなりウブで、ある日遅い時間帯の大濠公園へまことが連れ出しキスをしようとした時は、突然の展開に大濠公園を飛び出してしまい、一時期気まずい関係となる。が、えつ子のフォローなどもあり後に仲直り（第92巻参照）。東京の東都大学へ在学中は西武鉄道沿線の親戚の家に在住。大学卒業後も東京で就職した。酒はかなり弱い。第164巻では、「サプライズ」としてまことと同じ、レストランに「新人ホール係」として、転職する。
家族は、広告関係の仕事をする父・健一と母。
田代ヒロシ（声：亀井芳子）
小学校から中学の同級生、中学時は仲良し5人の一人。通称はヒロ。第12巻から登場。9人兄弟（1女8男）の5男(6番目)で、母親を亡くしている。みつぐたちと混ざるとあまり目立たないが、兄弟を支える姉を想う気持ちは強い。少年サッカーチームにも所属していた（ポジションはディフェンス）。
中学時代までは丸刈りであったが、私立高校へ入学後は髪を伸ばしている。友人たちの中で唯一、高校でもサッカーを続けた。
家族は昼は会社員、夜は代行運転をする父、材木会社で事務員として働く姉・エツ子（アニメ版ではミツ子）（声：井上喜久子）、兄は長男（声：石田彰）、次男（声：小林優子）、双子の3男・4男（声：松本梨香）、弟は三つ子の6男〜8男（声：鉄砲塚葉子）。原作では兄弟達の性格についての描写はあまり無いが、アニメでは長男が誤ってネクタイを味噌汁に入れたり、弟達が石鹸で米を研ぐなどコミカルに描かれている。
現在は大学で弁護士になるため勉強している。家庭環境から苦学生で、金丸産業で清掃のアルバイトをしているが、過労で倒れた。
江波ヒロユキ - えなみ ヒロユキ
中学の同級生、仲良し5人の一人。第13巻から登場。少年サッカーチームのゴールキーパーを務めた。小学生（まこと達と同じ学校かは不明）の頃から料理が趣味で、初登場時には20以上のレパートリーを持っていた、通称「料理博士」。本に影響されて地球の滅亡を予感して嘆くなど、ナイーブな一面も持っている。
猛勉強の末、高等専門学校に入学し、寮に入った。進学校でもあるため、勉強に追われているらしい。
第77巻COOK.754で登場した際は、名前の表記が「ひろゆき」となっていた。
オサム
中学の同級生、仲良し5人の一人。第40巻から登場。少年サッカーチームにも所属。自分の父親に自信がなかったり、ナイーブな一面を見せることもある。サッカーをしていた中学生までは痩せていたが、私立高校に入学して部活をやめてからは肥満の傾向がある。成人式では和服に羽織を着ていた。後輩のコーラス部員、野中ミホから想われており、痩せるために一念発起するが、果たして。町内会の相撲OBによる相撲大会に強制的に参加させられ、体格の割に非力なため、投げ飛ばされた。第167巻で、ヒロ、みつぐと再会した時に、上記のミホとは、本人曰く「式は落ち着いてから」としながらも入籍を済ませていると報告している。
また第89巻では、リンゴが苦手であることも発覚した。
このメガネをかけた少年は、小学生である第1巻COOK.3ですでに登場しているが、初めて名前が登場した第23巻では「ユタカ」となっており、別人の可能性が高い。
森山純子 - もりやま じゅんこ（声：小林優子）
荒岩家が住んでいたアパートの2階で暮らしていた女の子。第5巻COOK.51から登場。
星型の飾りの付いたカチューシャがトレードマーク。
母親が身勝手な父親の顔色を窺っているためか、いつもおどおどしていたが、まことと一緒にお菓子作りをしたりして仲良くなり、実の兄妹のような感覚になっていた（まことは妹のように思っていたが、純子は将来まことと結婚するつもりだった）。
父親の転勤により熊本に引っ越すが、まことのことが忘れられず、時折福岡に来たりする。
一味とまことの影響で、趣味は料理。包丁は左手で扱う。
アニメ版では引っ越し前にみゆきが誕生した為、みゆきとも仲が良い（原作では一時博多に来た時が初対面）。
家族は、身勝手でよく不満をたれる父親（声：佐藤政道）、神経質な母親ヨシ子（声：小宮和枝）、弟・たけしの4人。アニメでは両親の短所はあまり描かれておらず、原作に比べて温和な人達になっている。
「森山」姓だが、みつぐとは無関係（上記の通り、アニメではみつぐは「三浦」姓に変更されている）。
秋山通 - あきやま とおる（声：横山智佐）
少年サッカーチームに所属するモヤシ屋の息子。第15巻のみ登場。サッカーがあまり上手くなく、逆転のチャンスをふいにしてしまった所為でみつぐに「モヤシっ子」と馬鹿にされる。更に家のモヤシまで馬鹿にされた為、怒ってモヤシを食べに来るように訴えた。その後、一味が作ったモヤシの味噌汁でみつぐにモヤシを見直され、自身もサッカーが上手くなるように練習を重ねる事を約束して和解した。
原作では丸刈りに近いが、アニメ版では長髪であった。また、原作における登場エピソードの前に相撲大会にも参加している。
レイ子 - レイこ
小学校から中学の同級生。長身の女子で、三つ編みを二本しているのが特徴。初登場は第22巻だが、しばらく名前はついていなかった。
家族は、娘たちの言うことを何でも聞いてしまう父親、母親、仲良しの姉の4人暮らし。
アニメ版だと、このポジションはミツ子（声：井上喜久子）というショートカットの女子になっている。
近藤武彦 - こんどう たけひこ（声：小林優子）
小学生時代の、さなえと同じクラスの美男子保健委員。第29巻のみ登場。みつぐ曰く「すげーもてる」らしいがえつ子にはあまり好かれていない。まことからさなえを奪おうと運動会の騎馬戦を利用しようと画策し、勝負自体には勝つも二人の絆の強さを目の当たりにして自ら負けを認める。しかし後日には別の女子に言い寄っていた。（アニメではマラソン大会でまことに勝負を挑戦状としてふっかけてきたが、さなえがまことを応援していたことをショックを感じあっさり敗北と認めた）
アニメ版では転校生という設定。原作以上にキザかつ嫌味な台詞が多い性格として描かれ、まことと女子の人気を二分するライバルとしてしばしば登場した。しかし実際はかなりの見栄っ張りであり、寂しがり屋で実は友達が一人もいない。料理を作ることを批判しており、卵すらろくに割ることができない。カナヅチである事を隠して水泳の練習をしていたり、口では馬鹿にしながら隠れて久保商店にコロッケを買いに行ったりと、見えない所で口とは正反対の行動を取る事が多かった。オープニングアニメにも僅かに出演している。アニメでは途中からほとんど出番がなくなっていく。
明石まさひろ
中学の同級生。第50巻から登場。名前は父親のセリフから。初登場の回のまことのセリフでは名前は「良（りょう）」だった。
授業中はずっと居眠りをしているが、教師に指されるとスラスラと問題を解き、成績も優秀という不思議な男子生徒。
居眠りばかりしているので、当然ノートもほとんど取らない。本人曰く、「寝ているといつの間にか頭に入っている」とのこと。
何かの拍子で授業中に起きていると、逆に頭の働きが悪くなってしまう。そんな彼を指して、付いたあだ名が「明石寝太郎」。筑紫中学校では教師の間でも有名な存在である。非常にマイペースで、周囲に促されても自分の考えやペースを全く変えないのが特徴でもあり、悪い所でもある（彼を見込んだ教師に「もっとやる気を出してはどうだ？」という意味でハッパをかけられたことがあるが、「あの、俺のことほうっておいてください」と歯牙にもかけずに去り、直後に出会ったまことに「オレはオレだし…」と言っていた）。
まことより10cm背が高いが、体重は軽い。
暇なときには釣りをする。
家族は、航海士の父親と美人の母親。仕事の関係上、父が年に2・3度しか家に帰って来ず、ほとんどの時間を母と二人で過ごしてきたため、母子仲が非常に良い。また、彼の父は一味の高校の同級生でもあった。
まことの中学卒業以来、劇中に登場しなくなったが、第108巻にて久しぶりに顔を出している。
三島あきひろ
まことの中学時代の隣のクラスの生徒（漢字は不明だが、名前は母親のセリフから）。初登場時（第56巻COOK.557）はみつぐ曰く「札付きのワル」のような容姿に描かれていた。移動教室でさなえと談笑中のまことにちょっかいを出し、突き飛ばされた直後、授業中に倒れて救急車で搬送され、ケガは大した事はなかったものの、まことは一味と一緒に三島の自宅に訪れて謝罪したことで事なきをえた。
作中の登場は少ないが、時々成人式などでかつてのまことの主だった友人たちと作中に登場する。
橋本
まことの高校の水泳部の後輩。まことがさなえと仲が悪くなったことをみて、まことに声をかける。水泳用のゴーグルを買う店を紹介してもらい、まことと付き合おうとするが、結局まことはさなえと仲直りした。その際に「わかりました…でも橋本は先輩のこと好きなままですからね」と物分かりのいいようなことを言っていたが、直後のコマでは目が描かれておらず無言で泳いでおり、密かに哀しみ傷ついている様子が暗示されている。現段階第92巻のみ登場。
篠原（声：羽田小百合）
まことの小学校のクラスメートでえつ子の親友。アニメではえつ子とのコンビでみつぐや近藤にツッコミを入れる役回りである。荒岩家の料理作りにも多く参加している。クラスではえつ子と並ぶまことのサポーター。
おさむ（声：田中真弓）
たばこ屋の達吉と仲の良い少年。第19巻COOK.190に登場。両親が共働きである為、夕食はいつも外食をしている。その為、ラーメン屋などの飲食店に詳しい。ソーセージが好物。達吉の家で夕食をご馳走になる事もあり、それが切っ掛けで老人料理教室に参加した事もある。
原作ではまこととは、老人料理教室で一緒にソーセージを作った程度の関わりだが、アニメ版ではまことのクラスメイトとなっている。同名のキャラである上述のオサムは登場せず、みつぐやヒロシ達がまことの家に泊まった回でもオサムではなくこのおさむが登場した。

### まことの大学時代の仲間
林田
琉国大学の2級上（入学時）の先輩。まことと同じ学生寮に住み、琉国大学男子学生寮の寮長。佐賀県出身。ブタ鼻に無精髭が特徴。趣味は釣り。
本人曰く「まことの面倒を見てやる」らしいが、いつも金を持たない上にぐうたらでたかり癖があり、むしろ面倒を見ているのはまことのほうである。
あまり服装に拘るタチではなく、普段はビーチサンダルを履いてだらしない格好をしていることが多い。
我侭で増長しやすく、人の好いまことですら時折溜息をつくほどで、後輩に反感を買うことも多い。女性からのウケも決して良いわけではなく、寮長に就任した直後、女子寮長を含めた女性寮生からは思い切り反感を買っている。その後、様々な出来事を経て少しはリーダーシップを見せることもあったが、先述の傾向は大きく変わってはいない。
高校時代はぐれていた。新入生の女生徒「リツコ」に思いを寄せ優等生を装って付き合っていたものの、ある日自分の素性を知られてしまい、ショックでそのまま連絡を絶たれ終わってしまった。大学進学後に帰省した際、電話で呼び出し一緒にシシリアンライスを食べて関係を修復しようとしたが、「あの後色んな女の子と付き合っていた」ことを指摘され（本人の回想曰く「リツコちゃんにフラれてヤケになっていた」）、ついにシシリアンライスを一口も食べて貰えず「帰ります、二度と電話しないでください」と席を立たれ、失敗した。しかし「リツコ」を呼び出した時、実は沖縄にも彼女がいた。このことからも分かるように、顔に似合わず女性遍歴は豊富。
その彼女とも最終的には宮古島でドライブ中に「昼食を食べるかどうか」で喧嘩し（彼女は「ダイエット中だから昼食は食べたくなかった」らしいが、林田は全て彼女のオゴリで旅行していたにもかかわらず「喰う」と言って引き下がらなかった、という実にくだらない理由だった）、見捨てられる。車から降ろされ、さまよっているところをまことに助けられた。なお、この時も「大学の彼女には言うなよ！」とまことたちに釘を刺しており、呆れられている。
時折パチンコに興じることもあり、五月病に加えて気晴らしの釣りもボウズで落ち込んでいたまことに寿司を奢った（第97巻COOK.933）。第130巻では郷里から沖縄に戻った際、帰省中のまこと以外の4人を連れ飲みに出かける（パチンコである程度稼いだらしい）も、最後に客引きに誘われ入った店で、自身が稼いだ金額に加え全員分の所持金では足りなくなるほど豪遊し、最後は4人で寮の中で丸一日酔い潰れたこともあった。
花山画伯が身分を隠して瘋癲として沖縄に来たとき、瘋癲ぶりにあこがれてさまざまな世話をする。まことから花山が画家であることを知らされて、なお憧れを持つ。
卒業後は佐賀県の商社に就職し、営業マンとして活躍している。愛車はスバル・ヴィヴィオ。
宮里シゲル
琉国大学の1級上（入学時）の先輩。まことと同じ学生寮に住む。沖縄本島北部出身。言葉遣いもやさしく、世話を焼く。ゲームを好む。祖父のシボレーでお客さん（まことの同級生たち）を送迎したりしている。卒業後は那覇市でパソコンのインストラクターをしている。
北島
琉国大学の3級上（入学時）の先輩。海洋学科。まことと同じ学生寮に住むが、他の寮生と絡むのがいやなのか、部屋の入り口にはいつも「面会謝絶」の札が貼ってあり部屋はカーテンで閉め切られ、室内は散らかっている。作中で室内で熱中症で倒れていた事もある。年数は不明だが、留年していると自ら話している。室内にこもりがちで日光を嫌い（曰く「俺日光に当たると死ぬ～」）ほとんど窓を開けない。様々な面で謎の多い人物として描かれている。
まこと、林田、宮里と那覇一文字波止へ釣りに出かけた際、まことの前では「去年、釣り逃した巨大魚を狙っているだけ」と釣り好きを否定していたが、林田に言わせると海や釣り好きの一面もある模様。メガネの下の素顔はほとんど描かれていないが、自身が釣り上げたオジサンを「ヘンテコな名前」とリリースしようとしたのを宮里に止められ、帰寮後、まことらが調理したマース煮を一口、食した際、余りの美味に一コマだけ素顔が描かれていた（第98巻COOK.940）。
みつぐ・えつ子・さなえが遊びに来たとき、えつ子に一目惚れ。海水浴の時には同じ車に乗せたが、みつぐを看病するえつ子の姿を見て二人が恋仲であることを察し、悲しむ。その後もえつ子のことが忘れられず、こっそり福岡に来たりして、みつぐにえつ子へのストーカーに間違えられる描写があったが、素性が分かった直後に誤解は解け、みつぐも一晩、自宅に泊めている。その後、荒岩家にも行こうとしたが、みつぐの描いた案内図の酷さと自身が方向音痴のため、冬の福岡で倒れてしまったが、みゆき提供の食事で復活する。卒業後は東京で研究員をしている。愛車はダイハツ・ムーヴ。
大沼健二 - おおぬま けんじ
琉国大学医学部1年生。まことの後輩。車（日産・プリメーラ）を持っている。まじめすぎる性格で、まことを慕う一方で林田と対立したこともある。
あゆみに惚れているが、当のあゆみはまことのほうと仲が良く熱心であるため、その好意に気付いてもらえない。
入学当初は料理が好きということでまことの手伝いなどをしていたが、林田たちが文句を言ったりまことと比べることが原因であまり料理を作らなくなる。しかしそれ以降もまこと不在時などに料理を作ることはあった。
まことが卒業した後は男子学生寮の寮長を務めている。
あゆみ
琉国大学の学園祭で仲良くなった女性。宮古島市出身。まことと一緒に沖縄の居酒屋でアルバイトしていて、まことに恋慕しているような描写がいくつかあるが、あくまで片思いであり、まことにさなえという恋人がいることは知らない模様。
まことと大沼を宮古島に招待してオトーリの文化を紹介した。その際父親に「まことくんが好きなのか？」と聴かれた際には「…ナイショ」と答えている（ただ、大沼とまことがオトーリで酔い潰れて布団に寝た際、まことに対してだけ密かにブランケットをかけ直したりと、「特別な存在」であることは示唆されている）。大学卒業後、作中の登場は少なくなったが、第154巻で大阪でまことに再会、郷里で結婚すると報告している。
稲刈正雄 - いねかりまさお
琉国大学比較民俗学の教授（フルネームは初登場のストーリーのラストから）。いつも泥酔していて、時折、ポップスのかつての名曲を口ずさむ場面も。健康のためにゴーヤーを大量に冷蔵庫にいれており、常にゴーヤーをかじっている。
作中で、まことが主に一緒に行動する事が多いのは上記の6人だが、他に古謝（こじゃ）、大沼と入れ替わりに退寮した佐戸山（共に学年は不明）と林田の前任寮長の下川（第115巻のみ登場）がいる。大抵の男子寮生は彼女ができると退寮する事が多いらしい。

## みゆきの友人
岡部リナ - おかべ リナ
第44巻COOK.441が初登場。みゆきの同級生でわらび保育園に途中から入園してきた。保育園・小学校では同じクラス。入園当初はまだ保育園に馴染んでいない為に大人しかったが、みゆきに砂場で泥まみれにされて大泣きした事が馴染む切っ掛けとなり、そのままみゆきと意気投合。以降はませた言葉遣いでわがままな性格のお転婆になった。秋刀魚の骨をすべて取らないと食べない、洋服も髪型も決まったものでないと気がすまないほどのわがままだったが、小学校入学後は普通の女の子に。上級生に恋愛したがその上級生が北海道に転校し、失恋。激しい花粉症が悩みである。親戚が岡山県に住んでいる。6年生のときに伊達眼鏡をかけたことがある。
寺島くにひろ - てらしま くにひろ
みゆきと同じ保育園・小学校に通う。みゆきにとってボーイフレンド。父親が身勝手で母親が精神的に不安定になっているが、荒岩家の料理に助けられる。最近はあまり登場しなかったが、卒業式のときに登場した。
けんた
みゆきと同じ保育園・小学校に通う。保育園時代からのガキ大将。卒園式の日に泥んこになってみゆきと遊んだり、小学校でボス争いをするなど荒い性格。その後久留米市に引っ越す。だが、みゆきたちのことはずっと忘れないと言い、引っ越していった。
昇太 - しょうた
筑紫幼稚園出身のボス。第63巻から登場。けんたとボス争いのけんかをし、けんたとともにボスになるが、その後他の小学生と仲良くなる。
奥村チエ - おくむら チエ
みゆきの同級生。第82巻COOK.800で初登場。少食でやせており、給食やパーティーの食事は残すため、佐藤が残りを食べる。中学校ではみゆきと同じくバドミントン部。初登場以来、苗字はついていなかったが、第173巻COOK.1684にてバドミントン部の大会出場メンバー発表の際、作中で初めてフルネームが呼ばれた。黒田清張は外祖父にあたる。
佐藤てつお - さとう てつお
チエと仲の良い男の子。チエと同じく第82巻COOK.800で初登場。祖父から「残すともったいない」としつけられ、チエの残りを食べることが多い。チエと間接キスも気にしない。もともと大食漢で、肥満の傾向がある。足が極めて遅く、それを解消すべく、福岡での言い伝えにある「馬糞を踏むと足が早くなる」を実行したく、一味が連れて行った牧場で裸足になって馬糞を踏んだ。中学校ではみゆき、チエと同じくバドミントン部。第167巻COOK.1623にて、ピアノを習っていることが発覚。「ガラじゃない、似合わないから」と、友人達には内緒にしていたが、事実を知ったみゆきがバラした。後に出場したピアノコンクールの場内アナウンスからフルネームが明らかになった（第168巻COOK.1640）。
一樹 - かずき
みゆきの同級生で新しいボーイフレンド。家庭が忙しいため、妹・ナナを自転車の後ろに乗せて面倒を見ている。福岡ソフトバンクホークスの帽子をかぶっている。ナナは小学校に入学し、みゆきたちは先輩として面倒を見ている。
大ちゃん
筑紫小学校のガキ大将。いつもケンカの仲裁や腕相撲で活躍するなど腕白である。よく「番長」と呼ばれるが、本人はそう呼ばれることを嫌っている。行きつけの駄菓子屋が代替わりして新しい店主が不慣れな時はわざと万引きしてやる気を出させようとした。
剣先克也 - けんさきかつや
みゆきの中学校の同級生。みゆきに惚れていたが、ツンデレの関係のまま、第153巻で東京に引っ越す。

## 行きつけの店
本編に登場する飲食店など（実在の店は表記しない）。
一品軒（餃子）
福岡市内、中洲のはずれにある餃子専門店。第1巻COOK.6から登場。
スキンヘッドの大将・照造（声：広瀬正志）と娘・美津江（声：佐々木るん）、その夫の浩太郎（声：梁田清之）で切り盛りしている。浩太郎は一味と髪型が似ており、娘の出産時には一味が変装して代理で餃子を作ったことがある。
元々、若かりし頃の照造は中国で中華料理の修業を積んでいたが、終戦直後は小さな餃子専門店を建てるのがやっとで、いつか本格中華料理店に発展させるつもりで開店した。しかし訪れる客の顔を見るうちに考えが変わり、「このままで良い」と餃子一筋を貫いていた。後にチャーハンも始める（第3巻COOK.33）。第51巻COOK.509で照造は浩太郎の後継として認め、引退。その際に中華料理の腕前を存分に披露した。しかし引退後もたまに店で働きに来ている。
丼のひとみ（屋台）
博多駅近くにある米料理専門の屋台。第37巻COOK.370から登場。
上田守 - うえだ まもる（声：有馬克明）
「丼のひとみ」店主。北九州市門司区門司港出身。第9巻COOK.81で初登場。
元々は大学受験に失敗し、博多の予備校に通うために兄・康巳のアパートに居候していた予備校生で、2浪後の3度目の受験を控えていたが、一味や隣のおばあちゃんとの料理を通じて、料理人になることを決意する。アニメでは第一志望の博多大学ではなく田中の母校である大学に合格するが、自分が何の為に大学に行くのか思い悩んだ結果入学手続きを取らず、原作と同じ経緯で調理師を志す。兄に学園祭の手伝いをさせられるエピソード（第11巻COOK.106）は守の調理師学校入学後に移動したため、原作と違って屋台でその腕を披露している。
古い木造アパートで、予備校で出会った恋人・ひとみと同棲しながら調理師学校に通い、小料理屋「松二家」（現在は区画整理により閉店）を経て屋台「丼のひとみ」を開店、以降二人でこれを切り盛りしている（第37巻COOK.370）。後に二人は結婚し（第44巻COOK.434）、その後長女・夕美が産まれている。愛車はダイハツ・タント。
兄とは違い人格的には真面目（ただし、同棲時代は息抜きとしてゲームやパチンコをやる程度はしていたことが、台詞で示唆されている）だが、心から料理が好きすぎて、ひとたび料理に心を奪われると他のことがなんにも目につかなくなる「料理馬鹿」なのが玉に瑕。外食時に衝撃を受ける味に出会うと、強引にでも店主やシェフを呼び出して「この味を教えてください!!」と頼み込むことも珍しくない。二人に内密で（周りの人の好意によって）プレゼントされた新婚旅行の際にもおいしい味に出会ってしまい、早く再現したくなってたまらなくなり、予定よりも早めに切り上げて帰ってきてしまった。この点はひとみも理解があり、周囲にフォローを入れている。
伊藤シンゴにバンドに入るよう言われ、ハーモニカを担当している。
上田ひとみ - うえだ ひとみ
守の妻で、「丼のひとみ」を共に経営する。かつては守と同じ予備校に通っており、料理人を志しつつも両親に反対されて思い悩んでいた守を後押しし、古い木造アパートで守と同棲する。その後は大学に進学したが、「丼のひとみ」開店に際してそちらの経営に専念する為に中退し、後に守と結婚する。自立を意識し過ぎるあまり、大学中退に屋台の開店と両親に何の相談もしなかったせいで、その急激な環境の変化から「娘が悪い男に攫われた」と認識した実父が屋台に押しかけてきたこともあったが、一騒動あった後に和解した（第37巻COOK.372）。作中の女性キャラの中では丸みを帯びた、やや特徴的な顎をしている。
林田ケン - はやしだ ケン
ひとみの見習いスタッフにして、守の押しかけ弟子。第107巻COOK.1037にて初登場。
第106巻COOK.1020において妊娠が判明したひとみと入れ替わりに登場した。
当初は守にけんもほろろに追い払われていたが、店の忙しさにまぎれて勝手に皿洗いなどの手伝いをし続ける事で、強引かつなし崩しに居場所を獲得し、晴れてひとみの一員となった。
いわゆる「イケメン」であり、「ひとみ」の女性客獲得に大きく貢献している模様。
入店の志望動機は、「高校生の時に荒れていて喧嘩三昧の日々を送っていた。しかし、ある時「丼のひとみ」を見た時に店の雰囲気が砂漠の中のオアシスのようにほっこりあったかく見えて、自分もそっちに行きたくなったから」との事。
松二屋（居酒屋・小料理屋）
上田守（前述）が修行していた料理店。一旦区画整理で店をたたむが、閉店後は店主がワゴン車(三菱･デリカスターワゴン)で全国を放浪していた。宮島や新潟県十日町市の旅館の世話をして、守に修行を兼ねた旅をさせている。福岡市内に帰ってきてからはまた店を起こす。その店はビル屋上のペントハウスで、花火がよく見える。噂で客が多く入り繁盛している。
ドレーミベーカリー（パン）
夢子の独身時代のアパートからすぐ近くにあるパン屋。第23巻COOK.226から登場。
北原大介 - きたはら だいすけ（声：鈴木みえ）
ドレーミベーカリーのせがれ。田中にタメ口を利くなどかなり生意気で、よくけんかをする腕白な小学生（初登場時）。自称・夢子のボーイフレンドで、アニメではみゆきのボーイフレンドも自称していた。パン造りの修行は一応したようで、花田とともにベーグルを作ったりする。第23巻COOK.224から登場。
花田昌樹 - はなだ まさき（声：西村智博）
田中の大学時代の親友。岩手県出身。50CCバイク（ホンダ・CB50）で日本一周したあと、全国をおんぼろ軽自動車（作中では「SABERA」となっていた）で温泉めぐりをするほどの旅好き（悪く言えば重度の放浪癖）。人間的な魅力があり、けいこや夢子からは「なんだかほっておけない人」と評され、サラダを差し入れとして（田中を介して）渡されたりもしている。第8巻COOK.80から登場。
ホテルでアルバイトをしていたところ、人の良さを社長に見初められ、フロアマネージャー見習いとして採用された（第37巻COOK.371）。しかし放浪癖が原因で2年で退社して海外へ飛び立ち、シンガポール、タイ、フィリピンを周って帰国。神戸市で素晴らしいフランスパンに出会い、1年間そこでパン造りの修行をし、ドレーミベーカリーでパン職人として働く。かつては食べ物に無頓着で、毒さえなければ良い、腐ってなければ良いという程度の感覚だった。そのため後述のタエ子の作った、田中や一味からすれば料理とは呼べないような代物でも、「美味しい」と言って食べていた。
好物はフランスパンとジャムで、夕食に「中華風ウナギのうま煮」が出た時ですら欲しがるほど。食べ物に無頓着だった頃は、一味に連れられて入ったレストランでも勧められたビーフシチューにほとんど反応を示さずパンとジャムばかり喜んで食べていた。嫌いな食べ物はレバーと鰻(正確には長くてにょろにょろしたものが苦手と発言しており、せっかくの鰻も一口も食べなかった）。女性にはモテるため（タエ子以外にも、出会って間もない女子高生に憧れられたりもしている）、田中も「なんで、なんであいつばかり!?」と嫉妬するシーンもあった。
田中の高校時代の友人・清水タエ子と恋仲になり、現在も清水のアパートで同棲中だが、自身の放浪癖の酷さとタエ子の仕事との擦れ違いから、別れ話も度々出る。その度に騒動を起こすも、一味や田中などにフォローされてなんとか元のさやに納まっていた。とうとう、142巻で出勤の際に声をかけるタエ子にプロポーズとも取れる言葉をかけ、田中たちに招待状を送っている。
ギターが得意で、大人気を得ているわけではないが、路上練習を聴いた人からは「最高ですね、しびれちゃった」「こんなギターは他ではちょっと聴けない、勉強になりますよ」と好評価を得ており、通好みの演奏家と言える。田中に2児が誕生した際にはお祝いの曲と手作りのジャムパンをプレゼントした。
アニメ版ではコッペパンが好物となっており、「コッペパンがあれば何も要らない」と発言したり、コッペパンが食べられないせいで元気が出ないなど重度のコッペパン好きと描かれ、田中に「コッペ」と呼ばれたほど。実家については原作ではあまり語られていないが、アニメでは兄弟の末っ子で、母は花田が20代の時点で既に70歳を超える高齢であると語られた。
きんしゃい屋（定食屋兼大衆酒場）
花椎名店街にある定食屋兼大衆酒場。第12巻COOK.116から登場。登場時点で開店から半年、第95巻COOK.912時点で開店8周年を迎えている。ママと一味との交流が始まってからは、一味を介して主要人物の多くが訪れる一種のたまり場となっている。定休日は設けていないものの、強風で店の入り口が破損した時や自身の体調不良、親戚の法事、白川との夫婦旅行など度々休業する例もある。
きんしゃい屋のママ - 本名不明（演：宮崎美子）
「きんしゃい屋」を経営する女性。
第12巻COOK.116において初登場、年齢不明。
女性としては体格が良く、一味よりも背が高い。鉄火肌の愛すべき姐御的存在。その気風の良さと姉御肌の性格から、「どこかの名のある姐さん」と勘違いされることも多々ある。きんしゃい屋を開く前のエピソードはあまり語られていないが、初登場時に「数年前に亭主と別れて…」と囁いている。トレードマークは両耳に着けたリング状の大きなイヤリングで、四六時中身に付けている。
初登場回では、花椎商店街で一味とまことの買い物姿をたまたま見た彼女が、彼らを父子家庭と勘違いし、一味と付き合おうとチョコレートを手渡した。その一件をきっかけに、家族ぐるみでの交流を続けている。
喧嘩や火事が起こったり、パトカーや消防車のサイレンが聞こえたりすると、全てをほったらかして見物に行ってしまう筋金入りの野次馬。プロレスの大ファンでもあり、店でもプロレスのチケットを扱ったり、関係者とも親しく付き合ったりするようになっている。
気も強ければ喧嘩にも強く、普段の言動は聞き方によっては多少きつく感じるものもあり、それが原因で白川とは何度か喧嘩を起こし、本人もこのことに関しては少し悩んでいる。
夫の白川拓男と出会いは、白川と大学時代の同期である一味が「学生時代の行きつけの店のように、サバミソがうまく元気のいい店主のいる定食屋」として、きんしゃい屋に彼を連れて来た事がきっかけ。その後、熊本から駆けつけてきては店に入り浸る白川との関係を徐々に深めていき、彼のプロポーズを受けて結婚した 。しかし、ママが「きんしゃい屋」を続けたいという想いから、本人は店を構える福岡、白川は会社がある熊本と、それぞれ離れて暮らしており、週末に白川がきんしゃい屋へと訪れる「別居結婚」状態の夫婦生活を送っている。
好物はレバーで、夫の白川がレバー嫌いなのを常々不満に思っている。
大阪に弟がおり、15年振りに博多を訪れた際に白川と初めて対面している。白川は二人が並んで歩いているのを見た際、弟とは知らずに「ママに新しい恋人が」と一味に話し、嫉妬の感情を露わにしたが、物語の後半に誤解も解けている。
初対面のティートに惚れてしまい「ティートちゃんなら（食事の）代金はいらない」とまで発言したことがある。しかしティートの代わりに田中が食事代のタダを頼んだ際はボコボコに殴りつけ、「警察に突き出すぞ!」とまで激怒している。
自身の経験と、知り合いの寿司屋の板前の体験談から子供の味覚に厳しい視点を持ち、田中と一緒にたかし・やすお・コースケが入店したとき、甘い飲料がメニューにあるのに「そんなものはなか」と言い放ち、お茶とお冷しか出さずに「それがイヤなら帰りんしゃい」と命じる。最初はその考えに至った理由を言わず、場は一時険悪になった。「ママさん、なんでそんなこと言うんだい」と田中に諭されてようやく話したためその場はなんとか収まったが、たかしはこの時の印象を怖がり、どこか及び腰になった。後にホットプレートで手焼き煎餅を焼いたときたかしが火傷をし、ママが親身になって心配したことで関係は修復された。
安さん（やすさん）
きんしゃい屋の常連。妻思いの土木作業員。実家は宮崎県。
ロク
きんしゃい屋の常連。東京育ち。ハムカツにこだわりがある。ほれた女性がいて、同棲していたが家を飛び出し（理由は不明）、以後は一人暮らしだが、プレゼントの花を買ってある料亭に入ったとき、彼女が作った炊き込みご飯を出されたが、その女性には相手がいたため、花を贈るのをあきらめて、土産にその炊き込みご飯をもらって帰った。
イサム
きんしゃい屋の常連。秋田県出身。きんしゃい屋でママが出した「きりたんぽ鍋もどき」に怒る。それをみて、白川・ママ夫妻が秋田県で料理の研究をすることになる。
シゲ
きんしゃい屋の常連。上記の3人とは仲が良かったが、一時期、仲違いしてしまうもののカツ代の説得で元の鞘に納まる。ママ曰く、4人揃って「きんしゃい屋ボーイズ」と称される。
じっちゃん
きんしゃい屋の常連。いつもひとり、店の片隅で静かに飲んでいる。飲み過ぎを注意されて、ママに最後の一杯をせがむ様子がよく見られる。一味と大平がそば粉を使った熊本県の郷土料理を振る舞った際は、熊本出身の今は亡き妻の思い出をいつになく多弁に語った(第75巻COOK.732)。
伊藤鮮魚店（魚屋）
花椎名店街にある荒岩家行きつけの鮮魚店。少なくとも先代から続いている老舗であり、一味はその頃からの常連である(第124巻COOK.1202)
主人 - 本名不明（声：水島鉄夫）
店主。かつてはシンゴが仕事をサボってバンドに行く事と、自身もシンゴの音楽活動を頭から否定していた為、親子の仲は悪かった。第49巻COOK.487では大喧嘩にまで発展してしまったが、以降は互いに態度を軟化させるようになった事もあり、落ち着いている。
毎日朝3時には市場へ行って魚を仕入れ、捌き、店番をした後でテレビを見ながら夕食を取り、夜8時には寝てしまうという生活サイクルを繰り返している。年を取ってからは体力的にきつくなってきたようで、店番を一時的に妻に任せて昼寝をしている描写もあった。頑固で真面目な性格だが、後述のように実はくだけた一面も持っている。
パチンコ好きで、シンゴがアンコウの調理を頼んだときは腕を痛めた演技をしてシンゴに修行させ、その隙にパチンコに行っている。
後述の松原商店主人、こばやし精肉店店長ら商店街仲間とともに、年に2～3回、鳥取県の大山までスキーに出かける。かなりの腕前の持ち主で、初心者のまことに基本から滑り方を教え込んだ（第30巻COOK.298）。
昔は名の知れたサーファーで、その時は相当もてており、常に周りに取り巻きの女の子が複数いるような状態だったらしい。その姿に今の妻が惚れこみ、周囲の女の子の嫉妬を押しのけて強引に仲良くなって、そのまま彼女として後に結婚。結婚後もしばらくはサーフィンを続けていたが、腰を痛めたため止め鮮魚店を継いだ、という過去を持っている。
伊藤シンゴ - いとう シンゴ（声：菊池英博）
伊藤鮮魚店の店主の息子。第25巻COOK.249で初登場。バンドを結成しプロになるつもりでいたため、家業の魚屋を継ぐのを嫌がっていた。一味の助言と恋人のジュン（声：冬馬由美）の一言により「ロックを歌う魚屋」になる。原作ではギター担当だが、アニメではドラムになっている。
現在では家業を続けながら（ただし、バンド練習のためにサボって父親に店番を丸投げすることもある）バンド活動も続けて、6年越しにCDを出している。魚屋としての修行も見えないところできちんとしているようで、昔からの紫色に染めた派手な髪型ながら上手に魚を捌き、新鮮な魚の見分け方もちゃんと覚えている（本人曰く「たいていの魚は捌ける、アンコウだけはオヤジがやってるのを見ただけだけど」）。みゆきに魚料理の作り方を教えていたこともある。
現代的な感性の持ち主であり、商店街のキャンペーンに客が入らない時にはスマートフォンを使ってTwitterで宣伝した。
やえ（中華料理）
言葉遣いの悪い姑と息子の調理師・洋七、のんびり屋の嫁・幸子が経営する店。
姑が短気で、幸子ののんびりぶりにいつも調子が狂うが、実際はお互い支えあっている。姑に認めてもらいたい一心から、幸子は様々な料理・惣菜をこしらえており、その甲斐あって大いに料理の腕前を上げている。洋七も「幸子…お前の料理、最近上手くなったな」と褒め、一部の料理は店のメニューに加えていた。
幸子が彼女そっくりな長女・さやを出産したが、姑は無愛想ながらも長女を抱っこして仏壇に参るなど、微妙に機嫌がよくなっている。また、カツ代とも、似たような性格のためか、口ゲンカのようになりながらも気が合う描写が見られる。
ブルーベル（喫茶店）
親切なママが経営している店。第37巻COOK.372から登場。守の結婚式場として提供されたこともある（第44巻COOK.434）。
ママ - 本名「ルミ」
屋台「丼のひとみ」の、すぐ目の前にある喫茶店。想い人がいたが、自ら別れを決意（第40巻COOK.396）。その後、友人に連れられてやってきたサラリーマン・多久（タコさん）と良い関係になっている。夢子の弟・達也も一時、ママに惚れていた（第53巻参照）。
過去に数回、きんしゃい屋のママとお互いの店主を交代した事があり、きんしゃい屋の常連にも好評だった。
喜多（定食・カツ丼）
金丸産業社員行きつけの定食屋。田中一はここの大盛りカツ丼がお気に入り。
チグサ（レストラン）
金丸産業社員行きつけのレストラン。大平の退職祝いの会場にも使用された。
アキ（声：小林優子）
チグサのウエイトレス。田中に本気で惚れられていたが、実は店のマスターと恋愛関係にあり（田中の誘いを適当に流していたりと、伏線らしき予兆はあった）、その事を知った田中はしばらく荒れた。蘭の花が好き。大平の退職祝いの頃には店におらず、マスターだけが登場した。
アニメ版では両想いだと早合点した田中が結婚式の準備まで始めてしまうなど勘違いぶりが強調されており、その為一味に相談を持ち掛けるエピソードとなっている。しかしその一味は浮かれた田中やお祝いムードの妻子に押されて言い出す事が出来ず、更に間の悪い事に田中はその足でマスターとアキのいる店に向かい、結局原作と同じ展開になってしまった。
コックロール（洋食）
一味が開店当初から贔屓にしている洋食屋。看板メニューは卵を三個使った大きなオムレツ。第8巻COOK.72で登場。
秀吉（声：辻村真人）
コックロールの店主。開店10周年を記念して100円でオムレツ食べ放題というキャンペーンを実施する。アニメではパック入りの卵を使うくらいなら店を閉めるという職人気質を見せるが、一方で（原作・アニメ共に）休憩中に煙草を吸うという調理師としては頂けない事をしている。
つるや（うどん）
一杯100円を守り続けるうどん店。店員の食事も一人150円と決めてある。
店長 - 本名不明
ガンコ者で有名なつるやの店長。つるや自体は第7巻COOK.63で登場したが、店長本人の登場は第55巻COOK.541。
経営が苦しくなりながらもうどんの値上げを拒み続け、「もう若くない」と諫める従業員の女性と衝突していたが、後にその女性と結婚。うどん一杯100円を守り続けている。
はるみ（声：小川里永子）
つるやでアルバイトをしていた女の子。第7巻COOK.63で登場。二郎の彼女のはるみとは別人。
従業員の炊事当番になった際、予算が安過ぎるせいで献立に悩んでいたが、夢子（実際は一味）にレシピを貰った田中にロールキャベツを作ってもらった。第55巻の時点では既に嫁いでいるとの事。
村の吉珍（居酒屋）
ふと夜の散歩に出た一味が立ち寄って以来気に入り、行きつけにしている居酒屋。第56巻COOK.551で登場。若者の客が多い。
ナミ
「村の吉珍」でアルバイトをしている大学生。沖縄県出身。明るく感じがよいので人気。
一味は息抜きのために単独で飲食しているだけなのに「さみしそう。家族いるのかな?」と泣きそうな顔で心配していた心優しい性格。その為、一味を元気付けようとラフティーを作ったが、それが切っ掛けで一味に家族や友人が大勢いた事を知った。
久保商店（コロッケ）
花椎名店街にあるコロッケの老舗。
徳さん（声：仲木隆司）
久保商店を40年以上営んでいる店主。無口で頑固だがそこを慕う常連は多い。シンゴが我侭を言ったとき、きんしゃい屋のママに見習うよう諭されている。アニメでは子供の客を大事にすると語っており、まこと達も常連である。
上田商店（八百屋）
柳橋連合市場にある荒岩家行きつけの八百屋。
主人 - 本名不明
店主。マツタケを食べたがる虹子のために、一味がこの店で韓国産マツタケを購入した。ところが同日、政さんが自分の山で採れた大量の国産マツタケを持って荒岩家に来訪。一味は自分が買った韓国産マツタケの箱をゴミ箱に捨て、購入の事実を内緒で済ませようとしたが、上田商店店主からの電話によって虹子の知るところとなった(第10巻COOK.99)。
松原商店（八百屋）
花椎名店街にある荒岩家行きつけの八百屋。
主人 - 本名不明
店主。風邪で寝込んだ一味に代わって夕食の買い出しに出かけたまことに、ホウレンソウを半額で大サービスした(第11巻COOK.105)。
上松とうふ店（豆腐屋）
花椎名店街にある荒岩家行きつけの豆腐屋。昭和13年創業の老舗であり、第15巻COOK.142で創業50周年を迎えた。一味は先代の頃からの常連である。
主人 - 上松
店主。花椎中学校での一味の同級生。
中学時代は家業の手伝いの疲れから授業中に居眠りすることが多く、家事の疲れで同じく居眠りが多かった一味共々、廊下に立たされることがよくあった。中学卒業後は高校へは進学せず、先代店主である父親の下で豆腐作りの修業に入った。厳しい修行の後、二代目として店を継いでいる。
街中で一味が偶然、再会し、定年退職を間近に控えている恩師のために、中学の同窓会を開いた際は、一味と共に準備に奔走した。
こばやし精肉店（肉屋）
花椎名店街にある荒岩家行きつけの肉屋。
店長 - 本名不明
店長。約3kgの牛トップサイドかたまりを2個、一味のところへ持ち込み、1個分はお礼という条件でビーフジャーキー作りを依頼した。(第29巻COOK.287)。
この他、福岡に実在する飲食店も数多く登場する。

## 老人料理教室
ひょんな事から一味が講師を務めて開かれることになった、函崎公民館老人料理教室の生徒。99巻では失恋して居酒屋で飲んでいた江口と偶然会って、夜間パトロールに誘い、ストーリー後半では取材中の末田と江口を引き合わせるきっかけになった。
田島清司 - たじませいじ（声：鈴木泰明）
函崎商店街内で、まげもの屋を営む一人暮らしの老爺。第16巻から登場。名前は第115巻の幼友達との受話器越しの会話から。登場人物が使用する家庭用電話では珍しく、プッシュホン式ではなくダイヤル式を使用している。
高血圧の患者として吉岡病院で治療を受けたのが縁で吉岡と親しくなり、彼と碁を打っている時に一味と知り合った。
一味と出合ったのは、妻を亡くして半年ほどたった頃であった。よくできた妻で、田島は家を気にかけることもなく、仕事に集中することができたらしい。
昔かたぎのガンコ者で、「男子厨房に入らず」をモットーとして、料理は全くできず（飯は炊けるらしい）、スーパーやコンビニの惣菜を買ってきて過ごしていたが、一味の料理の手際を見たことで料理に目覚めた（第16巻COOK158）。
以降、毎日のように一味に料理の質問の電話をかけるなどして、料理にのめり込んだ挙句に近所の仲間を中心に料理仲間の老人を増やし、ついには一味に老人料理教室の開催をさせるに至った。以降、料理教室には必ず参加し、開催先の函崎公民館や一味との渉外役も自ら引き受けるほどの熱の入れようである。
エリカ（声：冬馬由美）が小食であることを心配して作ったハンバーグが好評であり、95巻ではエリカとともに「ハンバーグもんじゃ」を作った。
性格は短気でガンコで負けず嫌い。口も悪く、そのせいで時折トラブルも起こしたりするが、孫娘のエリカには優しいおじいちゃんである。また思いやりもある。老人料理教室の帰りに歩きスマホをしていたオサムと衝突、土産のハマグリをぶちまけてしまい、オサムと喧嘩になるが、翌日ハマグリを洗ってもってきたオサムにはスパゲッティを作って食べさせ、ヘッドホンをつけずに周りの音をよく聞くよう諭している。
また、吉岡とは現在も良き碁敵であるが、前述の口の悪さのせいで喧嘩もよくするようでもある。
腰を痛めており、その対策でか、指圧やツボについてやけに詳しい。第20巻COOK.200では、クリスマスパーティの「芸」としてその知識を披露、そのついでに種ヶ島の身体を触りまくり、留吉を羨ましがらせていた。
好みの酒は日本酒。第52巻COOK.512で吉岡と酒の好みを巡ってケンカした際も、「オレは日本酒しか飲まんのじゃ」と息巻いていたが、ケンカの際の捨て台詞なだけに、その言葉の信憑性はかなり疑わしい。
伝統工芸を維持していることから表彰され、エリカが祖父と孫の関係ながら弟子入りを志願、背を向け、反対する口調ながらも涙ぐんでいる。
達吉 - たつきち（声：菅原正志）
函崎でタバコ屋を営む田島の友人。苗字は不明。
妻が腰を痛めて困っていたところ、田島に誘われ、一味に料理を習うようになる（第16巻COOK.159）。料理教室草創期のメンバーの一人。
妻とは仲が良く、高齢になってからも2人でヨーロッパ旅行をしたそうである。
近所の仲の良い子供のおさむのために、（劇中で描写がある中では）教室で初めての洋物であるソーセージを作った（第19巻COOK.190）。
バイオリンが好きで、催しがあると腕前を披露する。十八番はツィゴイネルワイゼン。
満 - みつる（声：三川雄三）
田島の友人。苗字は不明。
特に理由もないが（一応、妻がもしもの時に役立つだろうという理由はあるが）、田島に誘われ、一味に料理を習うようになる（第16巻COOK.159）。料理教室草創期のメンバーの一人。
妻は昔、役場の事務員であり、気が多くてしっかりしない満を支えている。妻は特に、喜怒哀楽は表面に出さないが、満がカップ（息子からもらった大切なもの）を壊したときは、厳しく接している。運転免許を持っておらず、常に妻の運転である。夫婦で作中に登場する時は何かと衝突する事が多く満が家出する場面（第118巻）もあるが、険悪なほど夫婦仲が悪いわけではない。
かつて紙芝居屋をやっていて、今でも読むのが得意。催し物のたびに腕前を披露する。十八番は「黒頭巾」。
若い頃は紙芝居屋、床屋、刃物屋、パン屋など、何でもやったそうである（第33巻COOK.327）。
95巻ではかつて下町に住んでいた事から、もんじゃ焼きを作る事を提案する。
アニメ版では家に柿の木があり、まこととみつぐに登って取らせたことがある。
登場時点から頭が禿ていた。アニメではその禿げ頭をトレードマークと自称している。
井浦留吉 - いうら とめきち（声：辻親八）
元プロのマジシャン。かつては日本中を回っていたらしい。
田島に紹介されて料理教室に参加、以降レギュラーメンバーとして熱心に教室に通っている。
第20巻COOK.200において、公民館で開催したクリスマスパーティで、金丸産業の面々にマジックを披露したのが初登場である。
料理の腕前は現在でこそ料理教室での努力が実り、かなりのレベルにあるようだが、料理教室への参加当初はひどいものであったらしく、料理教室のメンバーに「どんなにひどい料理でも、最初に留が作ったものほどひどくはなかろう」と酷評されていた。
現在はアパートで一人暮らし。結婚はしなかったらしい。楽隠居の身であるようだが、マジックへの情熱は未だ覚めやらず、時折ストリートマジシャンとして路上でマジックを披露している。
過去世話になった人物の娘、ハツエとは昔恋愛関係にあったが、結局結ばれることはなかった（別れた経緯は語られていないが、複雑な事情があったような描写がされている）。一味に誘われて料理教室の面々と二日市温泉に行った際に偶然ハツエと再会し（第49巻COOK.484）、その後一度会って（同COOK.485）、第78巻COOK.760において、隣町の公園でマジックを披露した際、ハツエとハツエの孫・走馬を招待した。前回は警戒心剥き出しの反応を示した走馬が、この回では彼に対して親しげな反応を示している。
アップで見ると顔が怖い。
森長伝一 - もりなが でんいち（声：村松康雄）
田島のまげもの屋の向かいでハンコ屋（アニメ版では「ひまわり堂」）をやっていた友人。第23巻COOK.222で初登場。
ハンコ一筋数十年。料理の際にも大きさに非常にこだわるなど、頑固な上に神経質で、よく文句をたれる。
まこと達が料理教室に参加した際、不器用なヒロシを見ていられずに怒鳴りつけたことがある。子供は余り好きではなかったらしい（第23巻COOK.222）。
竹林を保有しており、ある年の七夕、まこととみつぐが無断で竹を伐採していたところを発見し激怒。見返りとして子供らの七夕会に参加することを要求する。アニメ版ではカツ代夫婦もやはり参加しており伐採がカツ代にバレると思いまことだけが恐怖に怯える様が描かれていた。
その七夕会で、大型反射望遠鏡を持参して、子供たちに金星を見せるなど、やさしい一面を見せる。また、星座にまつわるギリシャ神話に詳しく、「こと座」の物語を話して聞かせた（第28巻COOK.272）。
妻は他界している。庭には妻が植えた桜があり、毎年春になると見事に咲き乱れるのだそうである。
息子が岩手（アニメ版によると盛岡）で暮らしており、同居を乞われたため、ハンコ屋を閉めて岩手へ引っ越した。息子夫婦は共働きで、4人の孫たちの世話をする羽目になっているが、教室で学んだ料理の腕も披露でき、まんざらでもないようである。なお、ハンコ屋の跡地には遠藤（声：西村知道）という人物が経営するジーンズ屋が開店したが、桜は残されている為、森長が花見に訪れた事もある。
原作ではスキンヘッドだが、アニメ版では若干髪が残っている。また、原作以上の頑固者として描かれており、みつぐに恐れられているが、みゆきには懐かれている。
長さん - ちょうさん
本名不明。元教師。
料理教室の初期の頃から顔が見えるが、特に目立ったこともせず、長く生徒の一人であった。
面長でたらこ唇が特徴。基本的にYシャツ（または背広）にネクタイというファッションである。
虹子が料理教室に一味の代理で教えに行った際、時間が余ったために、急遽長さんが料理を提案して皆で作ることになった。名前はこのとき初めて出てきた（第47巻COOK.462）。口癖は「ずびずば〜っ」。
パソコンが得意であり、第97巻COOK.930では大阪市名物のイカ焼きをいち早く検索し、さらには「イカ焼き製造マシーン」を自作しようとしていた。
ぶぁ〜〜い
本名不明。いつも語尾に「ぶぁ〜い」を付けるため、周りからは「ぶぁ〜〜い」と名前のように呼ばれている。鼻毛を出し、つかみどころのない老人。第95巻COOK.911では孫娘の「レミ」に相手にされなくなりしょぼくれていたが、満が提案した「もんじゃ焼き」でレミとの仲が修復された。また第97巻COOK.930では、レミのために「イカ焼き」を再現した。
よりこ
田島と仲のよい女性。ときどきお菓子を交換したりする。一度田島が不機嫌にしたときは遠慮していたが、すぐ和解。

## 一味の友人
酒本康喜 - さかもとやすき（声：二又一成）
一味の大学時代の友人。第3巻で初登場。第115巻で初めて作中で一緒に登場したが白川とも同期である。
MHK（NHKのパロディ）のプロデューサーを長年勤めていたが、第110巻COOK.1069において、編成部への異動が内定している事が本人の口から明かされている。
一味の様々な変装の生みの親でもあり、荒岩夫婦が知り合うきっかけを作った人物でもある（詳細は一味の項を参照の事）。
第26巻COOK.255に登場した際には、名前が「酒井」となっていた。
プライベートは一切描かれていないが、大学時代に後輩と駆け落ち同然に家出する描写とその後日談が描かれている。
リー
一味の博多大学時代の同期で、シンディの兄。第13巻で初登場。妹のシンディとは年齢は親子ほど離れている。
大学時代は、すごく純で照れ屋だった（一味がいないと、後述の万里に声もかけられないほど）。現在は香港で日本語の先生をしている。中華料理の腕前は一流。夫人の万里（日本人）もまた博多大学の同期であり、香港で観光ガイドをやっている。
白川拓男 - しらかわ たくお
一味の大学の同期生。第19巻COOK.188で初登場。初登場時は34歳。熊本で輸入雑貨の会社を経営している。
一味にきんしゃい屋を紹介されて以降、ママとの関係を徐々に深めていき、後に結婚。しかし、彼女の意向もあって同居はせず、一人熊本で暮らしている。
仕事を離れた本来の性格は、作中の注釈によれば「肥後もっこすそのもの」であり、頑固で無愛想。足を骨折して入院したときは、他の入院患者を嫌っていたが、後に打ち解けた。
渓流でのヤマメ釣りなどアウトドアが好きで、一度興味を持つととことんのめりこむ、凝り性の一面も持つ。
数多い登場人物の中で、東山常務やティートと並び、初登場時からずっと口髭をたくわえている数少ない人物の内の一人。
極度のチェーンスモーカーで、煙草をやめると何もできない（本人曰く「まるでカス」。ママ曰く「廃人のよう」）。のちにママから禁煙を断念させられた。
好物は辛子蓮根。
愛車は日産・シーマ。
船津信之 - ふなつ のぶゆき（声：中村秀利〈青年時代：石井邦和〉）
一味の家の隣に住んでいた人で愛称は「のぶさん」。一味より5歳年上で一味・味知の面倒を見ていた。好物はラムネ。一味が中一のとき関西に引っ越す。その後も引っ越しを繰り返した為、やがて一味とも連絡が取れなくなったが、約20年ぶりに博多を訪れた。アニメでは荒岩家の屋根に登ってテレビアンテナを修理する技術を披露している。
当時、お好み焼き屋の娘の礼子（声：滝沢久美子）と互いに好き合っていたが、言い出す事が無いまま引っ越してしまった。なお、礼子のお好み焼き屋は現在では「レイ」という名のスナックになっている。
溝口達也 - みぞぐち たつや
一味の幼馴染み。第31巻COOK.306で初登場。愛称は「たっちゃん」（「達っちゃん」の表記もあり）。
一味と同期入社の池田敏子と、居酒屋でたまたま同席したことをきっかけに交際へ発展した。プロポーズして一度は断られたものの、溝口の人柄に惚れた敏子に受け入れられ、同棲を開始。それから10年以上、結婚に二の足を踏む敏子の気持ちを尊重して、入籍はせず一緒に暮らしてきた。
20年以上勤めた電気器具メーカーが倒産した際は失意に沈み、敏子の気遣いにも応えられずにいた。しかし、中学・高校の頃から本業と料理とを両立してきた一味の姿を見て敏子も同様であることに思い至り、家事で彼女を支えるようになる。そのしばらく後、交通整理の仕事に就いた。（第76巻COOK.745）
同棲開始から10年ほど経った頃、保険の見直しなどをきっかけに敏子と「籍入れようか？」という話になり、入籍した。（第135巻COOK.1317）
長谷川 - はせがわ
一味の幼馴染み。第40巻COOK.401で初登場。現在は沖縄に単身赴任中。その前はシンガポールに2年、ホノルルに4年赴任していた、自称「世界を股にかけたビジネスマン」。妻 陽子と二人の息子 正人、拓郎の4人家族。
仕事のため家族と離れて長年単身赴任を続けてきたが、家族と一緒に賑やかに暮らす一味の生活を見て自身の生き方に疑問を持つ。それを妻に相談したところ、「世界を駆け回るビジネスマンと結婚したことを誇りに思っているし、子供たちだってちゃんとわかってる」と笑い飛ばされた。沖縄に戻る際にお土産と称して妻から渡されたトリカワギョーザを、家族と同じ時刻に夕食として味わったことで、場所は離れていても心は一緒であることを家族と再確認した。
東山の命により金丸産業にて粟国の塩を取り扱うべく、一味が田中と共に沖縄へ赴いた際は、現地のコーディネートを務めた。（第60巻COOK.585、587）
一味が豆腐ようを作ったときには、材料である紅麹の調達に協力し、半年後に完成した豆腐ようを一味、虹子と共に味わった。（第79巻COOK.768）

## その他の人物
梅田ユミ - うめだ ユミ（声：高田由美）
梅田よしおの妻。旧姓・荒木。第4巻で初登場（本登場は第5巻より）。
夫である梅田を含め、登場人物のほとんど全てから「ユミちゃん」と呼ばれるが、例外として梅田の母のみは「ユミさん」と呼び、梅田も危急の際等に呼び捨てにする場合がある。梅田のことは「よしお」と呼ぶ（アニメ版では「よっちゃん」と呼んでいる）。
梅田とは大学のコーラスサークルで知り合った。結婚した時はまだ大学生で、その若さを表現するためか、登場シーンには「キャピ キャピィ」という擬音が付けられていることが多い。かなりの美人であり、スタイルも良い。皆で海に遊びに行った時、田中に目を付けられたこともある。
梅田に肉じゃがを作ってくれと頼まれた彼女が、その作り方を教えてもらったことから一味と仲良くなり、「おじさま」と呼んで以降親しく付き合うようになった（第5巻COOK.47）。一味の昇進祝いパーティーでもその「ヤング肉じゃが」を持参した。
これがきっかけで、夢子に続いて一味の料理の腕を知ることとなったが、特に口止めされていないにもかかわらず、梅田にそのことを話さなかったため、第20巻COOK.198まで彼はこれを知らなかった（しかし秘密にしていたわけでもないので、梅田と2人で荒岩家を訪れた際にあっさり明かした）。
第35巻COOK.349以降、時々きんしゃい屋でパート従業員として働いており、その傍らママに料理を教わったために、料理の腕が急速に上達した。客にセクハラを受けたことがある。
趣味は洋菓子作りで、実際に作るのも得意。しかしそれ故に、食事に洋菓子を出す等の妙な献立作りをする悪癖を持ち、梅田を長らく辟易させていたが、前記のパート勤め等を経て改善された。
見た目の問題で牡蠣が苦手であったが、一味の作ったカキフライで克服し、生牡蠣にも目覚めた（元々子供の頃は好きだったが、牡蠣の酢の物を何気なく眺めていたら急に気持ち悪くなり、それ以来苦手になってしまっていた）。
第73巻COOK.713の時点より少し前から、知り合いの農家から土地を借りて家庭菜園をやり始め、梅田や大平夫婦と共に、そこで様々な野菜作りに励んでいる。自身が不妊であるためか、野菜に情がわく部分がある。また、農業を通じてみゆきやその同級生の世話を喜んでしている。農作業用に軽トラックを所有しており、家庭菜園へは自ら運転して出かける（第93巻COOK.893）。
ジョールジャー・モレッティ
ティートの妻で、女好きのティートが唯一本当に愛する女性。第4巻COOK.41で初登場。
元々ティートの婚約者だったが、ティートの女癖の悪さと待つ身の辛さから登場当初は過食症で肥満体型になっていた上にややヒステリーな性格だった。ティートとは何度か険悪になりつつも無事に結婚。体型はスマートになり、妊娠したという事もあって性格も落ち着いた（「日本で世話になったから」とティートが馴染みのクラブのママやキャバ嬢を家に招いた時でさえも怒る事なく迎え入れていた）。本来はスタイルも相当良く、胸が大きいグラマラスな美女。後にティートとの間に娘のマリアをもうける。
マリア・チョッタ
ティートとジョールジャーの一人娘。ティートに会いにジョールジャーとイタリアから来日することも多い。初期は日本語は理解できなかったが、現在では日本語での会話はある程度できる模様。みゆきと海水浴に行ったため、みゆきとは仲がよい。父・ティートの家に寝泊りしたとき、日本の梅雨を知らなかったため、雨天で遊べないことや、ティートが冷房嫌いで家の中の蒸し暑さに耐えられなかった。みゆきと独創的な料理を作ったりする。
大平かずお
大平課長夫妻の一人息子。父親同様温厚で真面目だがその反面非常に繊細で、高校入学以降精神的に不安定になる事が多かった。
高校時代の一時期不登校になり、退学を考えるほど悩んでいた。
熊本市の大学に入学後も、恋仲となった同大学の畑田久美との関係などで下宿先で荒れていた時期もあったが、下宿の大家に諭され、落ち着きを取り戻す。しかし大学卒業後、福岡に帰ってからは彼女を省みないことで恋愛感情も不安定な状態になり、社内に別の恋人を作っていたり、大平のそば店や屋台で自棄酒を飲むことも多かった。その後も休日を利用して熊本を訪ねるなど、久美とも時々何らかの形で再会する事も多かった。
札幌市に転勤することになり、九州新幹線内で久美に「会いたい」とメールして、大学院に進学することとなった久美がバイトするちょぼ焼き店に行ったあとバーで会話し、よりを戻そうとしたが、「一緒には行けない」と結局別れとなった。しかし久美はかずおが忘れられず、札幌に会いに行き、一緒にラーメンサラダを食べたり、羊ヶ丘展望台に連れて行くなど何度か北海道に久美が来る形で交際を続けており、久美も復縁しようと大平のそば店を訪れて挨拶している。その後熊本のバーで久美の父親から挨拶され、148巻で熊本のイタリアンで両家、大学時代の先輩、職場の同僚たちを招き、挙式。後日、博多で父の経営する蕎麦屋で「博多ん結婚パーティー」を挙げる。その後仕事上、熊本に転勤となり、当面は久美の実家で義理の両親と同居するという（第149巻）。
大学入学前後、一時期は荻野の娘の晶と親しくなるものの恋仲にまでは発展しなかったが、久美と最初に交際していた頃、晶が下宿を訪ねた際の寮生の話から、誤解を生じたこともある。
広田まさし
広田けいこの一人息子。第5巻COOK.50で誕生。けいこからは「マー君」と呼ばれていた。小学校から中学校と剣道をしている。一人息子のためか、けいこに対しては今も「ママ」と呼びかける。小学校までは従順だったが思春期に入ってからは母・けいこに反抗する事もあったが、同級生で同じ剣道部員の森口安奈を家に連れて来たり、親戚から筍が贈られた際、急な仕事で出勤したけいこに代わり「母の日」に合わせて、自宅の料理本と森口のアドバイスで筍料理を作り、花を添えるなど、おおむね純粋に育ってきている。第161巻で、自宅を訪ね、タケノコを使った料理を作って振る舞った田中のセリフで現在は、長崎で大学生活の傍ら、アルバイト生活を送っている模様。現在、20歳になり、173巻で帰省した際には。両親と食事をする傍ら、父親とビールを酌み交わし、母親には引き続き、「ママ」と呼ぶ一方、父親に対しては「父ちゃん」と呼び掛けている。
作中、荒岩班の面々が自宅を訪れたのは現在の自宅に引越した時だけだが、その際（1、2歳前後）田中に懐いている描写があった。
シンディ
中国名：李心明（リー・サンメン）。リーの末の妹で、香港人の絵本作家。第17巻COOK.168より登場。
博多大学に留学中、ニチフク新聞主催の童話コンクールで大賞を受賞したのを契機に、元々志望していた絵本作家への道を歩み始めた。
32巻の大学祭では、荒岩や夢子やけいこらの作ったお弁当をヒントにした「おこげのスープ」を荒岩らに振舞った。
大学卒業後は香港に帰国し、現地を主な活動拠点としているようだが、時々仕事の関係で日本を訪れ、その度に荒岩家に顔を出す。
千香に似ていた為、当初は彼女と見間違えて後を付けてきた田中を変質者呼ばわりするがすぐに誤解は解け、その後田中に想いを寄せるようになる。田中自身もまんざらではなかったようだが、夢子の存在を知って彼を諦め、自ら身を引いた（第19巻COOK.171）。
その後、アルバイト先で知り合った台湾人留学生・張（チャン）と親しくしていたが、大学卒業と共に彼が登場しなくなった。
第83巻COOK.802の時点の直前に失恋を経験したようで、まことを相手にやけ酒を飲んでいた。
その後は原口ルリ子の弟・青木まさるに恋愛している。
清水タエ子 - しみず タエこ（声：高田由美）
田中の高校時代の同級生。旅行会社ムーントラベル勤務のツアーコンダクター。愛称「シーちゃん」。第41巻COOK.403より登場。
田中夫婦の新婚旅行の企画・立案を依頼されたのがそもそもの登場のきっかけ。その際田中との打ち合わせに、ホテル勤務時代の花田の職場の喫茶コーナーを使ったことが縁で彼と知り合い、後に恋愛関係となり同棲を始め、現在に至る。しかし、花田の放浪癖と長期出張の多い自身の職務のため、両者共に結婚は半ば諦めている。また、仲自体は非常にいいのだが、様々な理由（田中曰く「ワケのわからん理由」）でやたらと別れ話を発生させる。アニメでは初登場回が最終回であった為、花田との絡みは特に無かった。
特徴的な唇を持ち、女性としては非常によい体格をしている。ただし運動は苦手で、学生時代は新聞部に所属していた。見た目とは裏腹に花田に対してはかなり甘く（特に同棲初期）、帰ってくるなり抱き締めて何度も熱烈なキスをしたり、「あたしハナちゃんのためなら何でもするわよ」と平気で発言したりと、イチャつきぶりは相当なものだった。
ツアーコンダクターとしては有能だが、料理は不得手。独自の感性から料理と呼べない代物ばかりを作り、一味と田中に苦笑いさせた事もある（花田だけが喜んで食べていた）。
父親を早くに亡くしており少々ファザーコンプレックス気味で、それが原因で花田と別れかけたこともある。
好物はプリン。
はるみ（声：松井菜桜子）
二郎の高校時代からの彼女。つるやでアルバイトをしていたはるみとは別人。第17巻COOK.162より登場。高校時代は毎日の昼食にカレーパンを食べていたほどのカレーパン好き。
当初はしつこく言い寄る二郎を煙たがっていたが、自分の好物のカレーパンを手作りまでする彼の熱意に負け、以降は恋人となる。後に二郎と正式に結婚した模様。初登場時はヤンキーじみた口調だったが、大学に進学して以降は女性らしい口調になった。アニメ版ではカレーパンはドレーミベーカリーで買っていた。
篠田 - しのだ（声：神山卓三）
博多大学の教授で一味や坂本の大学時代の恩師。第7巻COOK.36より登場。ネギ鍋が好物で、何かと自室や研究室に学生を呼んでネギ鍋を囲んでいた。教え子達の卒業後も自宅で同窓会を開き、多くの卒業生が集まるほど人望は厚い。昔から女子学生にも人気が高く、一味にも「相変わらずモテますね」と言われている。
丸田 - まるた
虹子の高校時代の元恋人。名前は不明。第10巻COOK.100より登場。
横浜で中学校の教師をしている。職務に対しては非常に熱心だが、いささかそれが行き過ぎる傾向があり、他のことを疎かにすることが多々ある。
恵まれた体格を持っているが、外見をあまり気にしないため、髪はボサボサでいつも鼻毛を出しっ放しているなど、見た目はいま一つ冴えないが、仕事柄幾人もの卒業生を送り出している事もあり、教え子が卒業式後、自宅を手料理を持って訪れ、女子生徒の一人が改めて「答辞」を送るなど、生徒からは慕われている。それでも、息子は「春休みは、卒業生を送り出す時期だから、いつもボーっとしている」と話すなど、やや冴えない表情をする場面もあった。
なんでも「まるごと」を好み、この言葉を口癖にもしている。
虹子もそうだが、料理という同じ趣味を持ち、また出した食事を何でも気持ちよく食べてくれるということで、初対面以来一味とは非常に仲がよい。
高校時代はラグビーをやっていた。
妻・民子とは、彼女が勤務校の保健医をしていた関係で親しくなった。
自身が職務に熱中し過ぎたことが原因で、一時は関係が消滅しかけたが、最後には彼女の両親の反対を押し切り、駆け落ち同然に結婚した。
彼女との間に、愛息・太（ふとし）がいる。
マリア（声：横山智佐）
若者に人気のディスコ・天神マリアクラブのディスコクイーン。第7巻COOK.67に登場。マリアが本名なのかは不明。田中と親しくなり、当の田中は出勤時でさえも派手なスーツを着込むほどの熱の入れようで、カップラーメン生活を送るほどの金欠になってもなお、マリア目当てで毎日のようにディスコに通っていた。
しかし実は製麺会社務め（アニメ版より）の信彦（声：有馬克明）という恋人が居り、田中とは社交辞令で付き合っていただけだった。後に二人でいる姿を見た田中は自分の独り相撲だった事を知り、一晩大泣きした後にディスコに通うのをやめ、服装も元に戻った。アニメではそれを知ったまことは、田中が気の毒だとしてマリアを後述の美奈子以上に辛辣に批判していた。
松浦美奈子 - まつうら みなこ（声：神代知衣）
田中の元恋人。第10巻COOK.95と96に登場（本作初の前後編エピソードである）。大学を卒業したてで花嫁修業中の女性。パプで飲んでいた田中を突然誘い、そのまま急接近して僅か一晩で恋人になった。
しかし、実は画家志望の別の恋人がおり、「結婚を両親に反対された上に、恋人が逃げ出してしまった」ショックで消沈する中、楽しそうに飲む田中に釣られてつい声を掛けてしまったというのが真相で、未だ本心は恋人ののぼるにあった。その後も本当のことを言い出せないまま時が流れるも、恋人と再会していた所を夢子に目撃され、田中に知られてしまう。ようやく全てを打ち明けて謝罪し、必死に悲しみを堪える田中に恋人共々後押しされ、去っていった。
田中は美奈子に対して本気であった為、失恋後はしばらく食欲を全く無くすほどに憔悴してしまった。アニメでは真相発覚前からみゆきにどこか避けられており、滅多に他人の悪口を言わないまことにも「（美奈子に僕は）会わなくてよかった。もし会っていたら悔しくて悲しかった」と評されてしまっている。
なお、恋人ののぼる（声：川中子雅人）はボサボサの髪と髭で顔のほとんどが覆われた毛むくじゃらの青年であり（アニメでは田中に「毛虫」呼ばわりされた）、作中では美奈子の名を呼んだ以外は「ども」しか言わず、顔色一つ変えない（アニメでは困惑した表情を見せている）。
間宮千香 - まみや ちか（声：笠原弘子）
田中の元お見合い相手。第13巻COOK.123より登場。老舗博多人形卸の一人娘で、絵に描いたようなお嬢様。田中の明るい性格を慕い、両想いとなるものの、肝心のお見合いの席で失態を繰り返した田中に両親は最悪の印象を抱き、一度は断ってしまう。それでも田中とデートに繰り出すなどで交際し、後に田中の人柄を見直した間宮夫妻は改めて千香との交際を持ちかけるが、結婚の条件は退職して間宮家に婿入りし、人形卸の家業を継ぐ事だった（なお、父も間宮家の婿養子）。しかし、田中が同家の長男であるため（社会通念上）婿入りは非常に難しく、かつ金丸産業の仕事を自ら選んだため破談となった。
交際、結婚には至らなかったものの、田中の事は「お兄ちゃんのような友達」として慕うようになり、その後も何度か一緒に遊びに行ったらしく、第17巻COOK.169では田中の回想シーンで登場した他、田中と夢子の結婚式には祝辞を送っている。
ソフィア・サビーニ
イタリアの大手スーパー・ステンダの仕入れ担当者。第14巻に登場。一味と田中がヨーロッパ出張に赴いた際に知り合う。一味も思わず「美人だな…」と呟くほどの美人で（ティート曰く「アン王女みたい」）、一味達と知り合ったのも、彼女に一目惚れした田中に声を掛けられた為である。父はレストランを経営している。3年間の日本での研修の経験がある為、日本語も流暢。一味達のイタリアにおける商談に貢献した他、観光案内程度だが休日に田中とデートした。帰国前日、酔っぱらった田中にせがまれて頬にキスをしたが、肝心の田中は酔いのせいでその事を覚えていなかった。
実は父親共々一味が気に入っていたらしく、父親に「お前もスーパーなんか辞めて、シニョーレ荒岩と一緒になってこの店を継いでくれればいいんだが」と言われた時には、頬を赤らませて照れながら「やだー、何言ってんのよ父さん」と答えてまんざらでもない様子であった。
シンペナ
タイ出身の留学生で、シンディの友達。第18巻で初登場。よかトピアでコンパニオンをしていた。本格的な東南アジア料理を求めて来た東山にスープビーフンを振舞う。
32巻で一味らと再会し、一味宅で一味とともにグリーンカレーを作る。
崔恩姫 - チェ・ウンヒ
キルキルの大学時代の同期で料理研究家。第21巻で初登場。
キルキルと共に朝鮮料理の案内をするうちに一味達と親しくなる。田中には惚れられていたが既に婚約者がおり、キルキルの発言から後に結婚した事が分かる。キルキルと共に何度か日本を訪れた事もある他、一味が家族を連れて韓国旅行に行った際には偶然再会しており（第56巻COOK.555）、この時は髪を切って印象が変わっていた。
村岡たかし・やすお・コースケ
田中家の近くに住む小学生（現在は高校生）三人組。田中曰く「3バカトリオ」。第50巻COOK.494より登場。
大雨の日に三人で遊んでいたところを、会社帰りの田中が見かけて声をかけ、一緒になって遊び回ったのがきっかけで知り合った。
以後田中を「総隊長」と呼び、度々田中家を訪れては、食事をよばれたりクッキーを一緒に作ったりと、つるんで仲良く遊んでいる。
やすおの父親は西鉄バスの運転手で、父親が乗務するバスに乗車するのを恥ずかしがっていた。
劇中ではほとんど三人セットでの登場だが、たかしのみ単独で家族と共に登場することがある。
大工 - 本名不詳
建築業「古賀組」の棟梁を務める大工で、一味とみゆきの知り合い。第67巻COOK.659より登場。
態度はぶっきらぼうで口も悪いのだが、その実善人で面倒見が良く、子供好きな好人物であり、みゆきには大変慕われている。京都市で修行していた。桂離宮に感動して家を建てることの芸術性を認識した。
ビーフシチューを始めとして、洋菓子や惣菜作りなど料理全般が得意で、一味たちと知り合ったきっかけにもなっている。
第97巻COOK.934では、梅田夫婦が借りている畑での梅田の刈払機の扱い方があまりにも下手だった為、梅田にアドバイスをしていた。
家族としては、弁当店で働く一人娘・鈴夏とその夫・克則と、彼らの息子のイチローがいる。妻は劇中に登場していない。
鈴夏とイチローには甘過ぎるほど甘いが、結婚の経緯や職が不安定なことが気に入らないらしく、作中に一家で登場する時は、克則を毛嫌いする描写が多かった。克則がケガで入院した時に面と向かっては言わなかったが見舞いの帰り、背中越しに呼び捨てではなく、「克則君」と気遣う言葉を掛け、当初と比べると関係は良くなって来ている。一方、還暦を迎えた第132巻では銭湯で克則が背中を流す描写があり、その際、克則が大工を志した経緯を聞きだしたが、直後に誕生日プレゼントについて触れると、激怒する場面もあった。
ひじきの炒め煮に入っている大豆が嫌い。
愛車は日産・プレジデント。
東山夫人（声：峰あつ子）
東山常務の妻。第1巻で初登場。
料理は下手だが性格はとても明るく、東山とは仲の良い、気の合う夫婦である。アニメでは料理下手の描写は無く、デーモン岩のまんまるコロッケを作っては夫に持たせて営業二課の面々にご馳走させた事もある。
夫同様、一味の料理を妻の虹子が作っていたのだと思い込んでいた。
初登場時はとても太っていたが、一味の食べても太らない料理（第1巻COOK.7）により減量に成功。以降は並みの体格となった。
吉永健一（声：小形満）
吉永さなえの父。建築会社の広告課課長を務めている。
初登場は第3巻COOK.25だが、当時はさなえの手を引いての後ろ姿のみの登場で現在とは雰囲気も違っており、正式な登場は第4巻COOK.42から。
根子田が写真家として認められるきっかけを作った人物であり、根子田の個展で彼の才能を見出した（第12巻COOK.119）後、自社のPR誌に掲載する写真の撮影を名指しで依頼した（第15巻COOK.146）。
政さん - まささん（声：野本礼三）
浮羽町（現・うきは市）の山深くに住み、農業を営む老爺。第3巻COOK.29より登場。
深井の別荘の隣に住んでおり、彼とは元々親しかったが、件の別荘に泊まりに来た荒岩家の面倒を頼まれたことで彼らと親しくなった。
以来、時々荒岩家に作物を送ったり、稲刈りに誘う等、良好な関係を保っている。
野菜のみならず松茸をも豊富に収穫できる山を持つものの、その場所は決して誰にも明かさない。
一時、金丸産業の受付嬢（初子）に好意を持ち、一夜限りのデートをしたこともあった。
前作『大字・字・ばさら駐在所』でもほぼ同じ設定で登場する。
火浦裕香 - ひうら ゆか
虹子の友人で、博多在住の料理研究家。第59巻COOK.559より登場。
虹子が学生だった時に、同じアパートに住んでいた。
元々洋菓子作りを趣味としており、そちらの方面への就職を志望していたがきっかけが掴めず、普通のOLとして会社勤めをしていた。
当時虹子と交際中だった一味が作ったオペラを食べて衝撃を受け、それを契機として会社を辞めて単身ウィーンへ渡り、本格的に料理研究家への道を歩み始めた。
帰国後は順調に仕事も増え、初登場時には自分の事務所を開けるまでになっていた。
その経緯のため、一味には虹子の夫であるだけでなく、自らの人生を変えてくれたとして、多大な恩義を感じている。
上田康巳 - うえだ やすみ（声：山口勝平）
上田守の兄。第5巻で初登場。荒岩家と同じアパートに住んでいた。
博多大学を卒業しており、一味の後輩にあたる。
弟と異なり、いい加減でチャランポランな性格の持ち主。金銭面でもルーズで、守が最初に下宿に来た際、母親から貰っていた金5万のうち4万を無理矢理出させ、自身の借金返済やバイクのローン返済に当てたりとかなり図々しい。それでいて常に兄貴風を吹かせており、守の失態には厳しく、容赦なく文句を言う。守はかなり康巳に迷惑をかけられており、度々衝突している。
大学卒業後も職にこそ就いているが、どれもあまり長続きせず、辞めては次を探すということの繰り返し。辞める理由もふがいないものが多く、大阪の電気店に就職した際には「店の人間が関西弁でしゃべるから」という理由でそこを飛び出し、守の家に居候していたことがある。
花山小吉 - はなやま しょうきち（声：槐柳二）
放浪癖のある画家。第22巻で初登場。酒好きで野菜を好む。好物はおから。食べ物に関してはかなり気難しく、一味が勧めた店で一口食べるなり箸を置いて酒ばかり飲むほど（田中も「なんてワガママなんだ」と呆れた）。常に瘋癲暮らしで、ふらりと博多を訪れた際に一味達と知り合う。その時に一味が作ったおからが気に入り、後日そのおからを描いた絵を荒岩家に送った（アニメではみゆきと仲良くなった事でみゆきの絵を描いた）。その絵はしばらく荒岩家の玄関に飾られていた。極めて奔放な性格故に堅苦しい歓迎は受け付けられず、逆に酒豪かつあっけらかんとした一面のある虹子とは気が合った。
後に沖縄にも行くが、所持金をすべて使い切ったとき、まことたちから財布の中にキャッシュカードやクレジットカードがあることに気づかれる。しかし本人はカード類の使い方を全く知らなかったらしい。実はかなり有名な画家で作品に対する評価も高いらしく、本人は自覚していないがお金は相当稼いでいる模様。花山のためにキャッシュカードでお金を下ろした際、見たこともないような残高金額を目の当たりにして、林田もまことも大いに驚いている描写がある。
沖縄から帰って海の絵を描き、沖縄で個展を開いてまことや林田を招待したが、立食パーティーが嫌いで、三線を聞かせる酒場に行っている。
田村 - たむら（声：塩屋浩三）
海産物を運送しているトラック運転手で、金丸産業に出入りしている。壱岐出身。
釣りが趣味で「外した事が無い」と自称するほどの腕前を持ち、一味も絶品と呼ぶほどの鯛茶漬けを作る。
和食屋で東山と出会い、連日の接待で鯛に辟易していた東山に鯛茶漬けを振舞った（周囲の反応を見る限り、これは日常茶飯事の模様）（第28巻COOK.280）。
趣味の釣りで釣れ過ぎた魚があまりに食卓へ上り過ぎた為、娘のももこ（声：矢島晶子）は大の魚嫌いになってしまった（アニメでは冷蔵庫そのものを怖がるほど重症だった）。しかし一味の作った鯛ラーメンで娘の魚嫌いを治すことができた（第29巻COOK.289）。
壱岐運送という会社に勤め、「まず"安全"、次いで"確実"、"迅速"は最後」という信念のもと、配達が遅れると分かっていても制限速度を厳守するなど、頑固なまでの安全運転で長距離トラックドライバーとして勤務していた。しかし、安全よりも迅速な配達を求める勤務先や顧客からの要求、若い女性ドライバーの増加、九州専門配送への配置転換等がきっかけとなり、「もうオレの時代じゃねえ」と壱岐運送を退職した。そのしばらく後、「やっぱり運転が好き」という理由から、田村軽運送として自らの軽バンに乗って運送業務を再開した（第50巻COOK.499）。
原作では普通の運送会社のトラックに乗っているが、アニメでは派手なデコトラに乗っている。
花岡先生 - はなおかせんせい（声：豊島まさみ）
まことたちの小学生時代の担任。けいこ同様原作では茶髪だがアニメでは黒髪の女性。眼鏡をかけている。アニメ版では、物語の終盤に出産休暇に入った。
畑先生 - はたせんせい（声：伊崎寿克）
第40巻COOK.400に登場。まこと達の中学時代の教師。新人教師であるにもかかわらず、ライヴハウスに(サックス担当)出演したり、音楽室の掃除監督を蔑ろにしたりして、教頭らの目の仇にされていたが、生徒達からの人気は高い。その後長崎県に転勤、結婚、後に子供も産まれている（まこととみつぐの会話から）。転勤先の長崎でもライブをしている様子が描かれ、まこととみつぐも招待され、二人で訪ねている。
アニメではまこと達の小学校の新任教師という事になっており、花岡先生に代わってまことのクラスの担任となる。また、工藤とは学生時代の友人だったという設定が追加されている。
里山加奈 - さとやま かな
夢子の中学・高校時代の親友。第42巻で初登場。愛称は「カッペ」。夢子と違ってちゃきちゃきで、夫と喧嘩した勢いで田中家に押しかけてきた。丁度、夢子は妊娠が発覚した所だったため、出産・子育ての先輩として手助けをする。喧嘩の原因は夫が酔っ払って人前で裸踊りをしたためであり、金丸産業にまで押しかけてきた夫に謝られ、共に鹿児島へ帰っていった（ただし、その際の宴会にて田中につられてまた裸踊りをしてしまった）。また、作中、最後に登場するのは夢子が結輝を妊娠した頃で、自身も第二子を妊娠していた。
白木久詩 - しらき ひさし
福岡県の海岸出身の流行作家。第44巻で初登場。たまたま金丸産業がPR誌に白木のコラムを連載することで一味と知り合う。スランプの為、故郷の海を見れば元気も出るかと博多に来たものの記憶と変わってしまった博多では何も変わらず、更には食欲不振の中で相次ぐ高級料理の接待に困り果てていたが、一味が密かに海岸沿いの大衆食堂に連れ出して朝食を共にし、これに懐かしさを感じて食欲も回復し（大食いの一味並の量を食べた）、仕事が進むようになる。その後、一味は下関の唐戸市場に朝食を誘ったりしている。
佐藤
初登場時（第44巻COOK.432）は美大志望の受験生。みゆきの同級生の佐藤とは別人。筑紫山高校時代はブルータスのデッサンに取り組み、ドレーミベーカリーでパンの耳をもらっていた。浪人後、予備校でデッサンを教えている。あまり金を持たず豆腐をよく食べる。現在は石の絵をよく描き、柳川市の叔父は海苔の絵を描く。
近藤昌吉 - こんどう しょうきち
あだ名は「マッスル爺さん」、年越し水泳でまことやみつぐ、ミカらの大将格を勤める。現在でもスポーツジムに通い、運動好きのおばあさんと仲良くしている。
ミカ
少女時代からスイミングを習っていたが小売の仕事に慣れてしまい近藤やまことらの伝で水泳に復帰し水泳選手さながらの容貌でならし最後は号泣する。
黒田清張
初登場は第71巻COOK.698。東山常務の友人であり孫にチエがいる。初登場からしばらく職業などは描かれていなかった。主に孫のチエを題材とした油絵を始めるが、腕前の方は惨憺たるものでよく皆にからかわれている。個展を開くが客足は悪く、カツ代とみゆき達の他は、美大を目指そうとしていた女子高生が一人、訪れただけだった（第117巻）。全ての作品を「絶対に売りたくない」ため、わざと法外な値段をつけていた(作中では500万の値札をつけた絵が出てきている)。
昔気質の頑固者で通り、老人料理教室に誘われたが会場で「男は料理するものではない」という持論から料理を拒否（第71巻参照）。しかし小学校のキャンプではカツ代と喧嘩しながらも協力するなど親切な年寄りである。
あだ名は「黒チン」(命名はカツ代)。
青木まさる - あおき まさる
原口（青木）ルリ子の弟でバイオリニスト。初登場は第90巻COOK.871。
福辺天子 - ふくべ てんこ
第113巻COOK.1093で初登場。田中三郎と同じ大学の研究室に所属する研究生（三郎の後輩）。長崎県平戸市生月島出身。最初はだらしない三郎に厳しかったが、性格面では三郎と共通する部分もある。普段の研究室内ではメガネを掛け、髪を縛り、白衣を着てノーメイクだが、三郎と行動する際は化粧をして髪を下ろし、時にサングラスを掛け、着物姿になる（第115巻）など別人のような容姿になることも（ただし、三郎はメガネ+ノーメイクの姿の方が好みらしい）。
初期はドジな点があり、三郎のクルマに置き忘れたケーキをあわてて取りに行って転び、鼻血を出している。また、田中家で女性がエイリアンみたいと怖がるたらおさ（鱈の胃）に興味津々と、理系の点がある。
ノリのいい性格であり、博多どんたくでリオのカーニバル並みの露出の多い服を着るなど祭好きな面がある。研究室の外では露出の多い服を着ることが多いが、「他人にお前の姿が見られるのはイヤ」と三郎に引き止められた。第119巻でどんたくに参加した天子を見たことで芸能事務所にスカウトされ、ローカルタレント活動をしている。
三郎にかなりベタ惚れで、彼に依存している部分が多々あり、先述のローカルタレント活動の開始前、気を利かせようとした三郎に「しばらく旅に出る、天子の顔も見飽きたけん」と言われた際には魂の抜けたようになってしまい、まるで別人になっていた。その後、スタジオで変装した三郎を見つけた際にはあっという間に元気を取り戻し、CM撮影を直後のワンテイクで決めている。
父親は天子とは反対にかなり頑固で厳格な性格であり、入浴剤のローカルCMにて「裸で撮影していた」ことで激怒、生月島まで強引に連れ戻してしまうほど（実際は水着を着用しており、天子も何度もそう説明したが聞き入れなかった）。その際、三郎と2人で出演したローカル番組を偶然見られ交際が発覚してしまい（120巻）、さらに大激怒させてしまう。その後三郎が生月島まで出かけ交際の許しを請うた際にも、「（天子は）いません！」と門前払いを喰らわせ、懇願する天子や妻を「うるさい！」と一喝、真夏の炎天下の中正座する三郎を2時間放置した。その上、やっと出て来た際に「お前、本当に死ぬぞ」と言いながらバケツ一杯の水を頭から勢いよくぶっかける。しかし、その仕打ちを恨むこともなく、笑顔で「ぷあーっ！気持ちいい～っ!!」と受け止めた三郎に感じ入ったようで、その後は上がって風呂を使わせてやり、料理と酒を出して「今夜は飲むぞ」ともてなし、交際を認めてくれた。
現在は三郎のアパートで、両家の親公認で同棲している。
菊池草子 - きくち そうこ
白川拓男の経営する白川商事の女性社員。能力を認められて大阪に白川と一緒に出張するが、九州新幹線に熊本駅から乗車する際、あまりの大荷物に白川から驚かれる。弁当として作ったたこ入りのパスタを白川に食べさせ、能力があると認められる。たくましさから「豆タンク」と呼ばれている。
コックさん（声：峰あつ子）
アニメ本編最後の「今晩のうまかもん」で作り方の解説を行うブタのコックさん。アニメオリジナルキャラだが、元は原作のコマの隅などに度々描かれていたキャラクターである。後に本編にも登場するようになり、放送回のメインの料理が出てきた時にデフォルメ化された作中の登場人物と共に小芝居を行ったり、料理の解説を行った。一味達には「ブタさん」と呼ばれる。一味よりも料理歴が長いそうだが、小芝居では失敗も多い。

### 補足
1. ↑  なお、ナンバーは「わ」ではないため、レンタカーではない[3]。
2. ↑  いくつか例外もあり、ユミに失敗作の料理を食べさせられた時などは、さすがに困った顔をしていた。
3. ↑  カツ代の初登場時の台詞によれば、下アゴは父親譲りとの事だが、後に回想として登場した父親のアゴはしゃくれていなかった。
4. ↑  作中での対象は全て田中
5. ↑  医者の診断は「しゃべりすぎ」
6. ↑  一味がヨーロッパ出張で長期不在になったり、みゆき出産のために入院する際には、彼の料理がしばらく食べられないのが残念、と嘆いていた
7. ↑  「イル ゴットーネ」のモデルは京都市東山区のイタリアン「イル ギオットーネ(IL GHIOTTONE)京都本店」。笹山のモデルはイル ギオットーネのオーナーシェフ・笹島保弘。
8. ↑  第55巻COOK.543の一味とのタコ料理勝負では勝ったが、あくまで最初からまこと贔屓であったみゆきの判定であり、まこと本人は内心では父の方が上だと思っていた
9. ↑  原作では既に物心がつき、言葉も話せるようになっていた時期のエピソードもアニメ化されたが、みゆき自身は最終回に至るまで1-2歳頃の物心がつかない程度までしか成長しなかった。
10. ↑  特徴として「わい」「まっさ」
11. ↑  飯を人一倍食って40分前後トイレに籠るのが日常茶飯事で、会社ならともかく、取引相手との喫茶店での打ち合わせ時すら、一味が話す傍らで大盛りを勝手に注文し、食べすぎた後に相手を待たせてトイレに入っていたこともあった。
12. ↑  原作では課の面々に呆れられた程度だが、アニメでは赤っ恥をかかされた一味には憤慨され、キスまでしてしまった夢子には本を投げつけられた。
13. ↑  初期の頃はじったんと呼んでおり、みゆきが幼いままで終わったアニメ版では最後までそう呼ばれていた。
14. ↑  本人は訂正するように言ったが「はい、田中のおじさま」と返されて結局直らなかった。
15. ↑  アニメでは中学時代の失恋時に部活の顧問からご馳走されて以来大好物になったと語っている。
16. ↑  アニメではティートが未登場かつ、まこととみつぐが主役のエピソードに変更されており、田中自身は途中でリタイアした。
17. ↑  51巻カバーの作者の挨拶にて「みんな、うすうす気付いてきてたしね、田中をのぞいて」と語られている。
18. ↑  アニメ版の初期のオープニングでも荒岩一家の団欒を物憂げな表情で見つめるカットがあったが、やがて田中達に手を振られるカットと妊娠した虹子の腹部に耳を当てるまことのカットに変わった。
19. ↑  COOK.352で彼の「姉を好きか」という問いかけに、田中がはっきりと「好き」と応え、36巻でのプロポーズにつながる
20. ↑  第2巻COOK.23では「大平」となっていた時期もあるが、電子書籍版では「広田」に修正されている[5]。
21. ↑  肉、魚、野菜がほとんど食べられず、酒も飲めなかった。
22. ↑  そのため一味自身も、虹子にいっそ打ち明けたらどうかと言われた時も「今まで騙していたみたいじゃないか」と言い出せなくなっていった。
23. ↑  長女・よしこ、次女・美保。
24. ↑  パチンコを打つ、種ヶ島に絡んだヤクザに喧嘩を売る等
25. ↑  原作では妻に相当絞られたらしく、翌朝は顔中傷だらけで出社した。アニメではこのエピソードは養豚場を継いだ後だったため、妻には理解されていた事でほとんど咎められなかった。また、プレゼントの玩具を買おうとするなど原作よりもフォローに動いている。
26. ↑  恋沙汰の意味ではなく、明るくなる存在として
27. ↑  アニメでは三浦
28. ↑  アニメではユミ以上の牡蠣嫌いで、牡蠣が食卓に上がっただけで部屋の隅に隠れるほど重症だった。
29. ↑  アニメでは三浦千絵（ちえ）
30. ↑  現在は姉は勤務先の材木会社の社員、永治（義兄の姓は不明）と結婚して2児の母になっており、長男は結婚して関西に、次男は台湾で仕事をしており、3男・4男は就職して家を出ており、6〜8男は大学生（1人は予備校生）となっている（第131巻COOK.1277）。
31. ↑  原作でオサムが作ったパン丼はヒロシが作り、おさむは同じくアニメに登場していないヒロユキが作ったポテチ丼を作り、原作でヒロシが作ったう丼は登場しないなど、この回は入れ替わりが激しい。また、この回は原作ではまことの中学時代のものだが、アニメでは小学時代である。
32. ↑  チエのことが好き、という可能性が高い。
33. ↑  地元のソフトボール大会では長打を打ったにもかかわらず、一塁手前でアウトになる程遅い。
34. ↑  チエだけは知らされていたが、佐藤から「ぜったい言うな」と口止めされていた。
35. ↑  原作ではろくに料理をしない大学生が作ったため荒岩親子も苦笑いするような有様だったが、アニメでは守が作ったことで一味にも認められる出来だった。
36. ↑  名字はアニメ版より。
37. ↑  だが、東北弁で話すシーンは一度も描かれていない。
38. ↑  イヤリングを外す描写があるのは、入浴時のほか、女子プロレスのイベントに参加した時（第37巻COOK.363）と数少ない。
39. ↑  父子家庭への誤解は、一味が自宅に彼女を招待した際、虹子が帰宅した事ですぐに解けた。
40. ↑  梅田は「ボクのです！」と言って田中を追い払っていた。